# Orelle
Vous lisez un « article de qualité » labellisé en 2024.
Pour les articles homonymes, voir Orelle (homonymie).
Cet article possède un paronyme, voir Oreille.
Ne doit pas être confondu avec Orel ou Aurel (Vaucluse).
Orelle (/ɔ.ʁɛl/) est une commune rurale française située dans le département de la Savoie en région Auvergne-Rhône-Alpes. Son territoire s'étend en Moyenne Maurienne du massif de la Vanoise et de son parc national au nord jusqu'au massif des Cerces-Thabor au sud.
Drainée par l'Arc qui coule d'est en ouest et divise le territoire en deux parties sensiblement égales, la commune présente un patrimoine naturel riche : deux sites Natura 2000 avec une frange du parc de la Vanoise au nord et l'environnement du mont Thabor au sud, ainsi que neuf zones naturelles d'intérêt écologique, faunistique et floristique.
L'implantation de communautés montagnardes sur le territoire est ancienne. Des documents attestent que des familles vivent à Orelle dès le haut Moyen Âge. En 1730, Orelle compte plus de 1 000 habitants, répartis dans différents hameaux. L'absence de soleil dans le fond de la vallée (durant les trois mois d'hiver par endroits) ainsi que les crues destructrices de l'Arc expliquent le développement plus tardif des hameaux de la vallée (Francoz notamment). Au Moyen Âge, il n'y a pas de route dans le fond de la vallée, soumis aux crues ; les chemins empruntent plutôt le flanc de la montagne. La construction de l'usine électrochimique de Prémont, en 1893, bouleverse le territoire. En 1911, 1 247 habitants sont recensés dans la commune et 1 143 en 1931. Le barrage de Bissorte, un complexe hydro-électrique construit de 1931 à 1938 à 2 100 m d'altitude, est aussi un aménagement majeur pour le développement économique de la commune. La fermeture de l'usine électrochimique en 1991 conduit toutefois à la désertification de la vallée. La construction de la liaison par télécabine entre la station de sports d'hiver d'Orelle et le domaine skiable de Val Thorens en 1996 entraîne un renouveau de l'activité de la commune qui devient une station de sports d'hiver intégrée aux Trois Vallées, le plus grand domaine skiable au monde. Cette nouvelle dynamique économique est renforcée au fil des ans par les venues des cyclotouristes et randonneurs de l'été.
Sur le plan culturel et historique, Orelle dispose d'un important patrimoine religieux (comme les églises baroques et gothiques Saint-Maurice et Sainte-Marguerite) ainsi que de sites naturels (comme le lac de Bissorte, la falaise de Leschaux ou encore le plateau de Plan-Bouchet) riches en histoire ou touristiquement attractifs.

## Géographie

### Situation
Orelle est une commune française de 69,25 km2 de superficie située dans la vallée de la Maurienne, en Savoie, dans la région Auvergne-Rhône-Alpes. Elle est située à 551 km à vol d'oiseau de Paris (659 km par la route), à 146 km de Lyon, à 63 km de Grenoble et à 62 km de Chambéry (soit respectivement 191 km, 122 km et 93 km par la route). Elle est également proche de grandes métropoles de pays voisins : Turin est à 92 km à vol d'oiseau (116 km par la route) et Genève est à 114 km à vol d'oiseau (177 km par la route).
Le territoire communal est frontalier de l'Italie jusqu'en 1947, date de la signature du traité de Paris qui déplace la frontière de quelques kilomètres à l'est,,. Il est délimité sur le versant nord : à l'ouest, par le torrent du Poucet, au nord, par la crête reliant le mont Bréquin à la pointe de Thorens, à l'est, par la crête joignant la pointe de Thorens à la pointe Rénod et redescendant jusqu'à Chalionnet. Sur le versant sud, il est délimité : à l'ouest, par le ruisseau des Ridières, puis par la crête partant du Gros Crey qui rejoint le mont Thabor par le col des Marches, à l'est, par la crête joignant le mont Thabor au crêt de Bonnenuit en passant par le col du Cheval Blanc et la crête des Sarrasins, puis par le ruisseau de Bissorte.
La commune est limitrophe de sept autres,.
| Saint-Michel-de-Maurienne | Les Belleville | Saint-André |
| Saint-Michel-de-Maurienne | Orelle         | Freney      |
| Valmeinier                | Névache        | Modane      |

### Relief et paysages

#### Relief
L'altitude de la commune varie de 819 m au lieu-dit de la Denise sur l'Arc à 3 416 m à la pointe du Bouchet. Avec de nombreux sommets aux altitudes significatives et des vallons hauts en altitude, l'altitude moyenne de la commune dépasse les 2 100 m.
L'ubac, en rive gauche, est sombre et abrupt, avec des affleurements rocheux et des forêts humides dans lesquelles se trouvent des chalets d'altitude. En altitude, le relief se fait plus doux et permet quelques clairières, accueillant de petits groupes de constructions. Au-delà des premières crêtes le territoire communal accueille le lac de Bissorte, puis s'étend au-delà jusqu'au pic du Thabor au sud, offrant un paysage d'alpages et de haute montagne. L'adret, plus ensoleillé, est le versant habité. Moins raide que l'ubac, il bénéficie d'une bonne exposition qui a permis l'implantation ancienne de groupes d'habitations. Depuis le fond de vallée où coule l'Arc, de vastes montagnes se dressent, très boisées. Les hameaux de la commune forment des petites agglomérations urbaines sur l'adret de la partie nord et certains chalets isolés sont éparpillés dans la montagne, avec des vallons atteignant la pointe de Thorens au nord,.

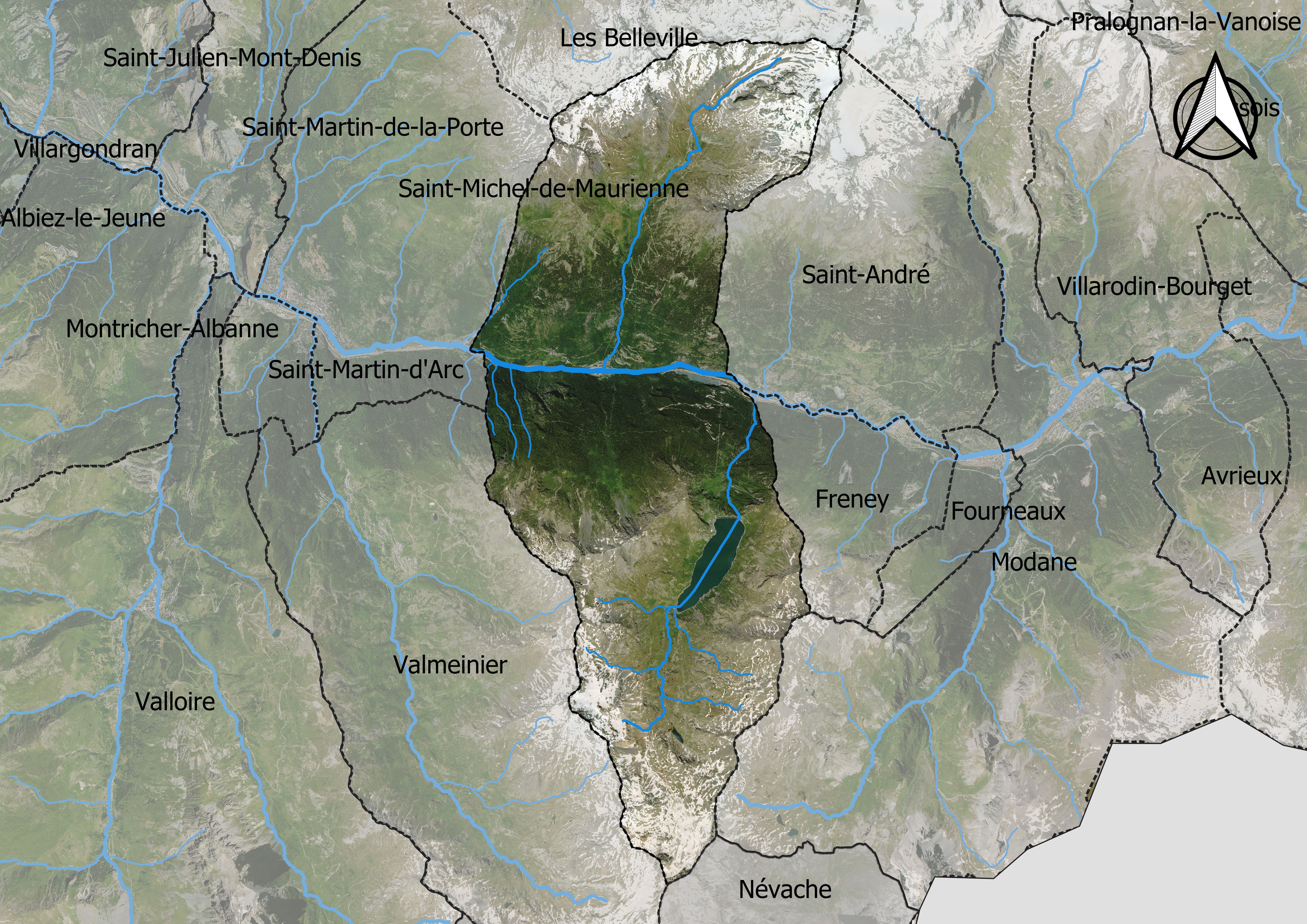
Photographie aérienne d'Orelle.
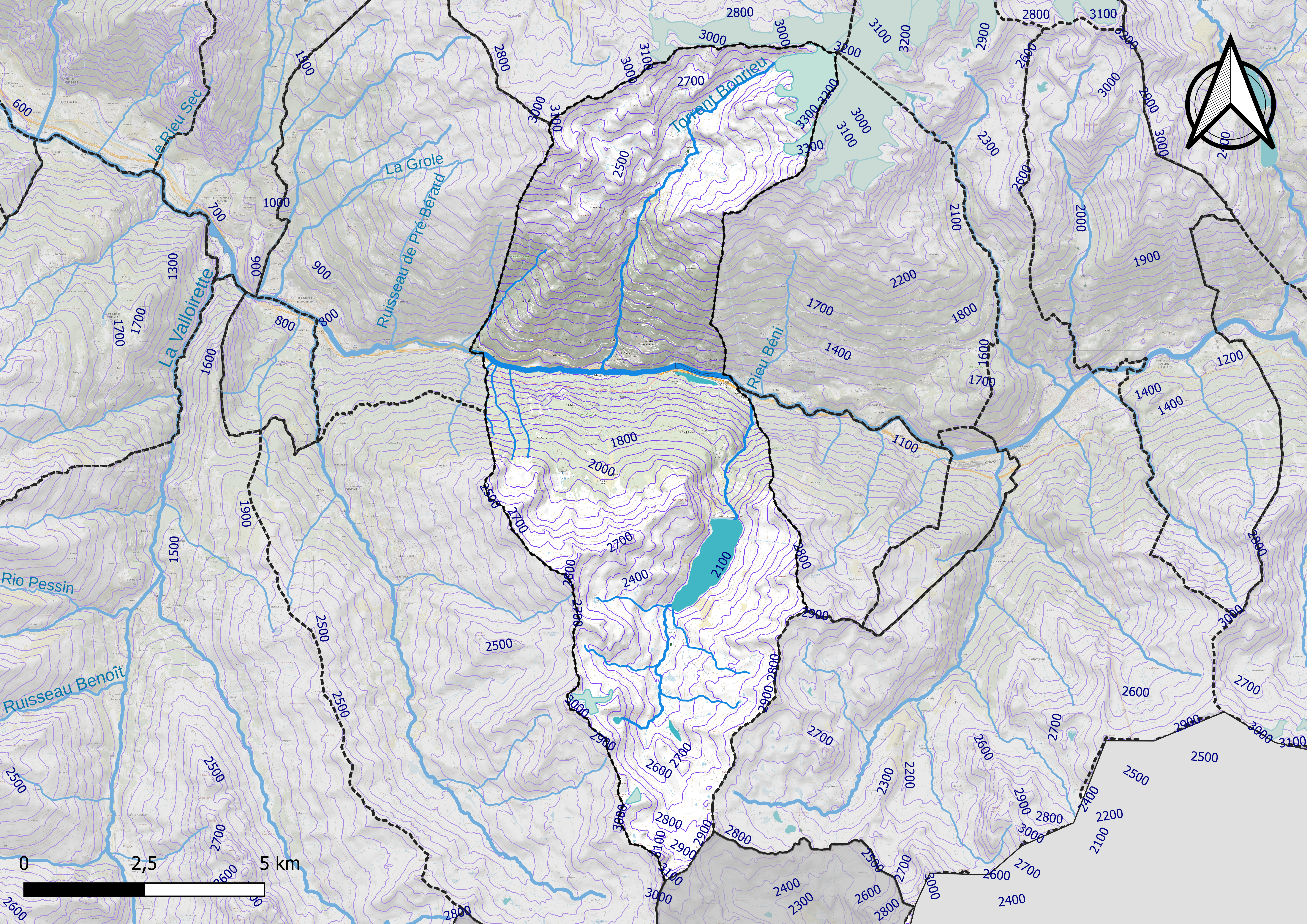
Relief d'Orelle avec ses courbes de niveaux.

#### Paysages
La charte architecturale et paysagère de la Maurienne, élaborée en 2009 par le CAUE de Savoie, distingue dans la commune quatre unités paysagères, étagées du sommet des montagnes au fond de vallée,.
L'étage nival de la haute montagne alpine est caractérisé par ses cimes et glaciers ou névés persistant une bonne partie de l'année.
L'étage alpin correspond aux hauts alpages et est constitué de vastes pelouses alpines entretenues par le pastoralisme et maillées d'un patrimoine architectural spécifique : chalets de pierres couverts de lauzes, parcs délimités par des murets de pierre, chapelles d'altitude isolées, etc. Ces espaces sont occupés par les domaines skiables aux aménagements spécifiques mais sont aussi ouverts à la randonnée, avec les refuges qui sont liés à cette activité, ainsi qu'aux autres activités en développement (VTT, quad, etc.).
L'étage subalpin est caractérisé par des versants forestiers qui occupent une bonne partie de l'ubac en rive gauche de l'Arc ou dans les vallées latérales. Les conditions topographiques et climatiques ont permis l'aménagement de plusieurs grandes stations d'altitude créées ex nihilo et des grands domaines skiables s'y rattachant. Lorsque l'exposition est favorable, les villages s'inscrivent dans la pente à la faveur du moindre replat, et la dynamique agricole a permis le maintien d'espaces ouverts,.
L'étage collinéen est le fond de vallée de l'Arc, jadis insalubre et soumis aux crues fréquentes, qui s'est transformé grâce aux travaux d'endiguement de l'Arc à la fin du XIXe siècle et a permis plus tard les grands aménagements routiers et ferroviaires. Les villages et hameaux, traditionnellement groupés, sont implantés en pied de coteaux, ou en limite des cônes de déjection des torrents latéraux.

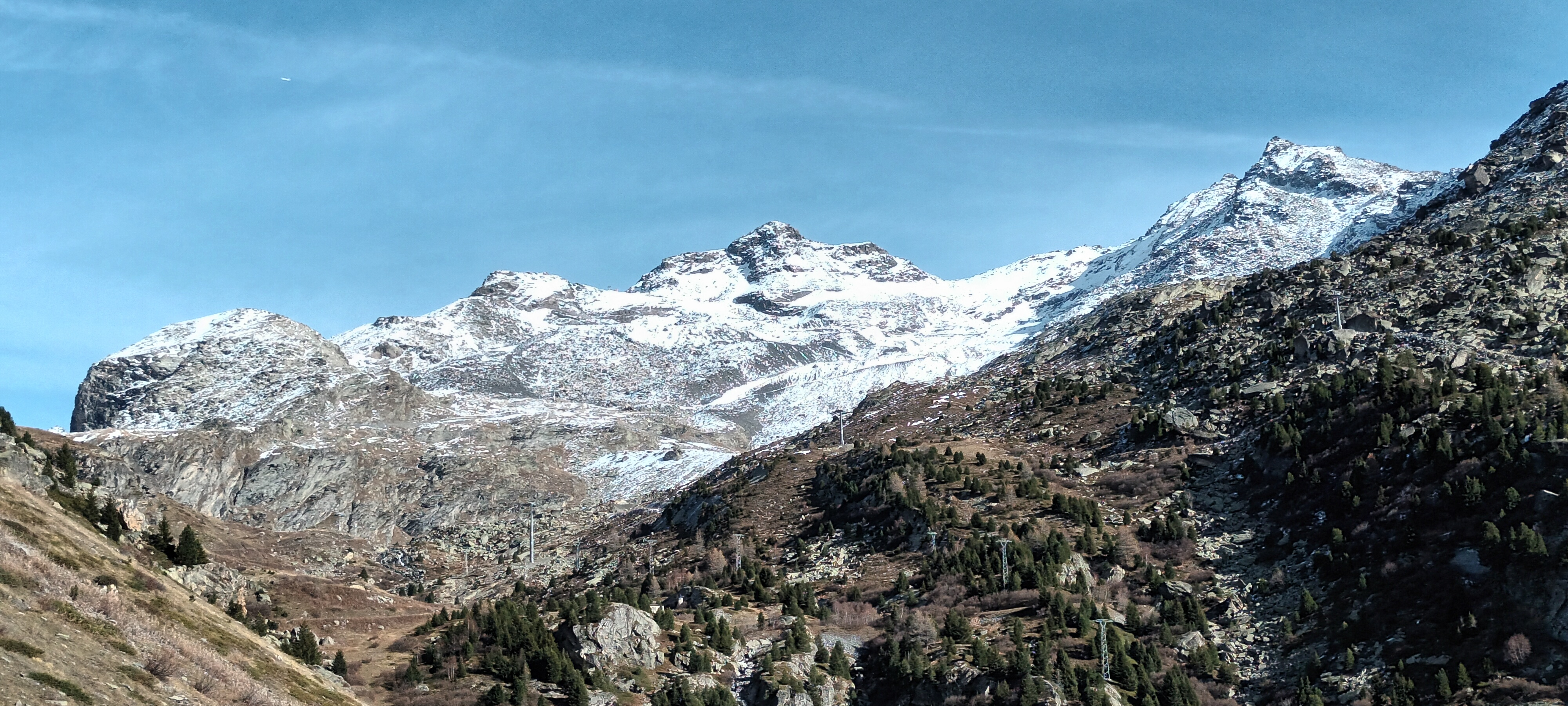
Vallon du Bouchet (partie nord).
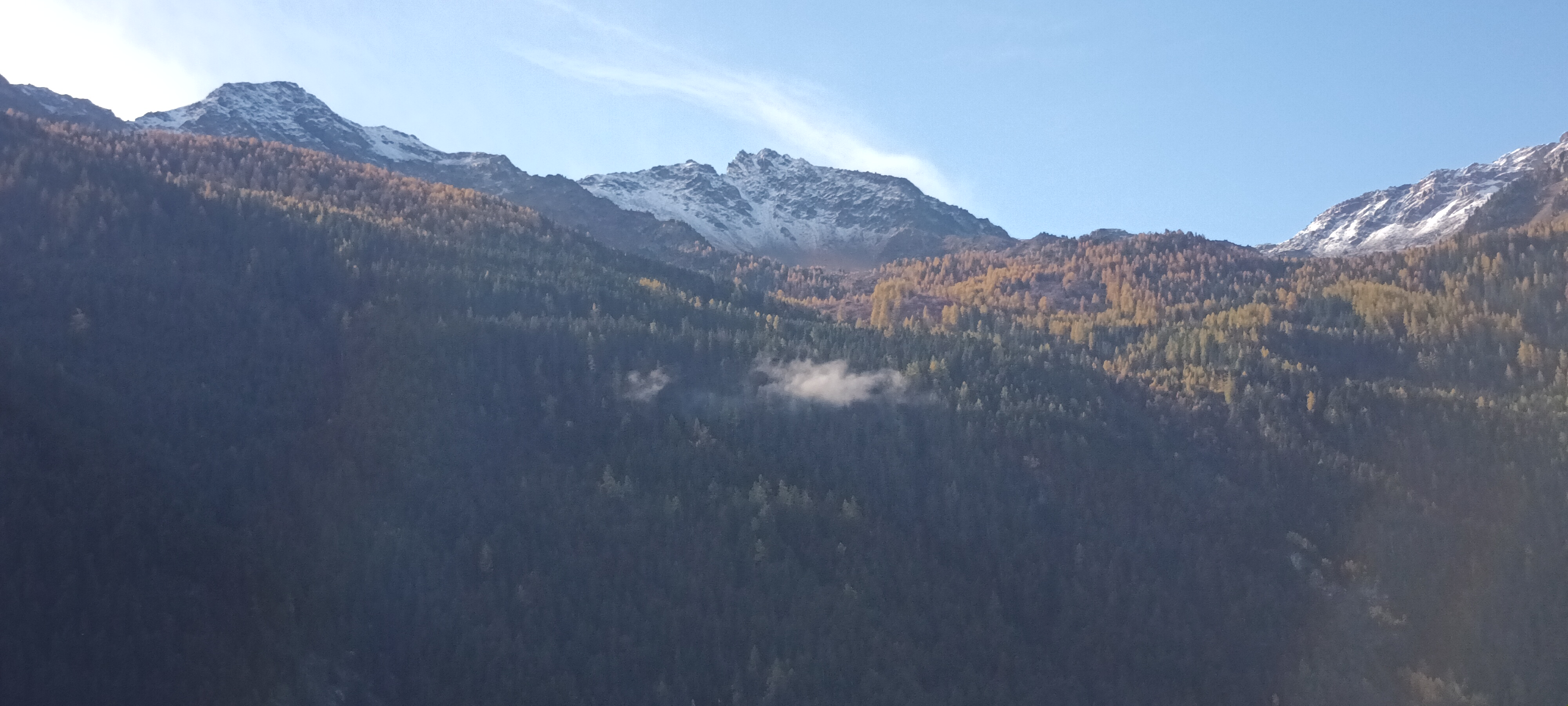
La pointe de la Sandonière est au centre de la photo, entourée de sa forêt sombre et immense, enneigée.
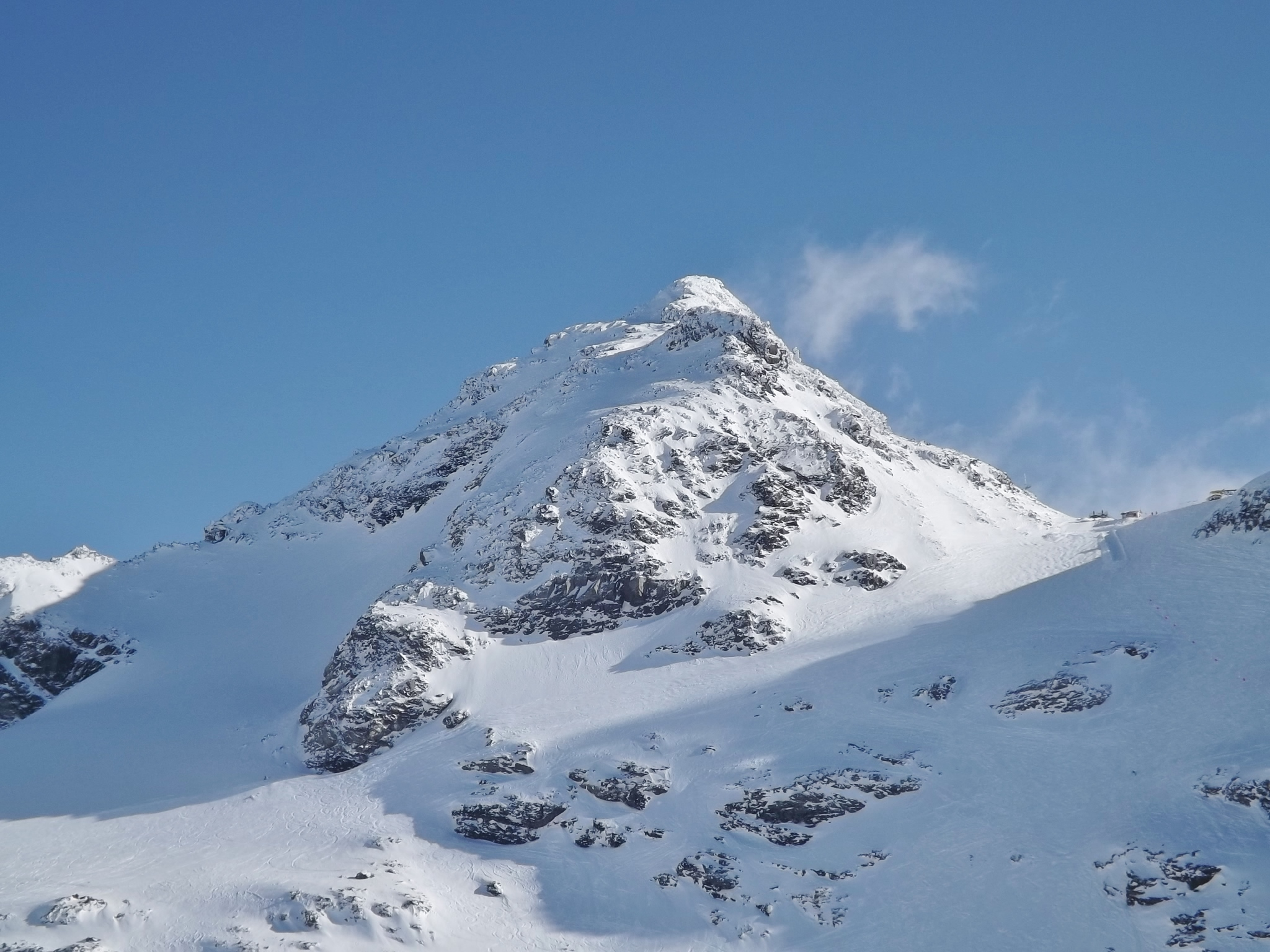
Pointe du Bouchet (altitude maximum d'Orelle).
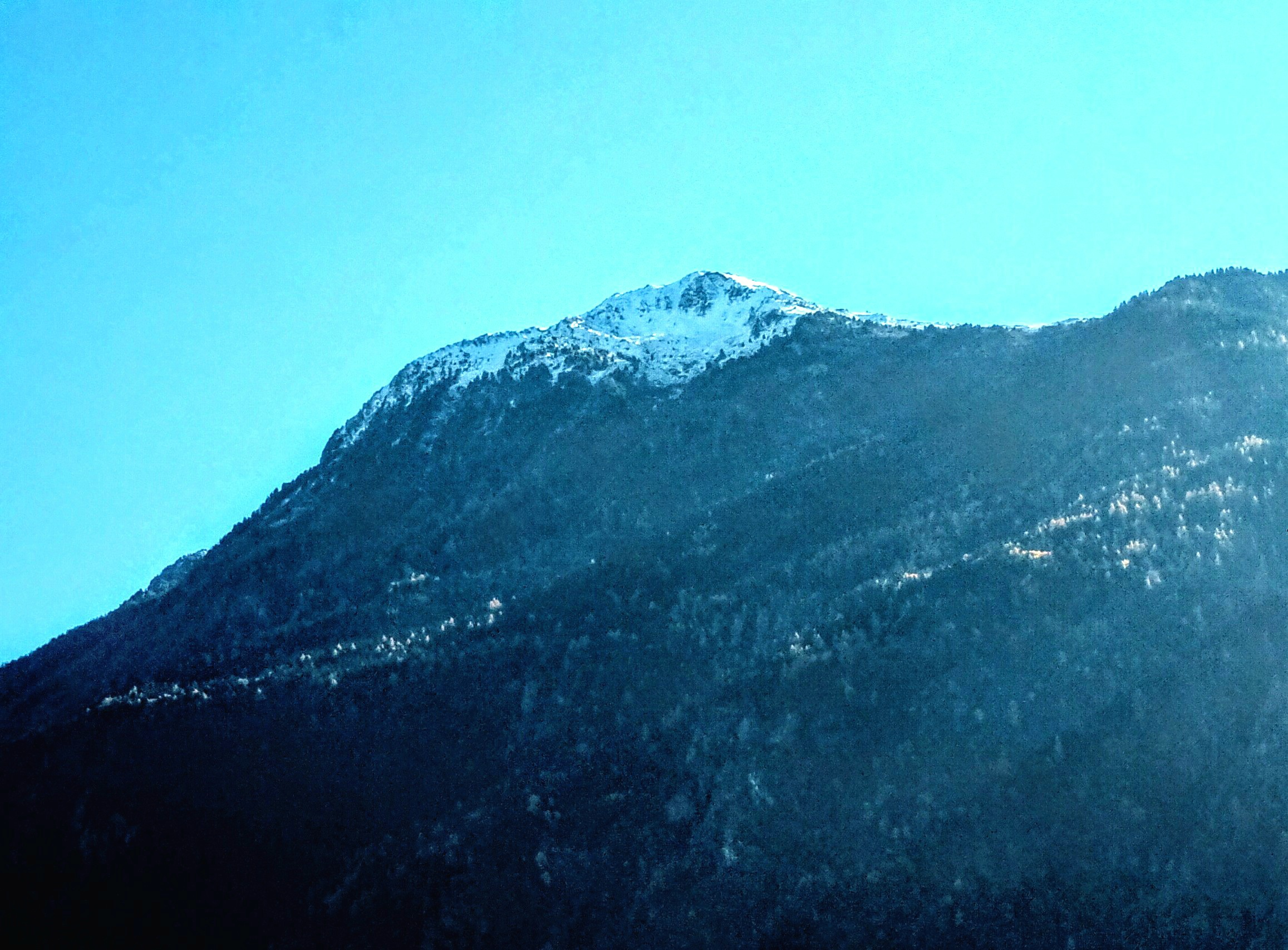
Le Gros Crey.

### Géologie

#### Environnement géologique

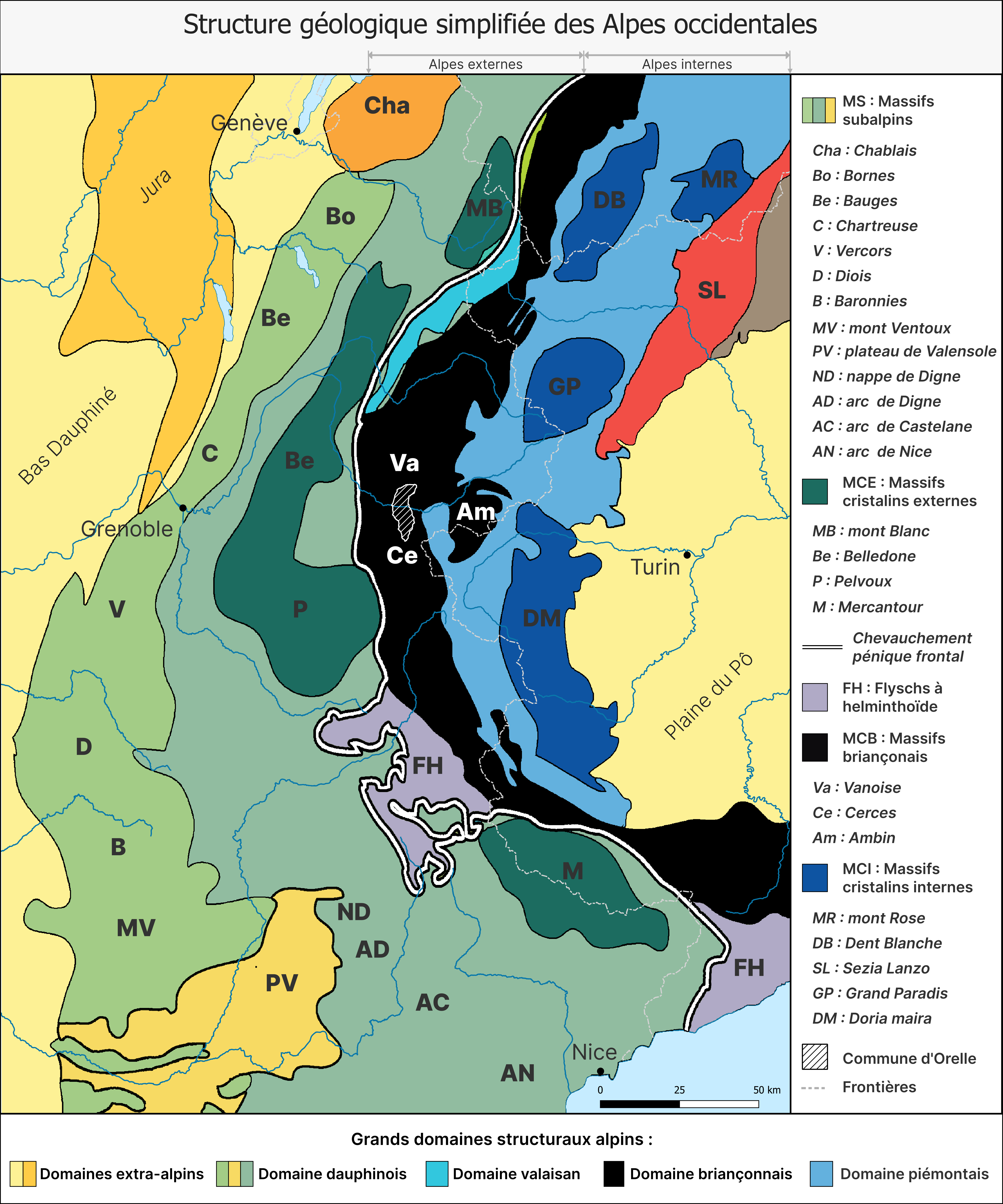
Localisation de la commune d'Orelle au sein des domaines structuraux des Alpes occidentales.

Le territoire de la commune d'Orelle, situé dans les Alpes du Nord, s'étend de part et d'autre des rives de l'Arc, dans la moyenne vallée de la Maurienne. Dans cette partie de vallée, la rive droite de la rivière délimite le versant méridional du massif de la Vanoise, la rive gauche délimite le versant septentrional du massif des Cerces. Ces deux massifs cristallins des Alpes occidentales, dont les crêtes dominent Orelle, font partie du domaine structural du briançonnais, un des quatre domaines qui structurent les Alpes franco-italiennes.
Le caractère montagnard de la commune se retrouve dans les formations superficielles constitutives du sous-sol par la présence majeure d'éboulis, de moraines, de cônes de déjection ou de dépôts glaciaires issus, entre autres, des glaciations du Quaternaire. La couverture sédimentaire des massifs de la Vanoise et des Cerces est caractérisée par la présence de gypses, de cargneules, de calcaires, de dolomies ou de quartzites datant des périodes du Trias et du Permien. Quant au socle sédimentaire, il révèle son appartenance à la zone houillère briançonnaise dite du houiller productif avec de grandes étendues de grès et de schistes datant de la période du Carbonifère,.

#### Description des formations géologiques
La construction en 1981 du téléphérique actuel reliant la station de Val Thorens à la cime de Caron a mis en évidence la présence du pergélisol sur dix mètres d'épaisseur et le caractère déstructuré du massif rocheux. Des bancs massifs de grès émergent des masses glissées et alternent avec des bancs de grès fins et des schistes noirs.
Les pentes du massif de la Vanoise (de 1 000 à 2 000 m) présentent un alternat de grès, de schistes, d'éboulis, de cônes d'avalanches, de dépôts glaciaires (moraines) et de dépôts fluvio-glaciaires,. Les hauteurs du massif (de 2000 à 3 400 m) présentent elles aussi un alternat de grès, de schistes et d'éboulis ; avec au nord-est de la commune (à la base et au sommet de la pointe du Bouchet), quelques zones de glaciers, de névés, de dépôts glaciaires et d'alluvions (à Plan-Bouchet). Une petite nappe constituée de diorites et de dolérites est présente à la base sud de la pointe du Bouchet.
Les pentes du massif des Cerces (de 1000 à 2 000 m) présentent elles aussi un alternat de grès, de schistes, d'éboulis et de dépôts glaciaires avec, à l'est, de très petites bandes de diorites et de dolérites. Les hauteurs du massif (de 2000 à 3 100 m) présentent un alternat de grès, de schistes, d'éboulis, d'anthracite, de quartzites, de dépôts glaciaires et de glaciers rocheux ; et, au-dessus de 3 000 m, la présence de bandes de diorites et de dolérites ainsi que de petites zones de calcaires, de dolomies, de quartzites, de gypses et de Benoïte,,.

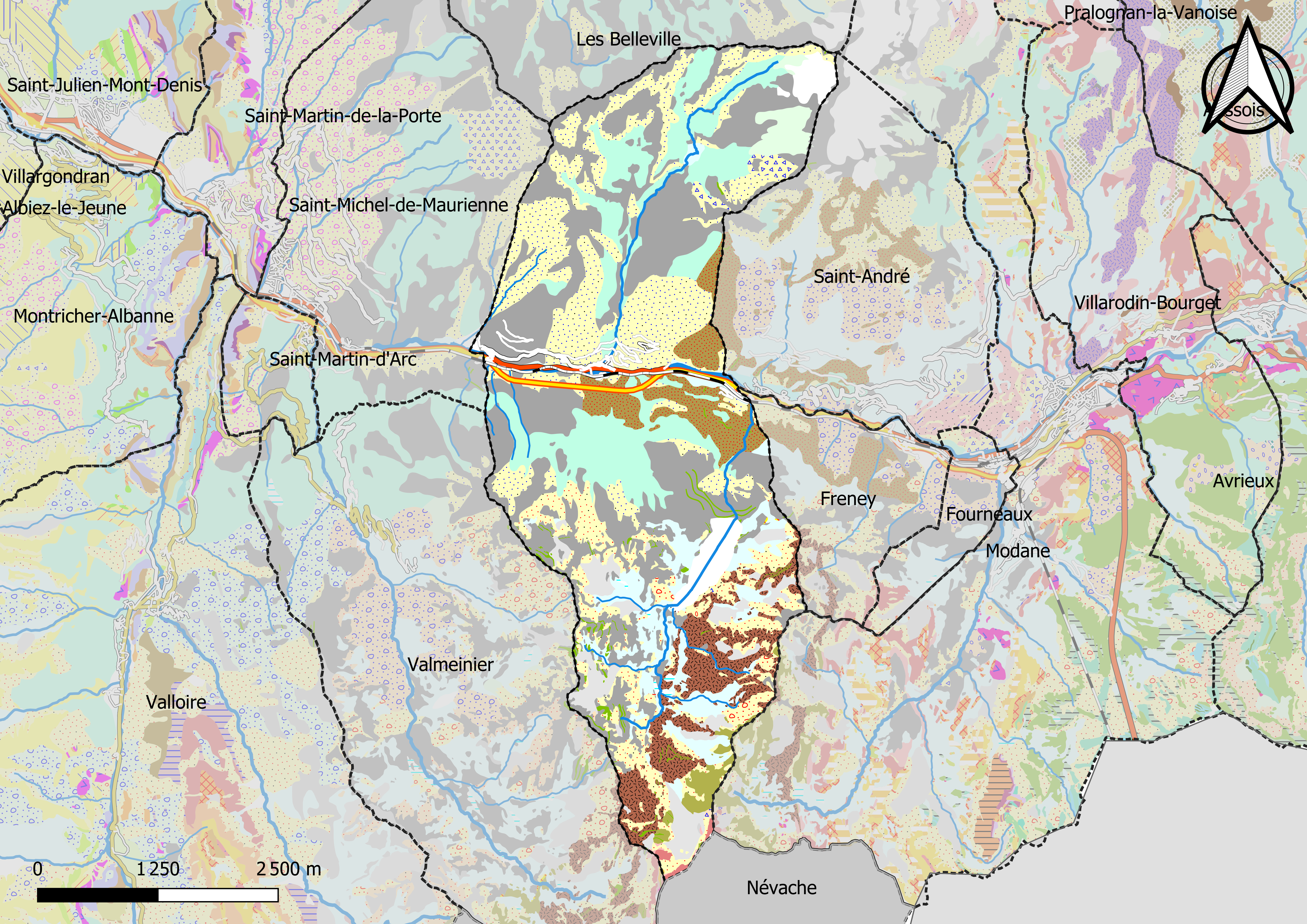
Carte géologique de la commune.

|  | X :          | Dépôts et remblais artificiels - Anthropiques |
|  | Gl-Ne :      | Glaciers et névés |
|  | E :          | Éboulis actuels à anciens, localement cônes d'avalanches et éboulis mêlés à moraines                                                                                  |
|  | Ez ~ Ey :    | Éboulis vifs actuels ~ Éboulis stabilisés anciens (würmiens à post-würmiens)                                                                                          |
|  | Ezb ~ Eyb :  | Éboulis à gros blocs, éboulements en masse, écroulements - actuels à récents ou d'âge non précisé ~ Éboulements à gros blocs et écroulements anciens (Würm)           |
|  | EJz :        | Cônes mixtes d'éboulis, de déjection et/ou d'avalanches (Würm à actuel ou d'âge indéterminé)                                                                          |
|  | SMz ~ SMzb : | Glissements actuels à récents ~ Glissements actuels à gros blocs |
|  | FJz :        | Cônes torrentiels de déjection (d'épandage) post-würmiens à actuels (actifs) ou sans âge précisé                                                                      |
|  | Pz :         | Dépôts palustres actuels à récents : tourbières |
|  | Fz :         | Alluvions actuelles et récentes, localement plus anciennes |
|  | EG :         | Glacier rocheux, avec bourrelets d'accumulation (bourrelets de glissements ou moraines de névés)                                                                      |
|  | Gz ~ Gz1     | Dépôts glaciaires - moraines historiques (récentes à actuelles) ~ Dépôts glaciaires - moraines (tardi-würmiens à historiques)                                         |
|  | Gy :         | Dépôts glaciaires - moraines (principalement du Würm, localement plus tardifs (?) ou plus récents). Dépôts fluvio-glaciaires ou glacio-lacustres localement associés. |

|  | csQ : | Quartz minéralisé et cataclasites associées (accident des Drayères) |

|  | tG(6) :  | Gypses (anhydrites en profondeur) +/- intercalations, blocs et lentilles de dolomies et schistes (Carnien) |
|  | tK(5) :  | Cargneules de la Zone briançonnaise et de la Nappe des gypses                                              |
|  | tm(3) :  | Calcaires et/ou dolomies, non différenciés (Trias moyen (Anisien - Ladinien), localement Trias sup. ?)     |
|  | tiQ(4) : | Quartzites (Trias inférieur)                                                                               |

|  | r-t : | Quartzites phylliteux, conglomérats quartzeux à quartz roses et pélites violettes, séricitoschistes, '-Verrucano'-, Groupe d'Etache' (Permo - Trias - Trias inférieur) |

|  | h5-r(2) : | Conglomérats clairs, grès, arkoses et pélites versicolores, localement calcaires (Assises de Roche-Château et de Courchevel) (Houiller, Stéphano - Permien ?)                                                   |
|  | h4-5(2) : | Conglomérats, grès (et arkoses) micacés, schistes (pélites : siltites), charbon (anthracite) : Houiller productif indifférencié (Assise de Tarentaise) (Houiller - Westphalien (D) - Stéphanien inférieur. (A)) |
|  | h3-4LP :  | Grès et conglomérats, rares schistes. Unité des '-Grès de la Praz'- ou '-Houiller stérile'-. (Namurien-Westphalien ?)                                                                                           |
|  | h3b-4a :  | Conglomérats, grès micacés, schistes pélitiques, anthracite (charbon), Formation du Chardonnet (Assise productive de la Benoïte) (Namurien B - Westphalien A)                                                   |
|  | h3C :     | Conglomérats, grès grossiers (Formation de Cristol) (Namurien ?) |

|  | μη3 : | Diorites, microgranodiorites, dolérites intrusives dans le Houiller (Stéphanien - ÉoPermien ?) |

Juste à l'est d'Orelle, la zone houillère change de faciès en passant à la houille stérile. Celui-ci est formé principalement de méta-grès sans charbon. Ces méta-grès micacés constituent la lithologie dominante. Les plis d'Orelle, déversés vers l'est, se sont formés en encaissant la déformation alpine en compression contre ces méta-grès beaucoup plus rigides qui ont joué le rôle d'un coin de blocage, d'où ces formes caractéristiques de plis faillés hectométriques observés à Orelle dans les faciès plus schisteux,. L'or, qui se trouve à l'état natif dans les veines et fissures de roches, parfois en association avec du quartz, lequel est justement très présent sur l'adret d'Orelle et de l'ancienne commune du Thyl, se retrouve dans les rivières mauriennaises à la suite de l'érosion et est déjà exploité à l'époque romaine,. Sachant que les cristaux de quartz cohabitent avec les cristaux d'or, cette géologie est précisément l'explication de la découverte de cristaux de roche et de sidérites lors du percement du tunnel d'Orelle, mais aussi sur des sites de Plan-Bouchet.

Plis géologiques locaux.
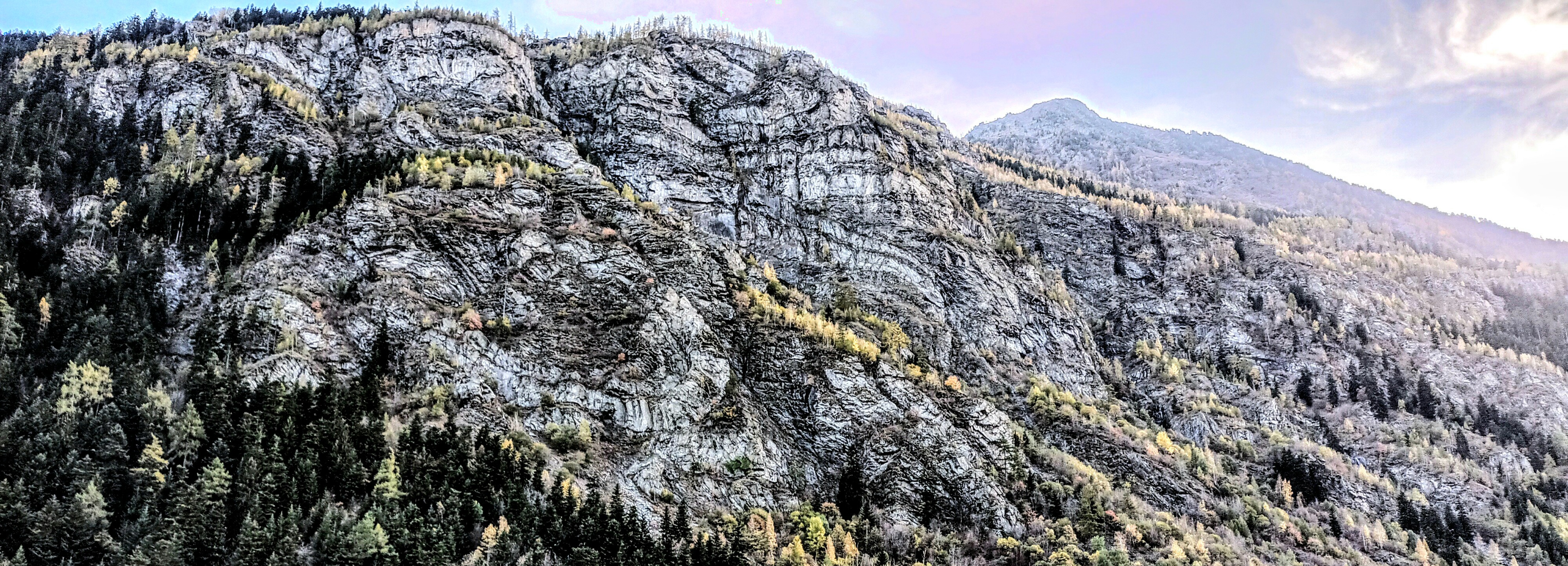
La Falconnière.
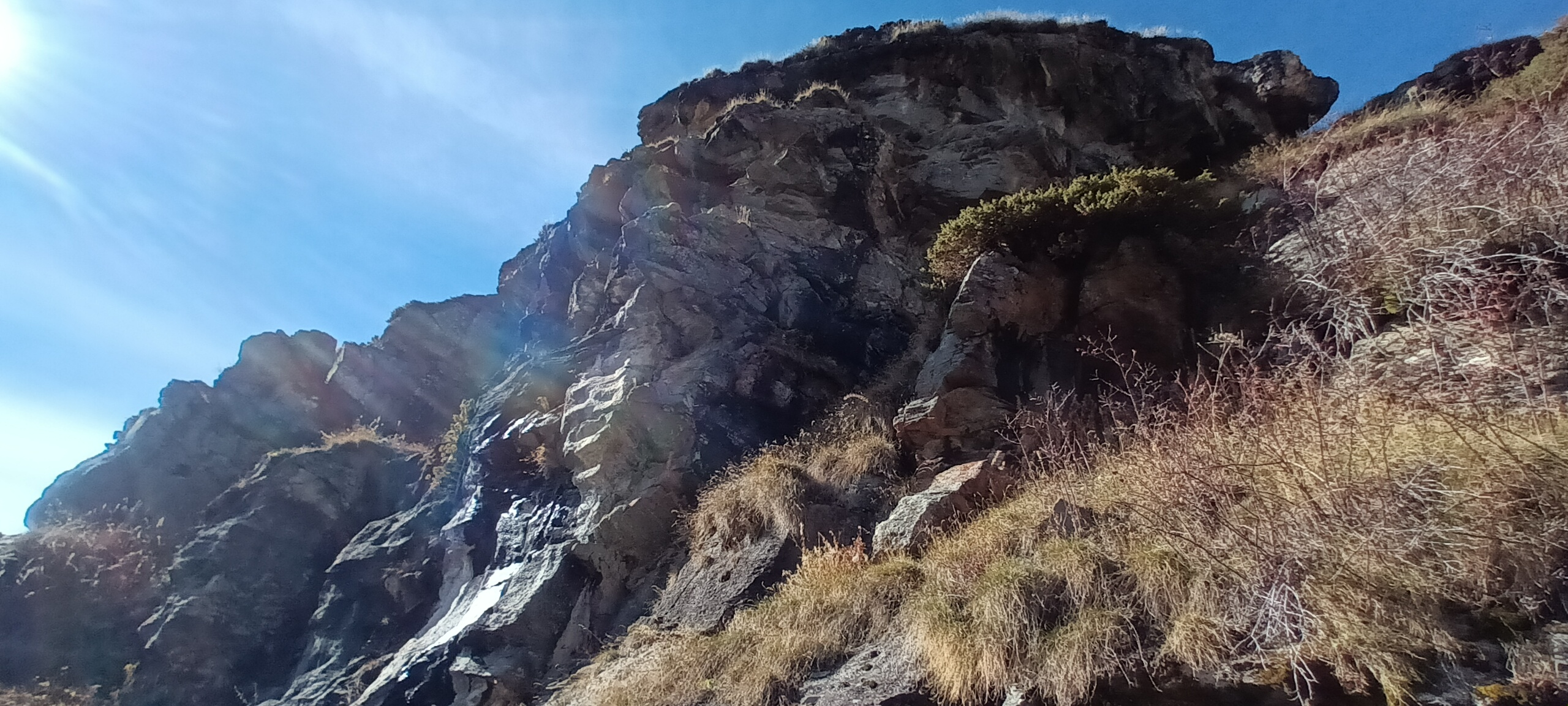
Le crêt Fénère.

### Hydrographie

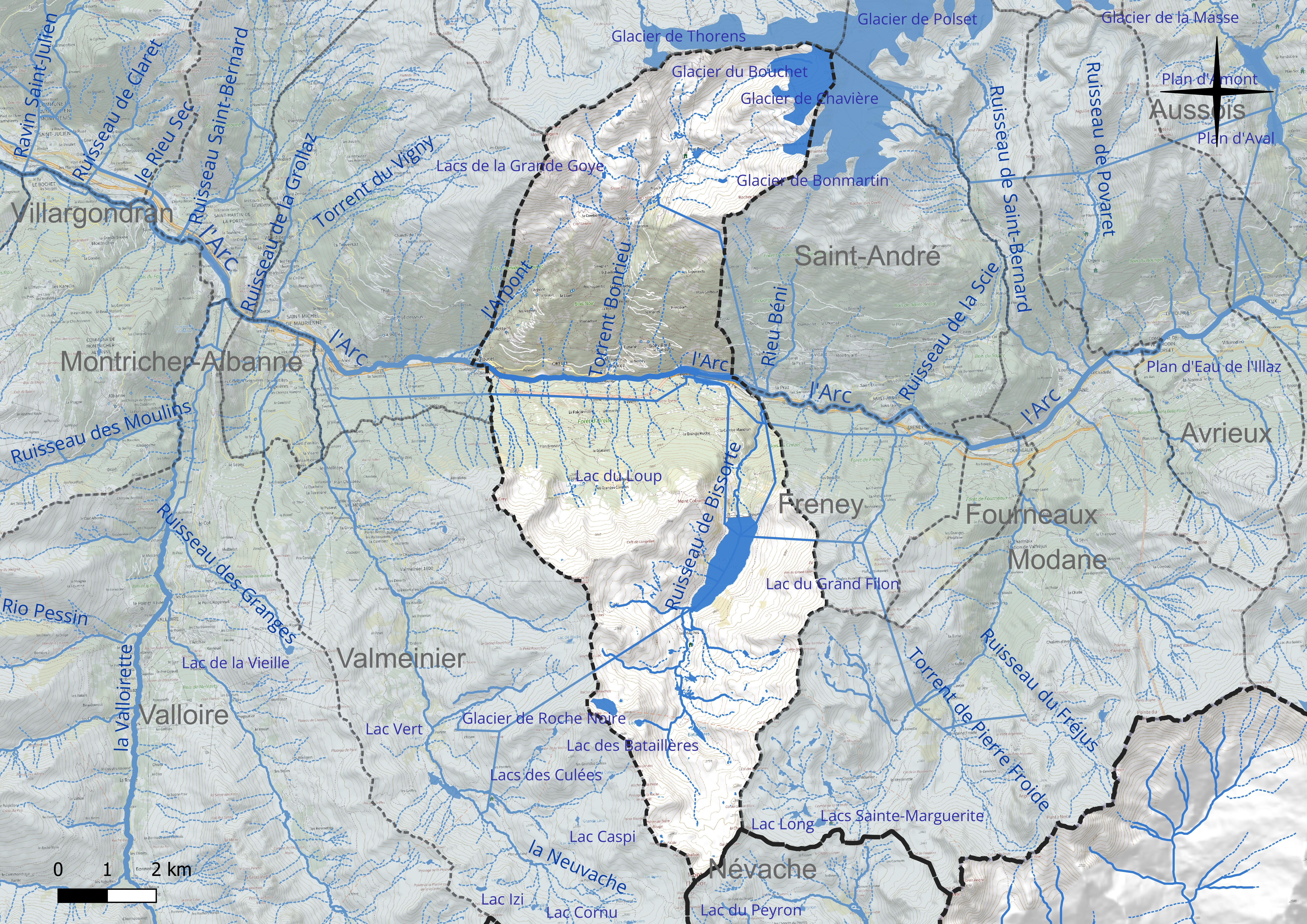
Cours d'eau d'Orelle.

La commune est traversée d'est en ouest par l'Arc, une rivière torrentielle à forte pente, dont le régime est de type nival, caractérisé par un débit maximum annuel en été (de juin à août), dû à la fonte des neiges et un minimum en hiver. Ses affluents sont nombreux : en rive droite, le Bonrieu et le Poucet (affluents respectifs : le ruisseau du Bouchet et le torrent de l'Arpont) et en rive gauche le ruisseau de Bissorte (affluent : le torrent de la Grande Montagne) et d'autres petits affluents (le ruisseau de Margerel, le ruisseau de Plan-Bronzin, le ruisseau de Bordelin, le ruisseau des Ridières (qui marque la limite avec Saint-Michel-de-Maurienne),.
Plusieurs glaciers y coexistent aussi tels que le glacier de la pointe Rénod (presque disparu), le glacier de la roche Noire, le glacier du Bouchet ou encore le glacier du Thabor. Il y a enfin les lacs de Bissorte (représentant une grande part du territoire), de la Grande Combe, de la Roche Noire, des Bataillères, de la Grande Goye, du Loup, du Jeu et Pépin,,.

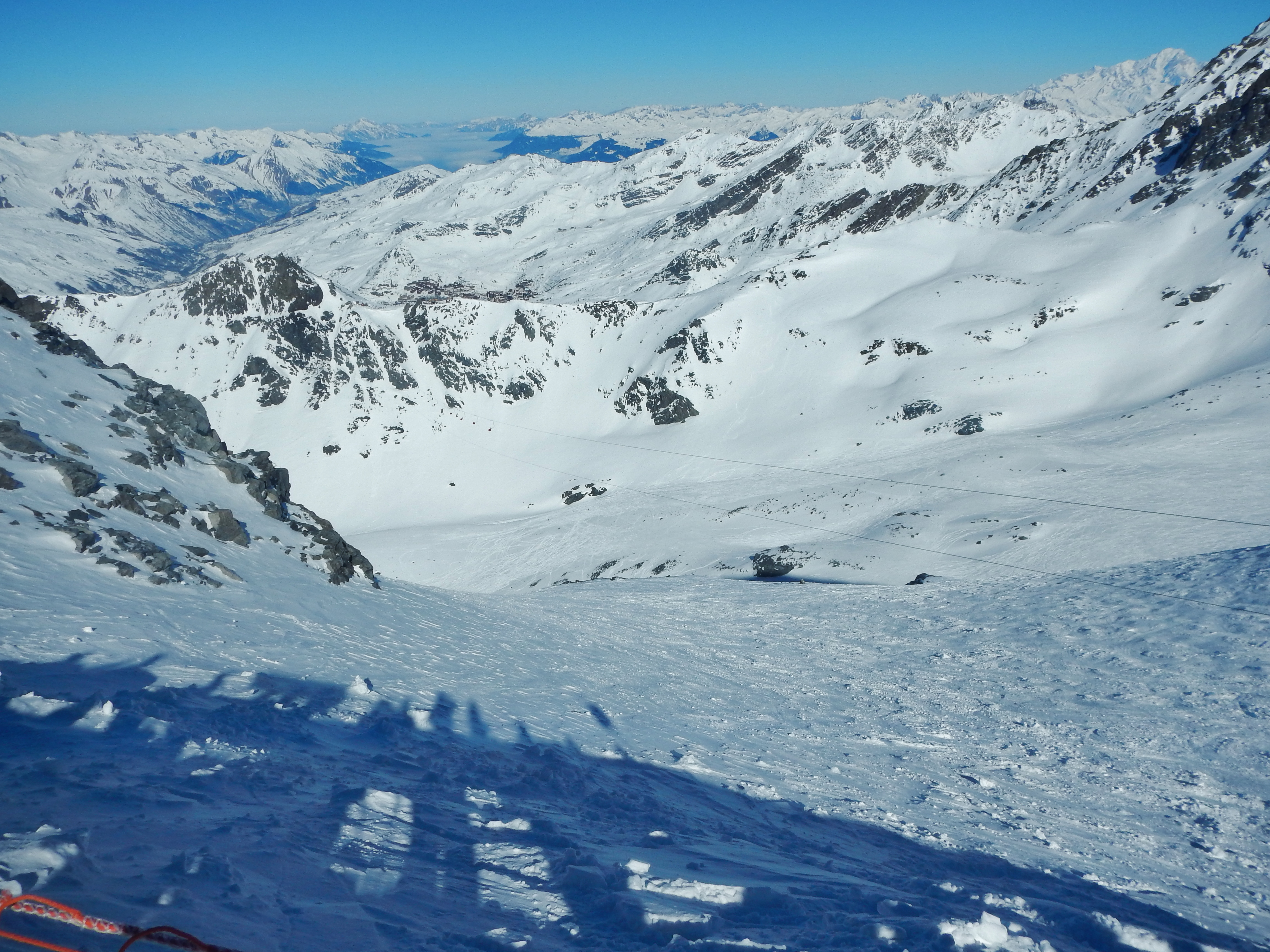
Glacier du Bouchet.
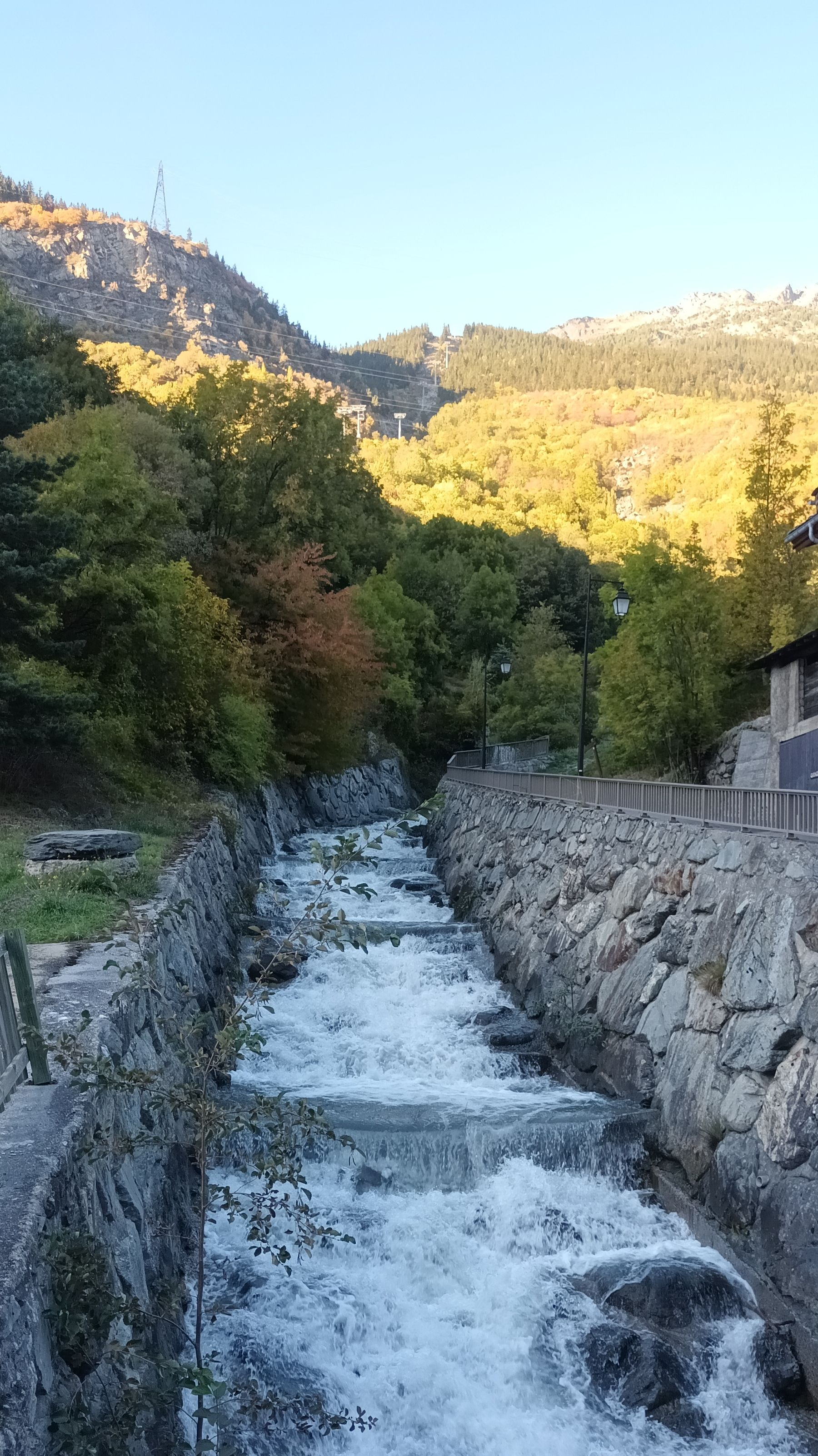
Torrent du Bonrieu.
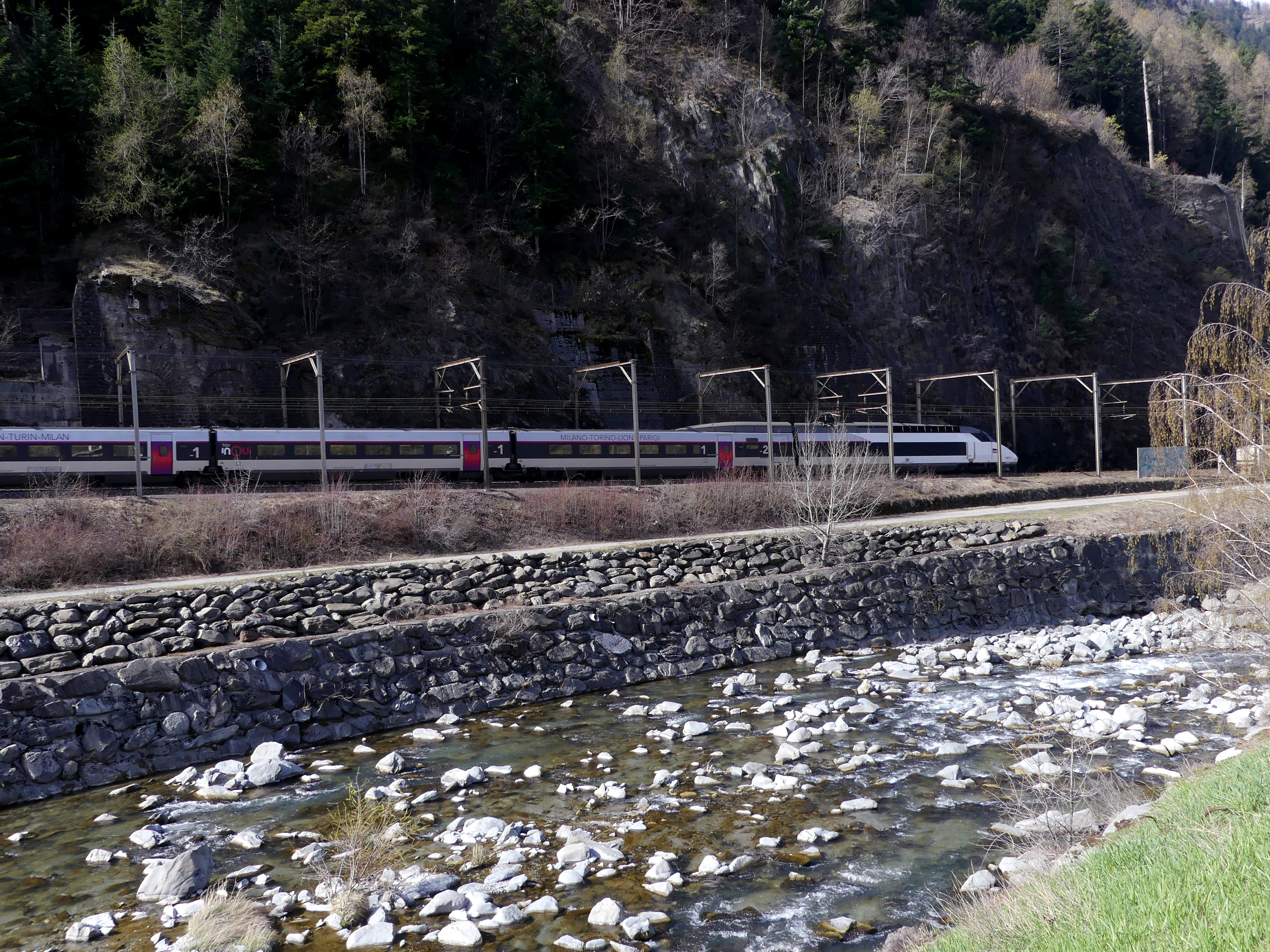
L'Arc borde la route départementale 6.
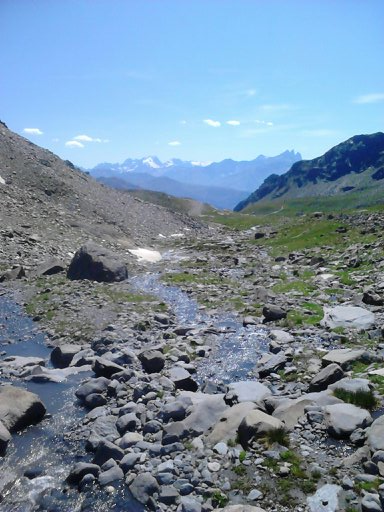
Ruisseau du Bouchet.
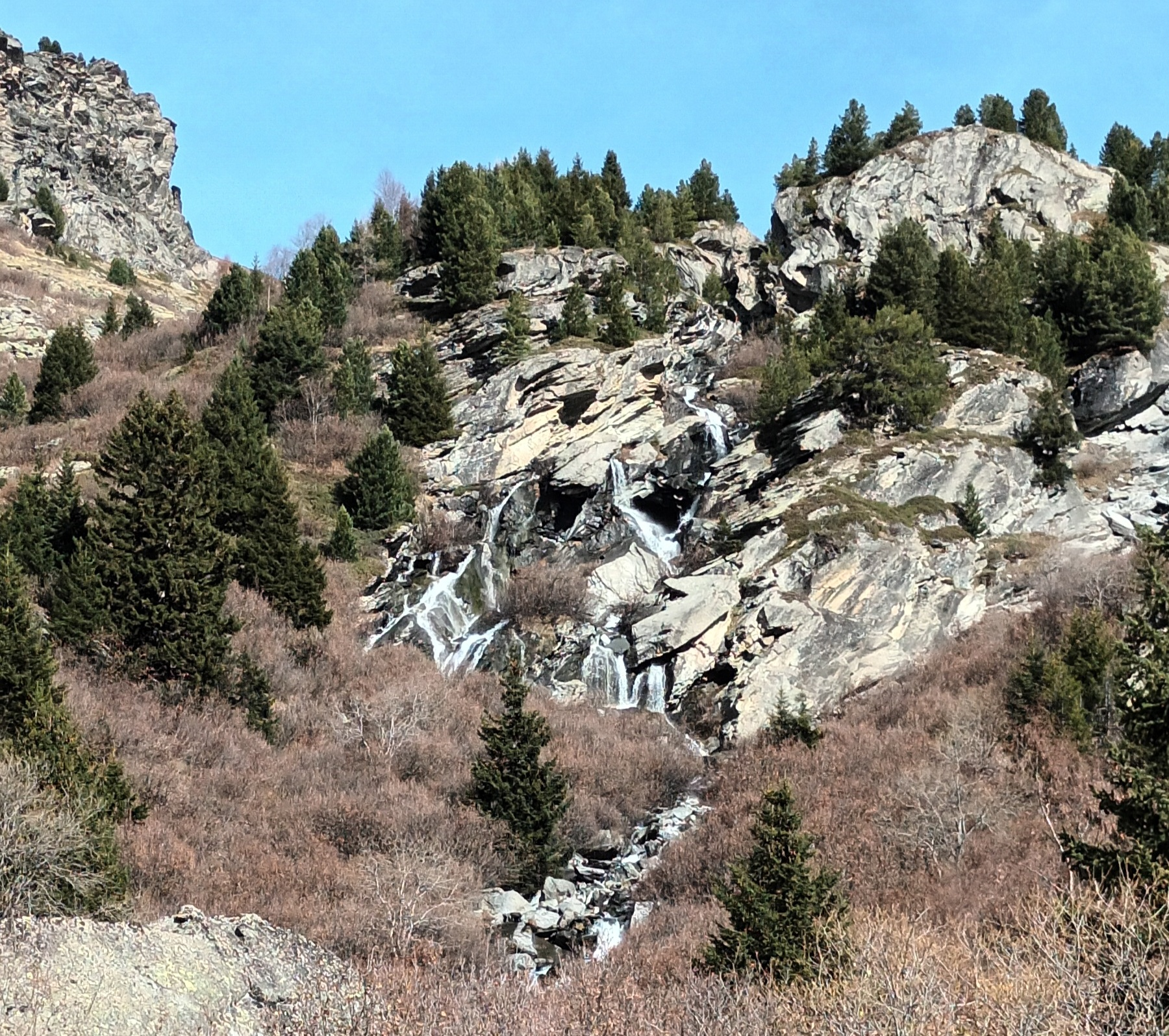
Cascade de l'Arcelin.

### Climat
La commune est exposée à un climat de montagne et se trouve dans la région climatique Alpes du nord, caractérisée par une pluviométrie annuelle de 1 200 à 1 500 mm, irrégulièrement répartie en été, selon un zonage climatique publié par Météo-France en 2020. Durant la saison hivernale, d'importantes précipitations peuvent avoir lieu, sous forme d'abondantes chutes de neige. Pendant la saison estivale, le climat est tempéré avec des périodes de sécheresse entrecoupées par des orages pluvieux qui s'intensifient en automne. Les vents principaux soufflant sur la commune sont la bise, un vent froid remontant la vallée, et parfois la lombarde, un vent tiède et humide venant d'Italie.
Pour la période de 1971 à 2000, la température annuelle moyenne est de 8,5 °C, avec une amplitude thermique annuelle de 19,4 °C. Le cumul annuel moyen de précipitations est de 905 mm, avec 8,5 jours de précipitations en janvier et 7,5 jours en juillet. Pour la période de 1991 à 2020, la température moyenne annuelle observée à la station météorologique la plus proche, située dans la commune de Saint-Michel-de-Maurienne à 1 345 m d'altitude et à 5 km à vol d'oiseau, est de 8,0 °C et le cumul annuel moyen de précipitations est de 910,4 mm,. Le réchauffement climatique contribue en altitude à la diminution du manteau neigeux en hiver et à la fonte des glaciers.

### Milieux naturels et biodiversité

#### Zones protégées et d'intérêt

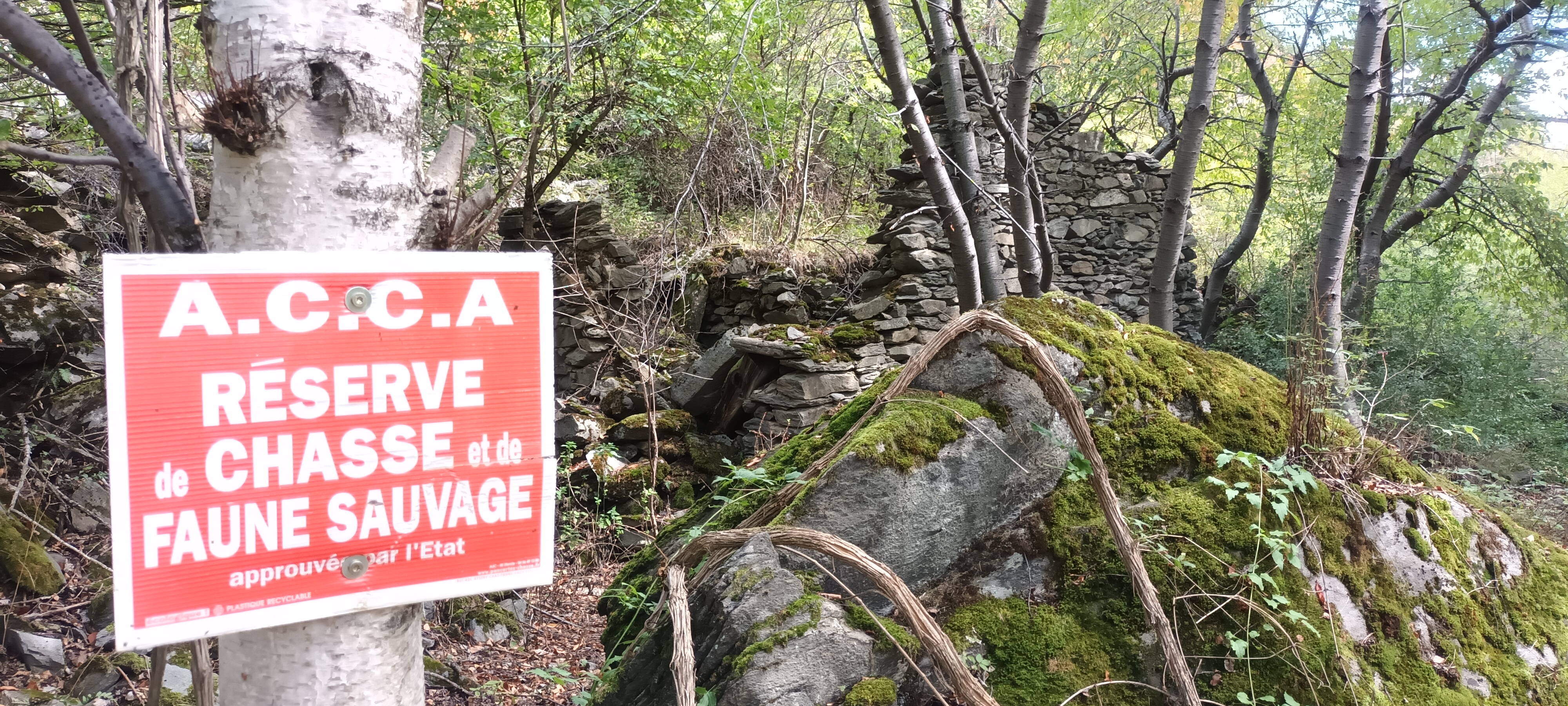
Réserve de chasse et de faune sauvage dans la forêt de Leschaux.

L'importance des forêts et milieux semi-naturels (97,4 % en 2018) justifie la préservation de certains sites riches en biodiversité à Orelle. La commune possède une réserve de chasse et de faune sauvage sur son versant nord, aux alentours de la forêt de Leschaux jusqu'au pentes du rocher Rénod. Elle est créée en 1987 et compte une superficie d'un peu plus de 673 ha.
Les sites Natura 2000 présents sur le territoire communal d'Orelle sont au nombre de deux : le site des « Alpages du mont Bréquin » qui correspond à la zone du massif de la Vanoise uniquement dans la partie nord de la commune et le site de 4 790 ha « Landes, prairies et habitats rocheux du massif du mont Thabor » dans la partie sud, mais aussi dans les communes de Valmeinier, Modane et Névache.
Le territoire communal comprend neuf zones naturelles d'intérêt écologique, faunistique et floristique (ZNIEFF). Quatre ZNIEFF de type 1 sont recensées : la « Vallée de la Neuvache et massif du Thabor » au sud et au nord les zones nommées les « Alpages du Mont Bréquin », le « Bois de Saint-André » et le « Vallon du Lou ». En outre, cinq ZNIEFF de type 2 sont recensées, le « Massif des aiguilles d'Arves et du mont Thabor » et le « Massif des Cerces-Mont Thabor-Vallées Étroite et de la Clarée » au sud et au nord, le « Massif de la Vanoise », le « Massif du Perron des Encombres » et les « Adrets de la Maurienne » au nord,.

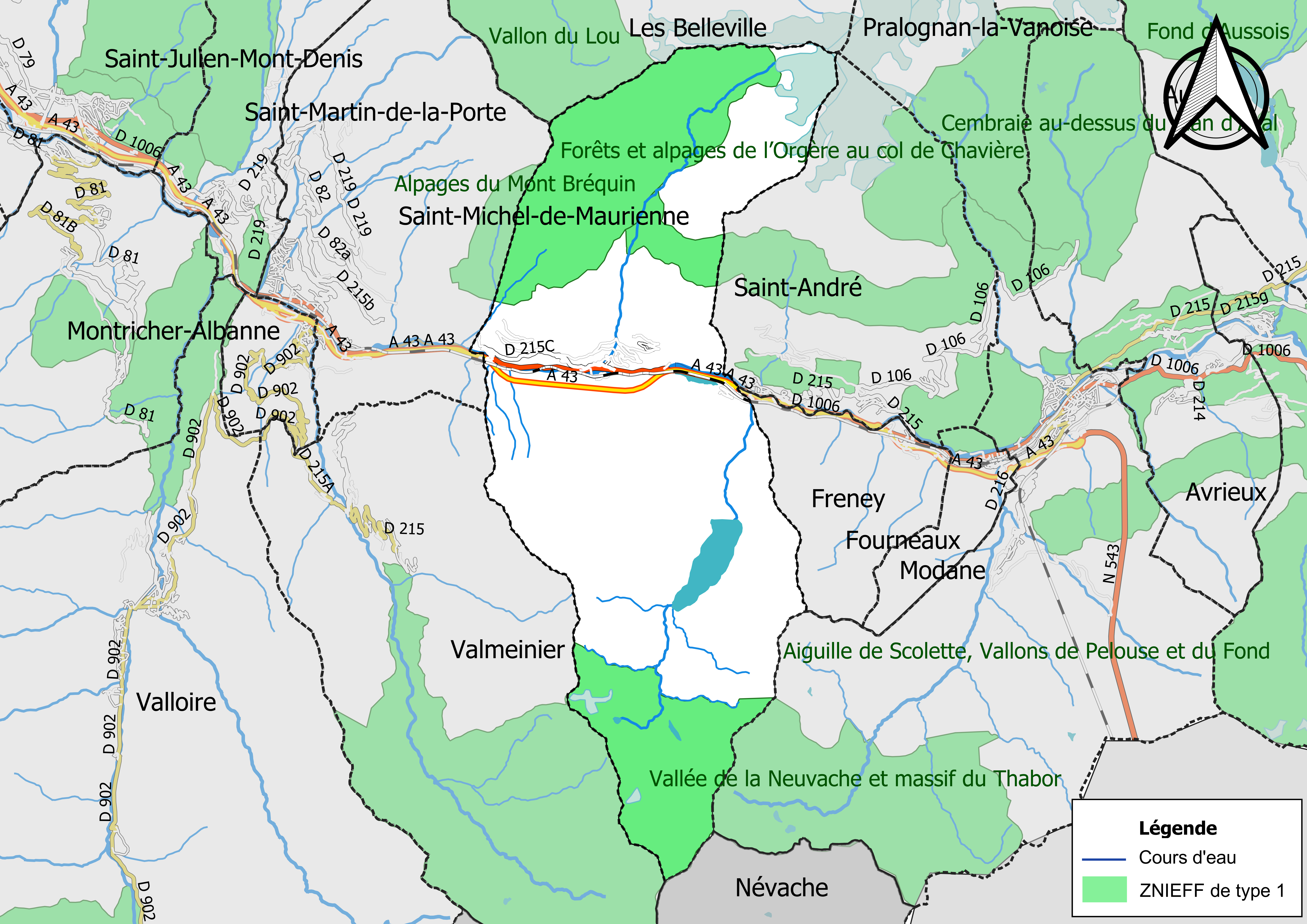
Carte des ZNIEFF de type 1 d'Orelle.
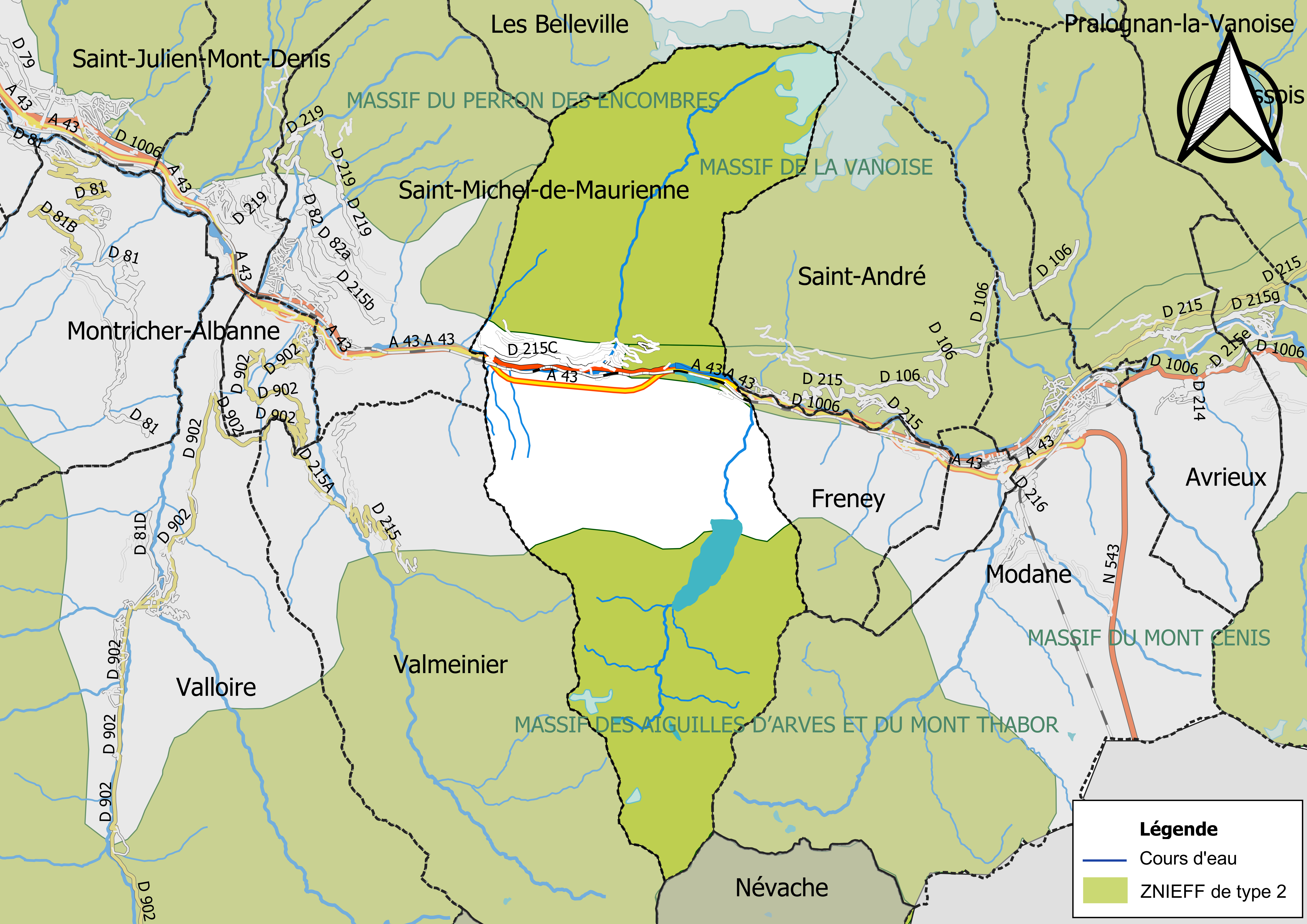
Carte des ZNIEFF de type 2 d'Orelle.
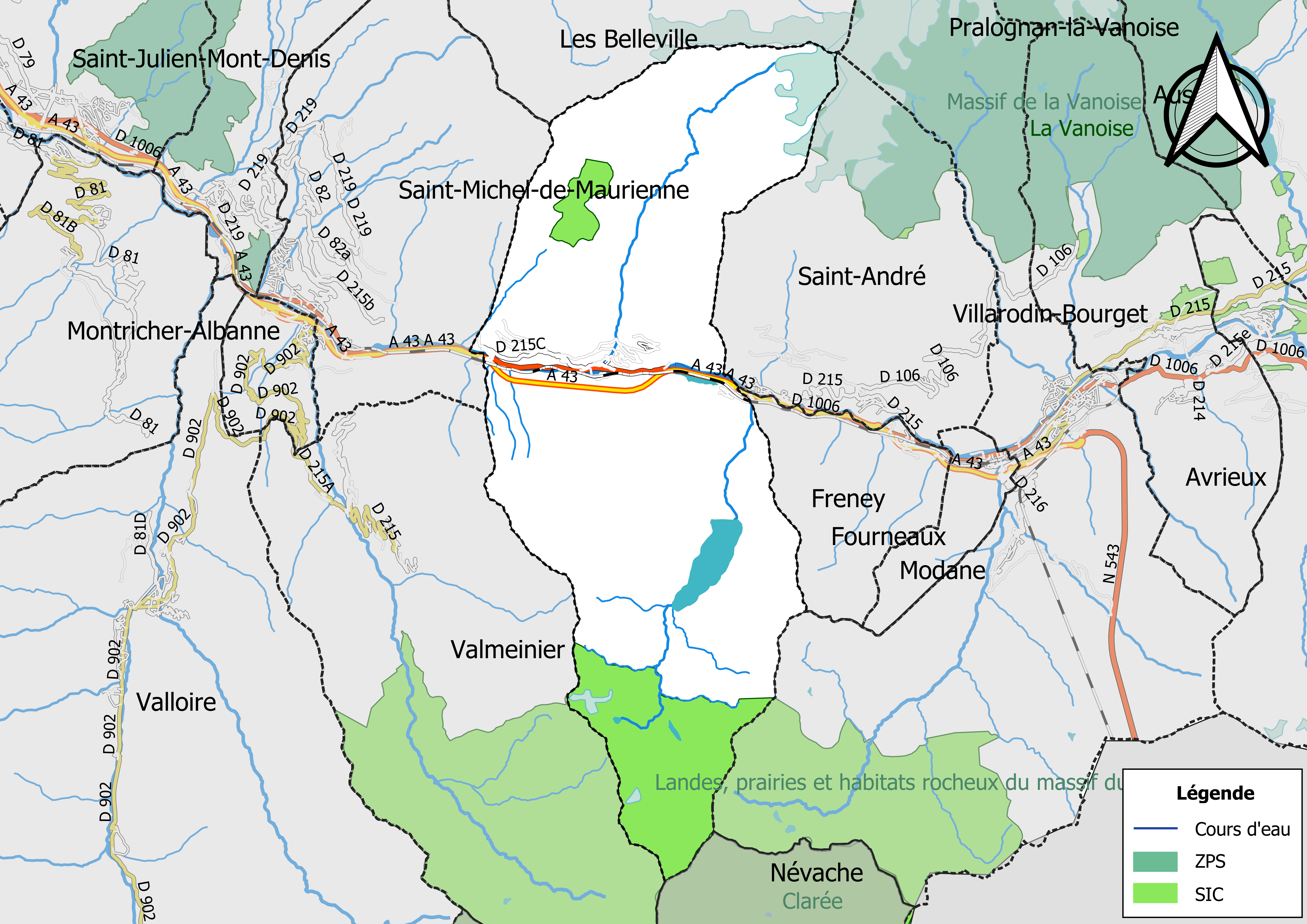
sites Natura 2000 de la commune.

#### Forêts

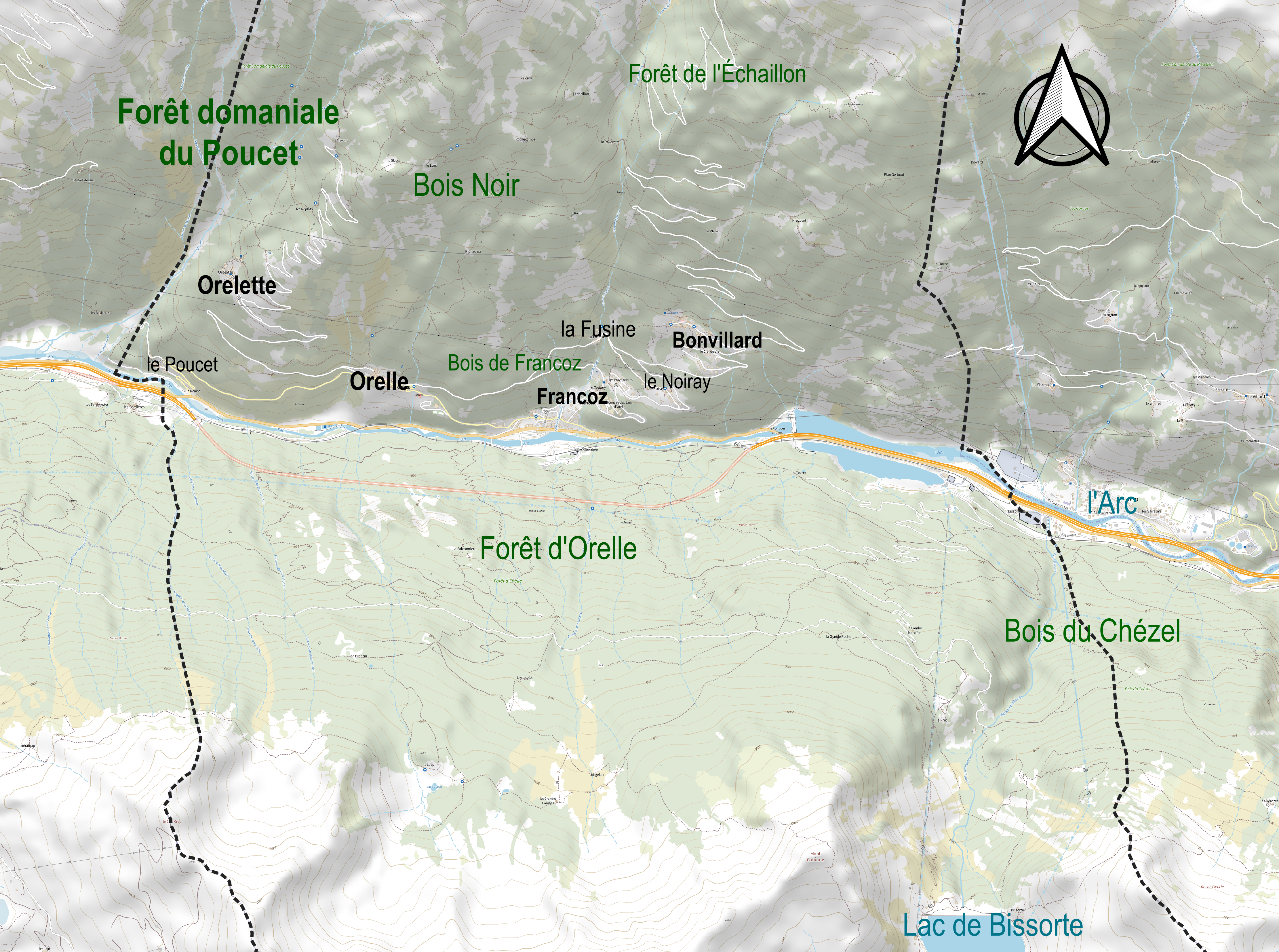
Bois et forêts à Orelle.

La commune d'Orelle compte environ 900 hectares de forêts, dont 172 hectares de forêts de conifères. L'Office national des forêts (ONF) est ainsi très présent toute l'année sur le territoire pour entretenir et exploiter le massif forestier.
Plusieurs forêts importantes sont recensées comme le bois du Chézel, le bois de Francoz, Bois-Noir, la forêt de l'Échaillon, la forêt de Leschaux, la forêt domaniale du Poucet et la forêt d'Orelle.

#### Faune, flore et fonge
De nombreuses espèces animales vivent à Orelle et dans les sites protégés évoqués ci-dessus. Ces espèces sont celles vivant également dans le reste des montagnes de la Savoie. Chez les insectes, on retrouve notamment le Céphale (Coenonympha arcania) ou la Rosalie des Alpes (Rosalia alpina). Chez les mammifères, figurent notamment le Bouquetin des Alpes (Capra ibex), le Cerf élaphe (Cervus elaphus), le Chamois (Rupicapra rupicapra), le Chevreuil (Capreolus capreolus), la Belette (Mustela nivalis), le Blaireau européen (Meles meles) ou encore le Mulot sylvestre (Apodemus sylvaticus),,. Chez les oiseaux, sont recensés particulièrement l'Aigle royal (Aquila Chrysaetos), le Gypaète barbu (Gypaetus barbatus), le Milan noir (Milvus migrans), le Vautour fauve (Gyps fulvus), le Faucon crécerelle (Falco tinnunculus) ou encore le Bec-croisé des sapins (Loxia curvirostra),,,. Pour les reptiles, il y a la Vipère aspic (Vipera aspis), le Crapaud commun (Bufo bufo) ou par exemple la Grenouille rousse (Rana temporaria),.

Faune emblématique de la commune.
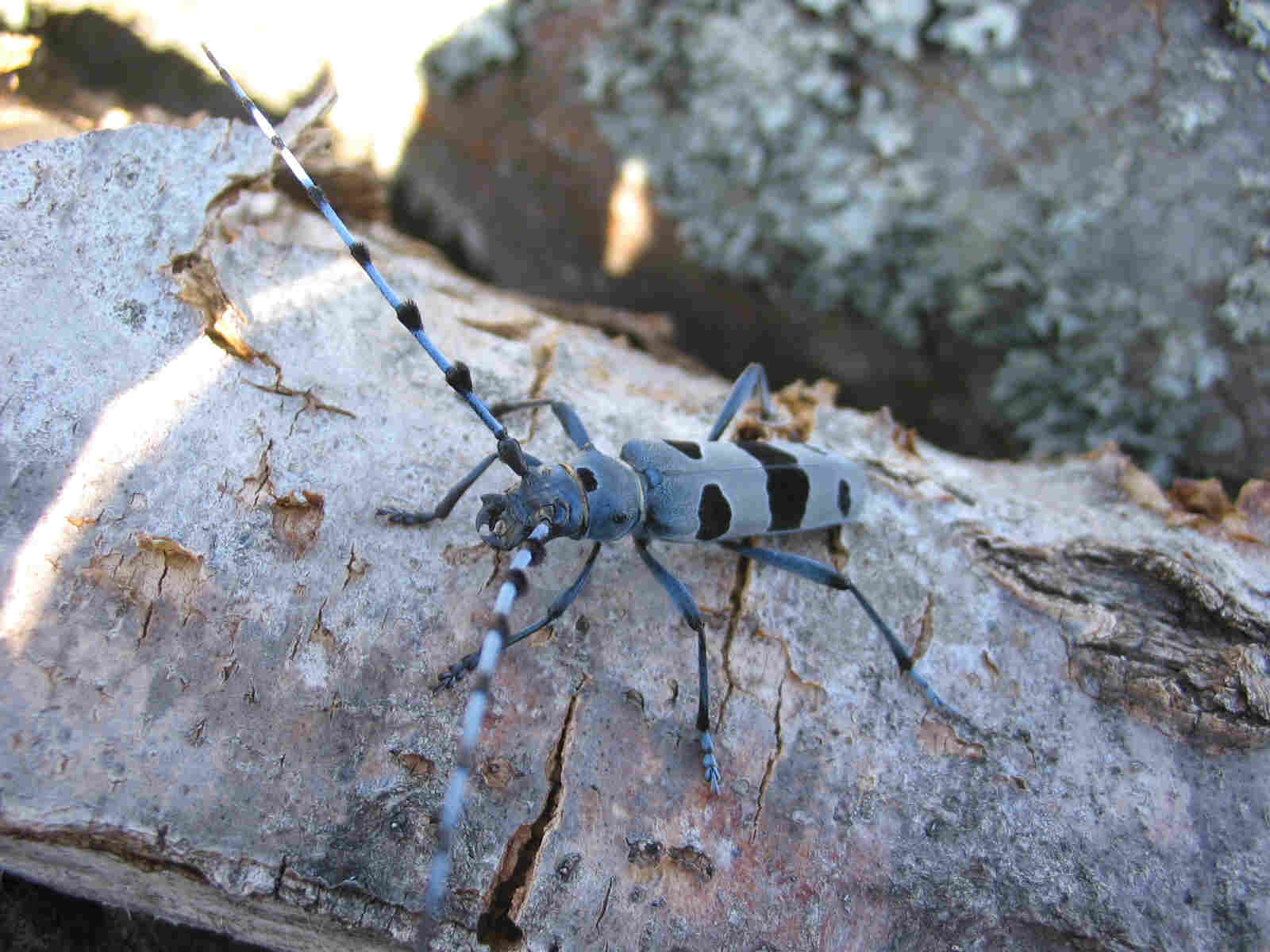
Rosalie des Alpes.
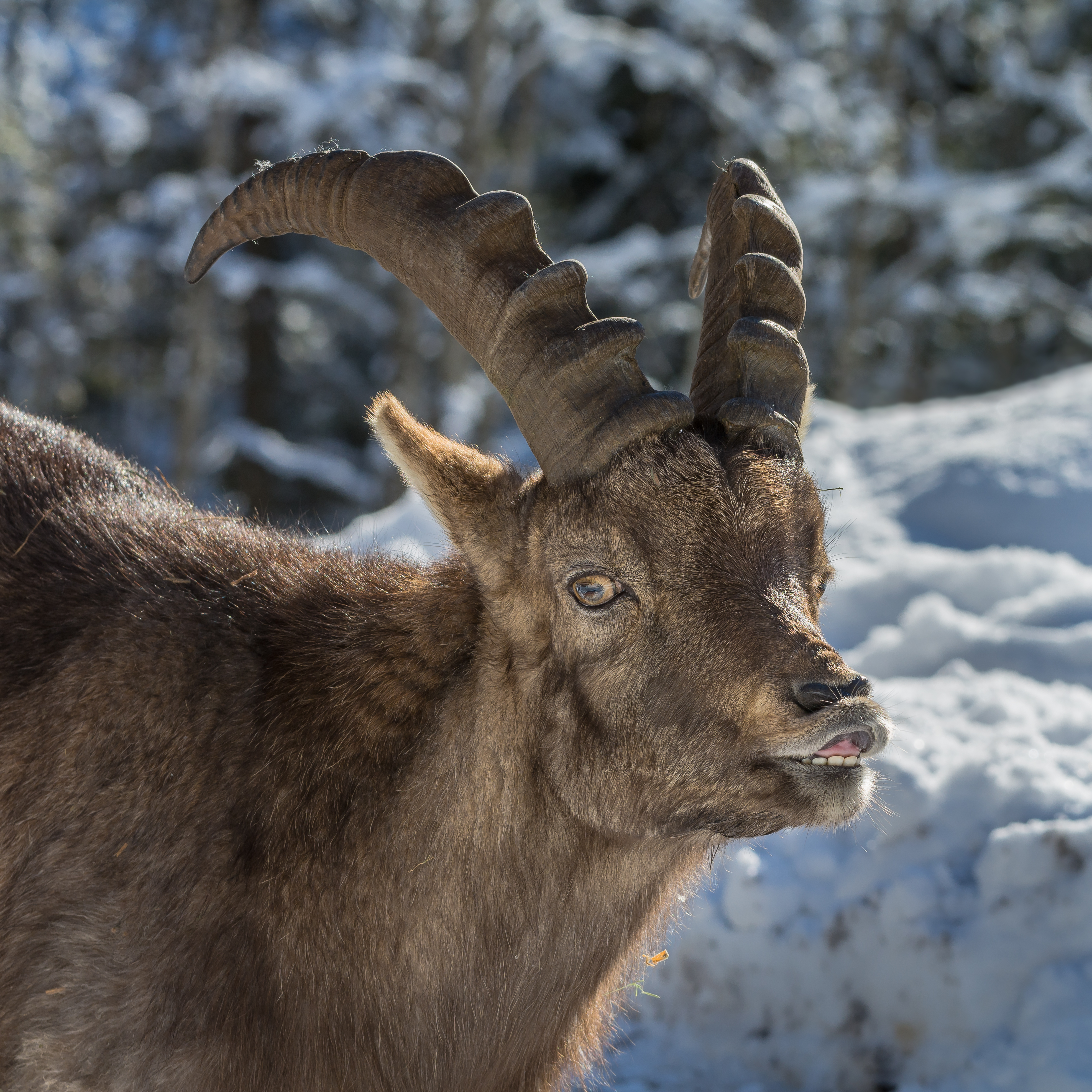
Bouquetin.
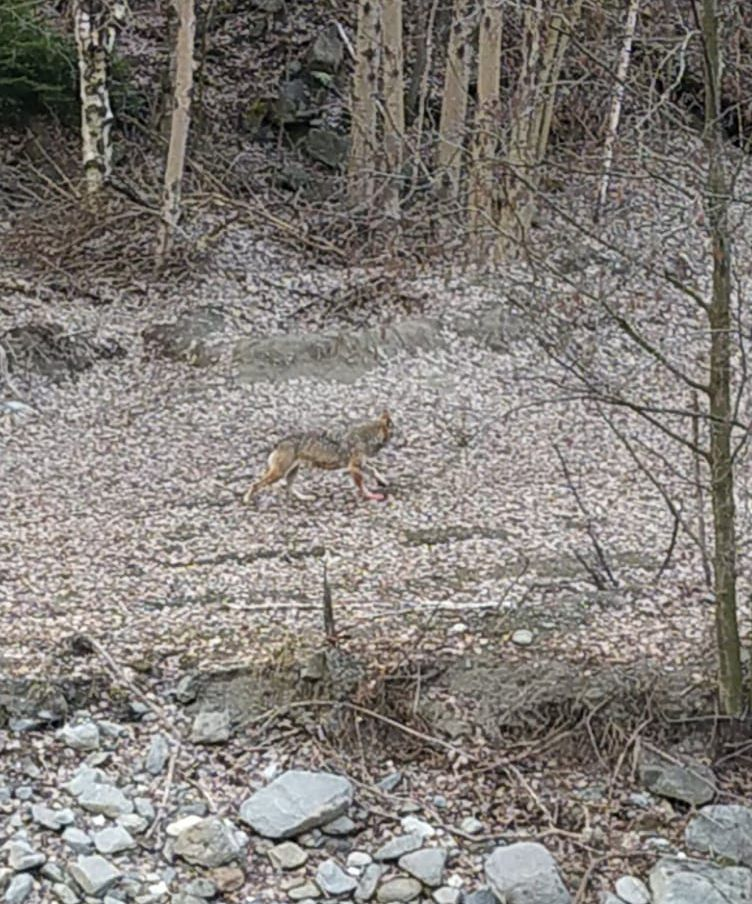
Loup gris (à Orelle).

Comme dans toutes les Alpes françaises, la richesse floristique des alpages d'Orelle représente une quantité importante des espèces florales à grande échelle. Dans la commune, on trouve notamment l'Arnica des montagnes (Arnica montana), le Doronic à grandes fleurs (Doronicum grandiflorum), l'Édelweiss (Leontopodium alpinum), l'Épilobe des montagnes (Epilobium montanum), la Gentiane des Alpes (Gentiana alpina), le Lis orangé (Lilium bulbiferum), la Marguerite des Alpes (Leucanthemopsis alpina) ou encore le Pavot des Alpes (Papaver alpinum),,,.

Flore emblématique de la commune.
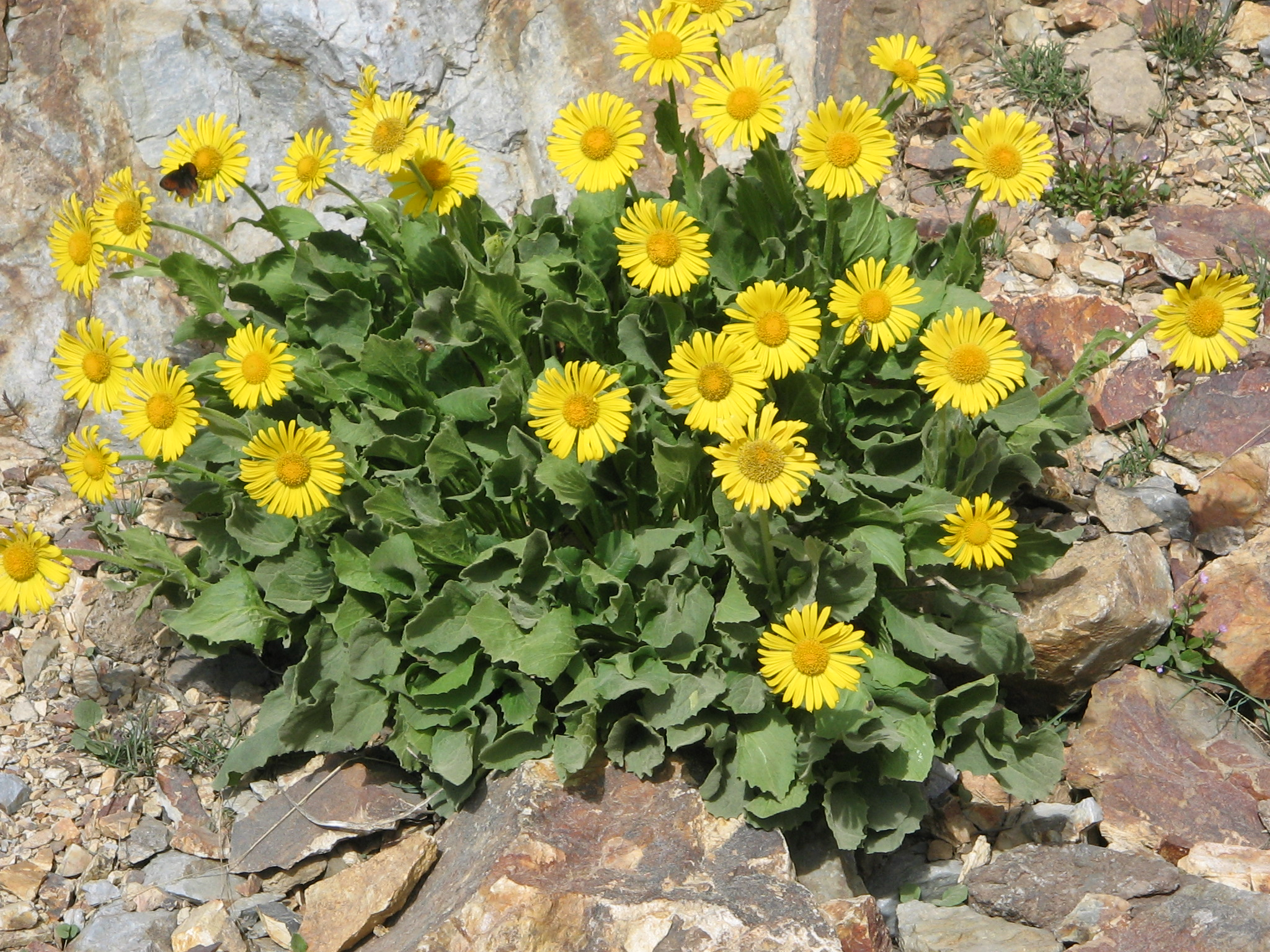
Doronic à grandes fleurs.
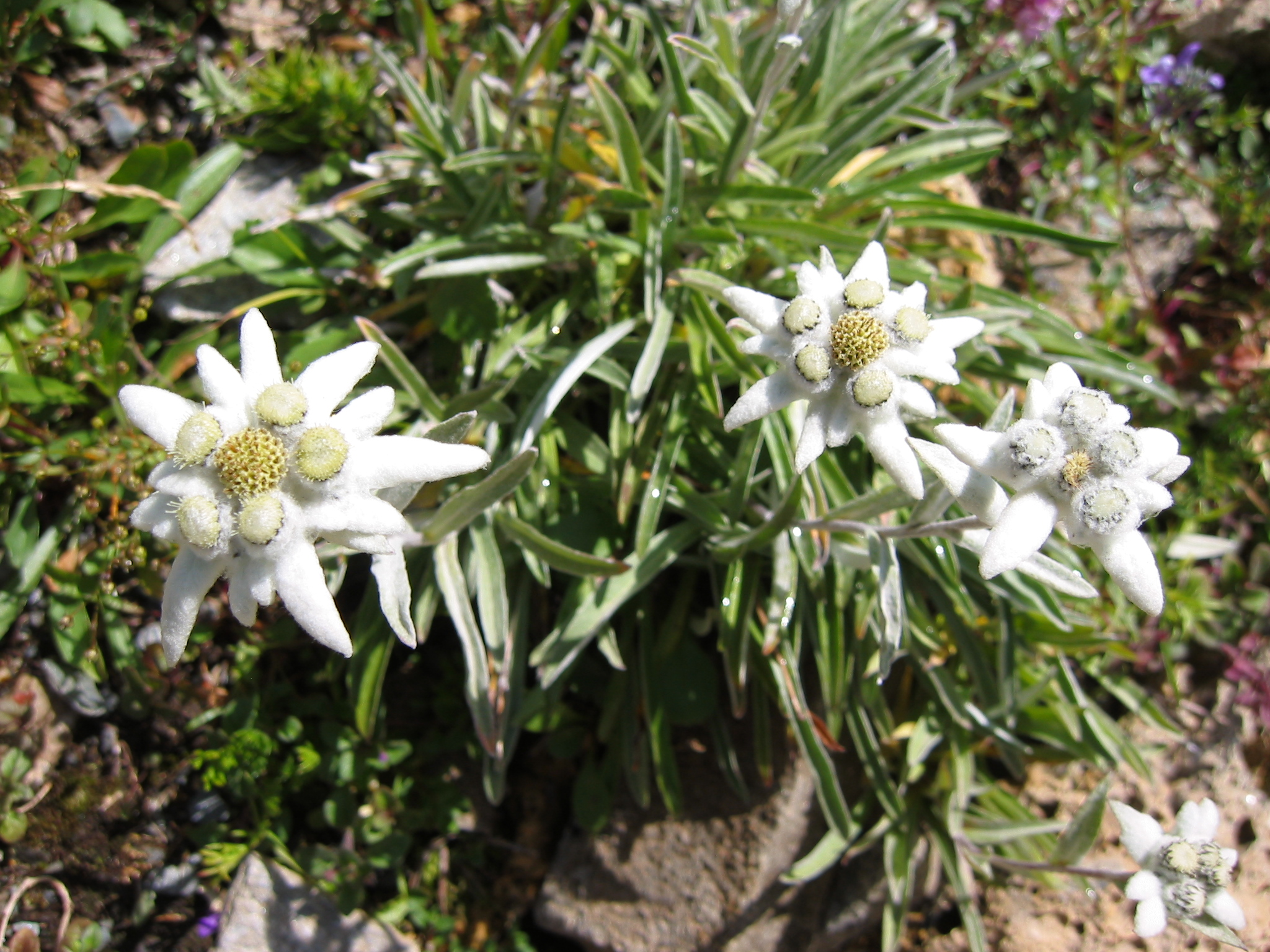
Édelweiss.
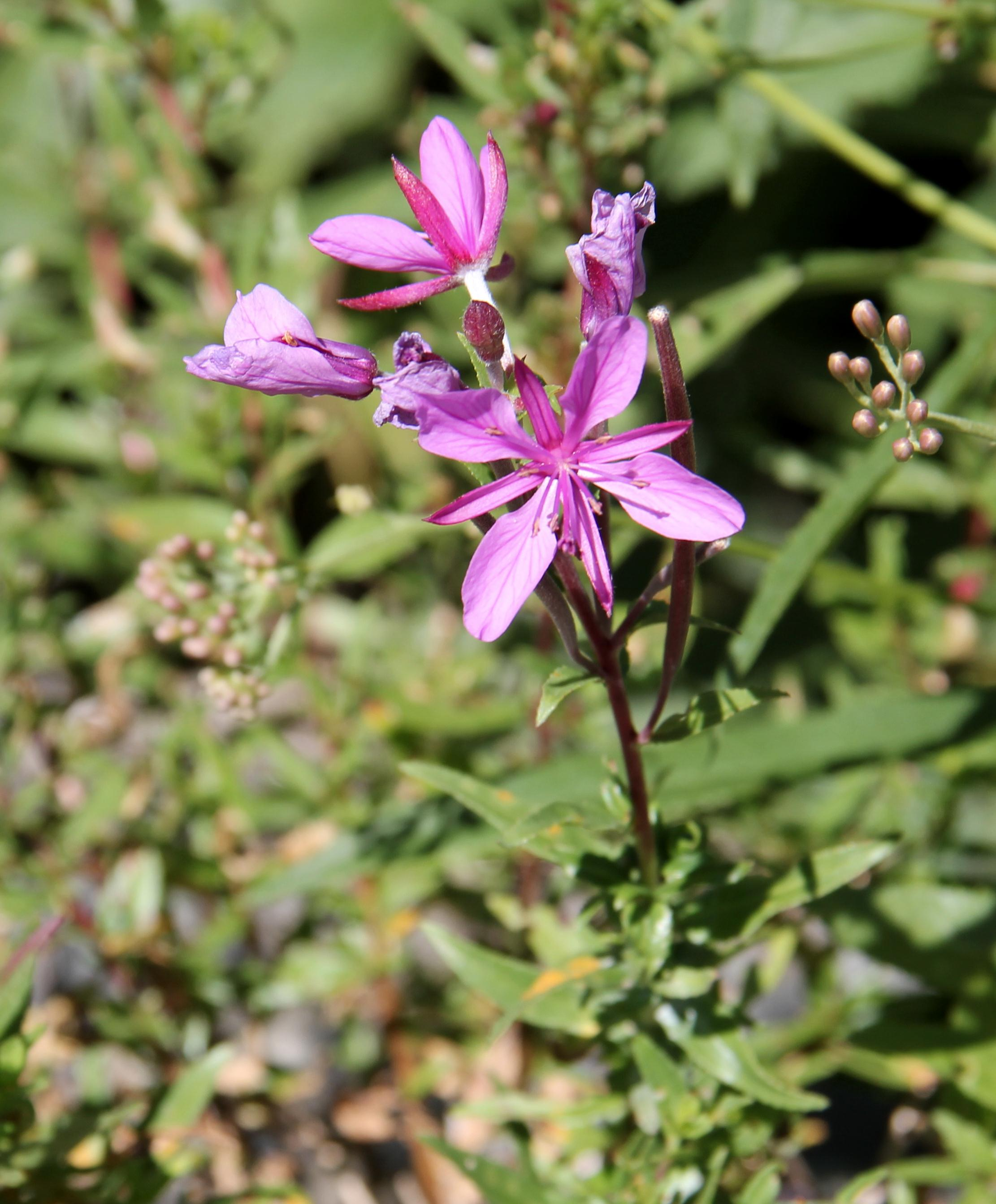
Épilobe des montagnes.
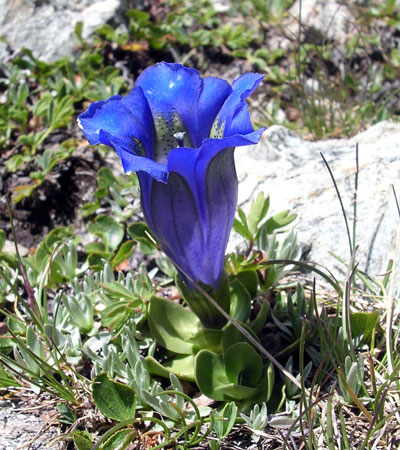
Gentiane des Alpes.

## Urbanisme

### Typologie
Au 1er janvier 2024, Orelle est catégorisée commune rurale à habitat dispersé, selon la nouvelle grille communale de densité à sept niveaux définie par l'Insee en 2022.
Elle est située hors unité urbaine. Par ailleurs la commune fait partie de l'aire d'attraction de Saint-Jean-de-Maurienne, dont elle est une commune de la couronne,. Cette aire, qui regroupe 26 communes, est catégorisée dans les aires de moins de 50 000 habitants,.

### Occupation des sols

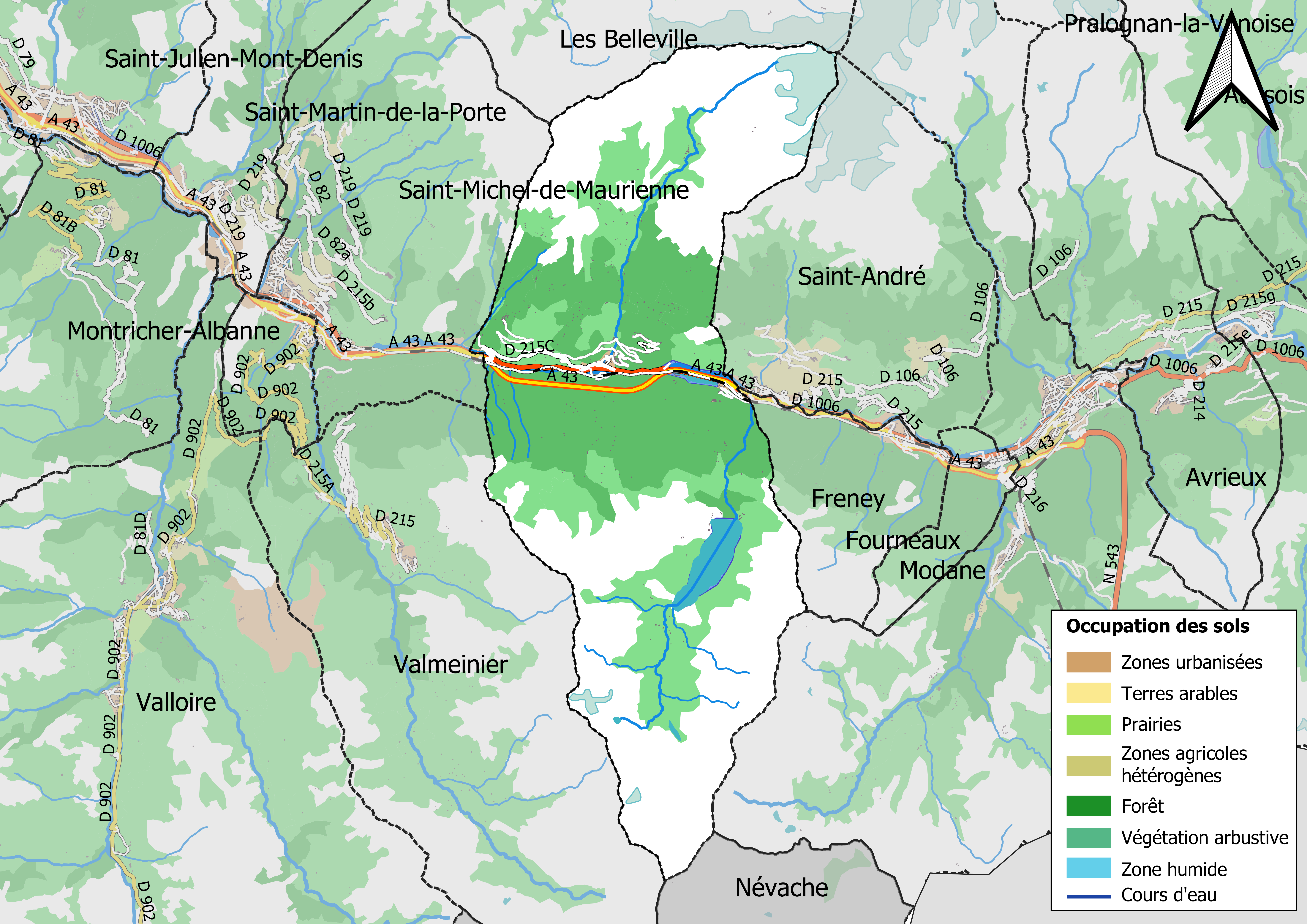
Carte des infrastructures et de l'occupation des sols en 2018 (CLC) de la commune.

L'occupation des sols de la commune, telle qu'elle ressort de la base de données européenne d’occupation biophysique des sols Corine Land Cover (CLC), est marquée par l'importance des forêts et milieux semi-naturels (97,3 % en 2018), une proportion sensiblement équivalente à celle de 1990 (97,7 %). La répartition détaillée en 2018 est la suivante : espaces ouverts, sans ou avec peu de végétation (48,8 %), forêts (28,1 %), milieux à végétation arbustive et herbacée (20,5 %), eaux continentales (2 %), zones urbanisées (0,5 %), zones industrielles ou commerciales et réseaux de communication (0,1 %),. L'évolution de l'occupation des sols de la commune et de ses infrastructures peut être observée sur les différentes représentations cartographiques du territoire : la carte de Cassini (XVIIIe siècle), la carte d'état-major (1820-1866) et les cartes ou photos aériennes de l'IGN pour la période actuelle (1950 à aujourd'hui).

### Logements
Le nombre de logements est de 321 en 1968, 489 en 2009 et 579 en 2014. En 2020, il y a 590 logements. Parmi eux, 25,3 % sont des résidences principales, en diminution par rapport à 2009 (35,0 %), 65,6 % des résidences secondaires et 9,2 % des logements vacants. Ces logements étaient pour 41,7 % d'entre eux des maisons individuelles et pour 58,1 % des appartements. Le nombre de résidences principales construites avant 2018 est de 149.

### Villages
Orelle est constituée de dix hameaux ruraux et authentiques qui s'étagent depuis le fond de vallée (Francoz, le Poucet) jusqu'à l‘altitude de 1 200 m environ (Orellette, Bonvillard).

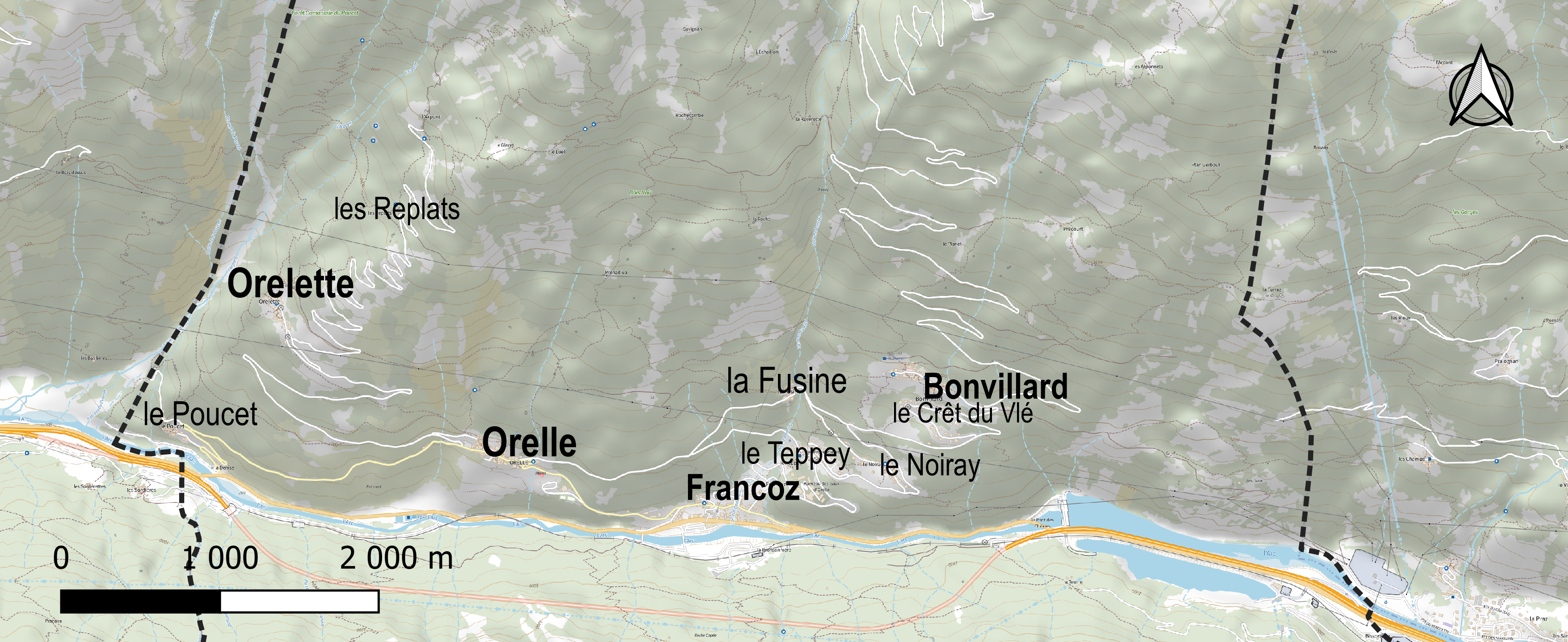
Localisation des hameaux principaux de la commune.

#### Hameaux historiques: Orelle, Orellette, le Noiray et Bonvillard
Orelle, Orellette, le Noiray et Bonvillard sont les hameaux historiques. Orelle, chef-lieu de la commune, à 1 000 m d'altitude, est le village le plus ancien et concentre des fonctions administratives, avec notamment la mairie, et est le centre de la paroisse Saint-Maurice d'Orelle. Orellette est un hameau ancien assez éloigné des autres villages de la commune, à près de 1 200 m d'altitude. Comptant pas plus de quinze habitations, le hameau abrite des édifices chrétiens de la paroisse Saint-Maurice, comme la chapelle Sainte-Madeleine et l'oratoire Ave-Maria. Le Noiray, à 1 020 m d'altitude, comporte une vingtaine d'habitations rustiques et étroites ainsi que la chapelle Saint-Sébastien, une croix et l'oratoire Notre-Dame-de-Tout-Pouvoir au centre du village,,. Bonvillard, le plus élevé en altitude (à 1 200 m d'altitude) est le centre de la paroisse Sainte-Marguerite de Bonvillard-sur-Orelle,.
Les importants programmes d'infrastructure et de construction de logements entrepris dans les années 1990 et 2000 ont profondément modifié la commune : aujourd'hui une part importante des habitations qui formaient les hameaux « historiques » a été transformée en résidences secondaires (notamment à Bonvillard, Orellette, la Fusine, le Noiray).
Le bâti ancien « ordinaire » de ces hameaux historiques présente des caractéristiques remarquables : implantation groupée en hameaux denses, alignée sur la rue principale parallèle aux courbes de niveau, et secondairement sur les voies secondaires ; constructions massives, regroupant souvent sous un même toit habitation des hommes, stockage du bois, et parfois logement du bétail et stockage du fourrage ; implantation utilisant la pente, avec des accès à plusieurs niveaux, utilisation des matériaux locaux, notamment la pierre (qui constitue les murs mais aussi souvent les toits de lauze) et le bois.

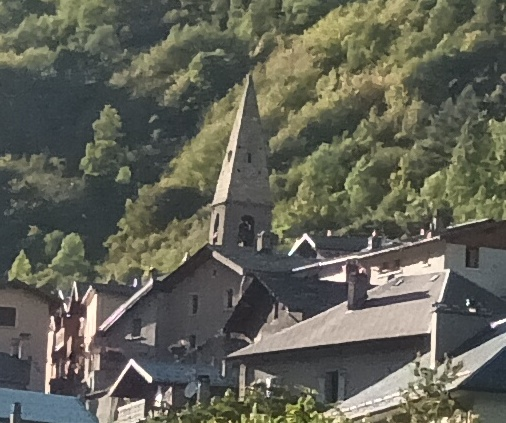
Vue d'Orelle (chef-lieu) depuis Francoz.
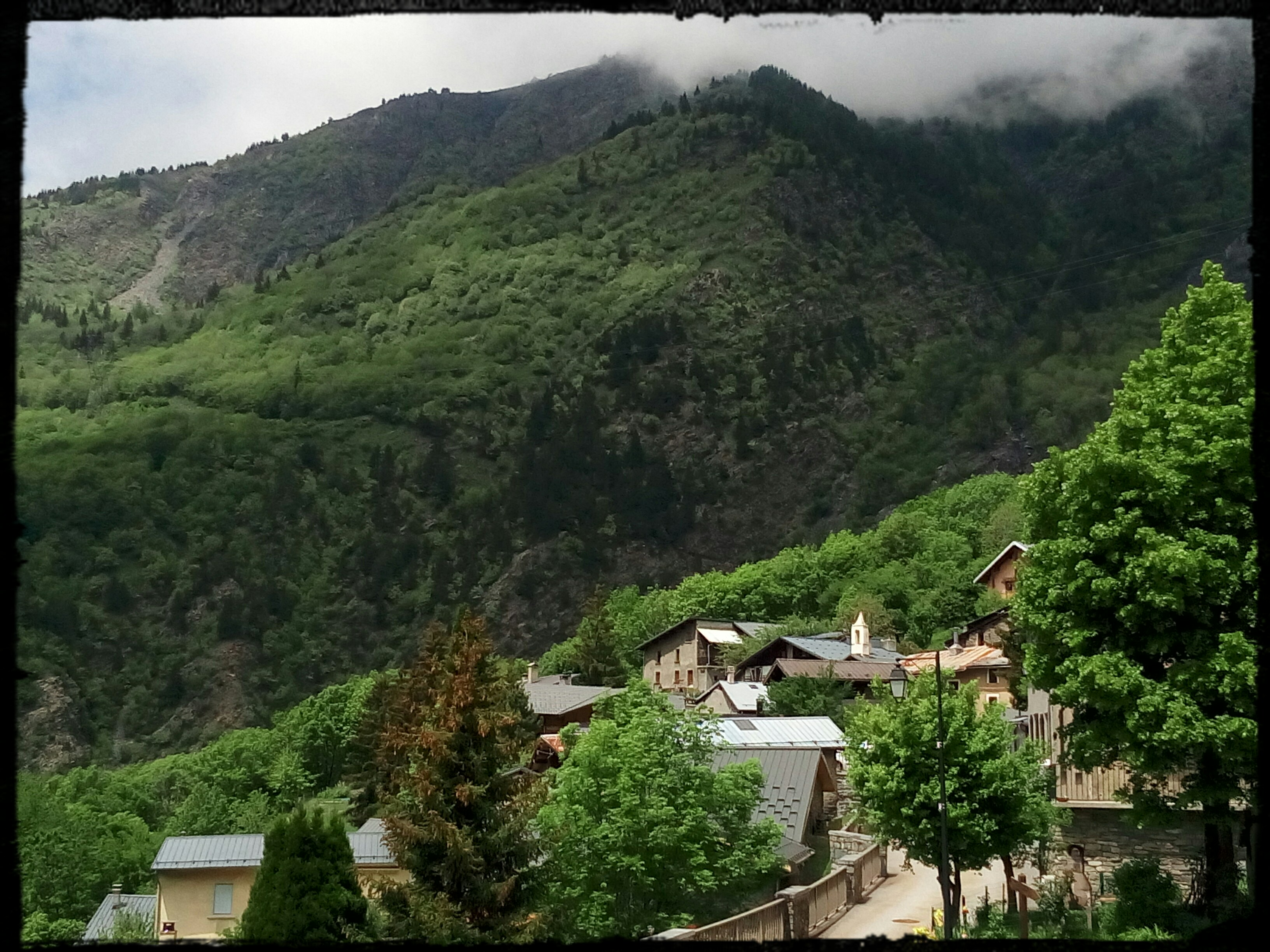
Hameau d'Orellette en 2020.
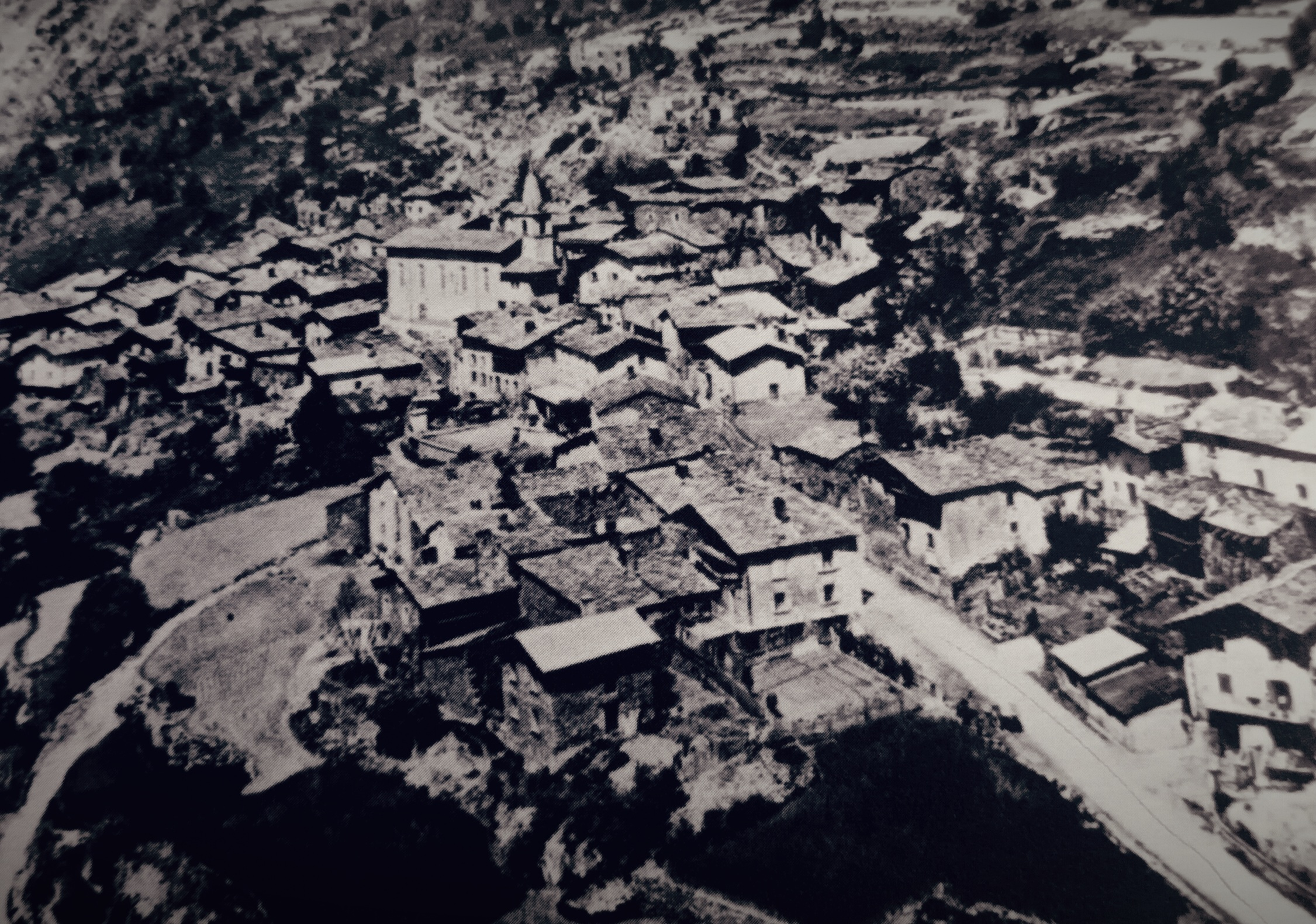
Vue aérienne de Bonvillard en 1950.

#### Francoz, centre dynamique de la commune
Francoz est traversé par la route départementale 1006, longeant l'Arc sur 1 km et situé à 900 m d'altitude. Il contient la station de ventilation de la Bronsonnière, intégrée au tunnel alpin d'Orelle),. Le hameau comporte une dizaine de commerces, des résidences riveraines et touristiques ainsi que des services publics,.

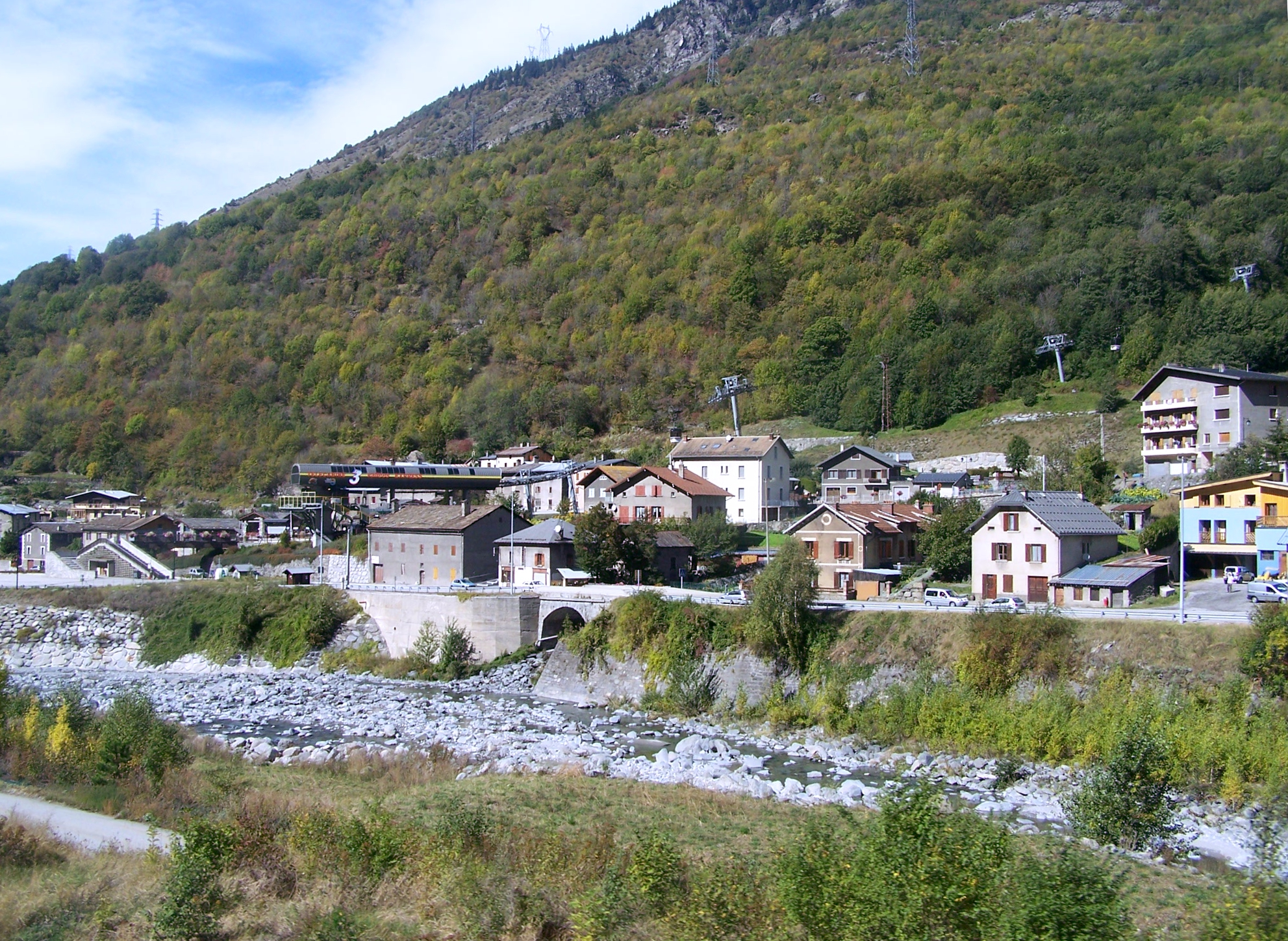
Francoz en 2007 (route de Saint-Michel).
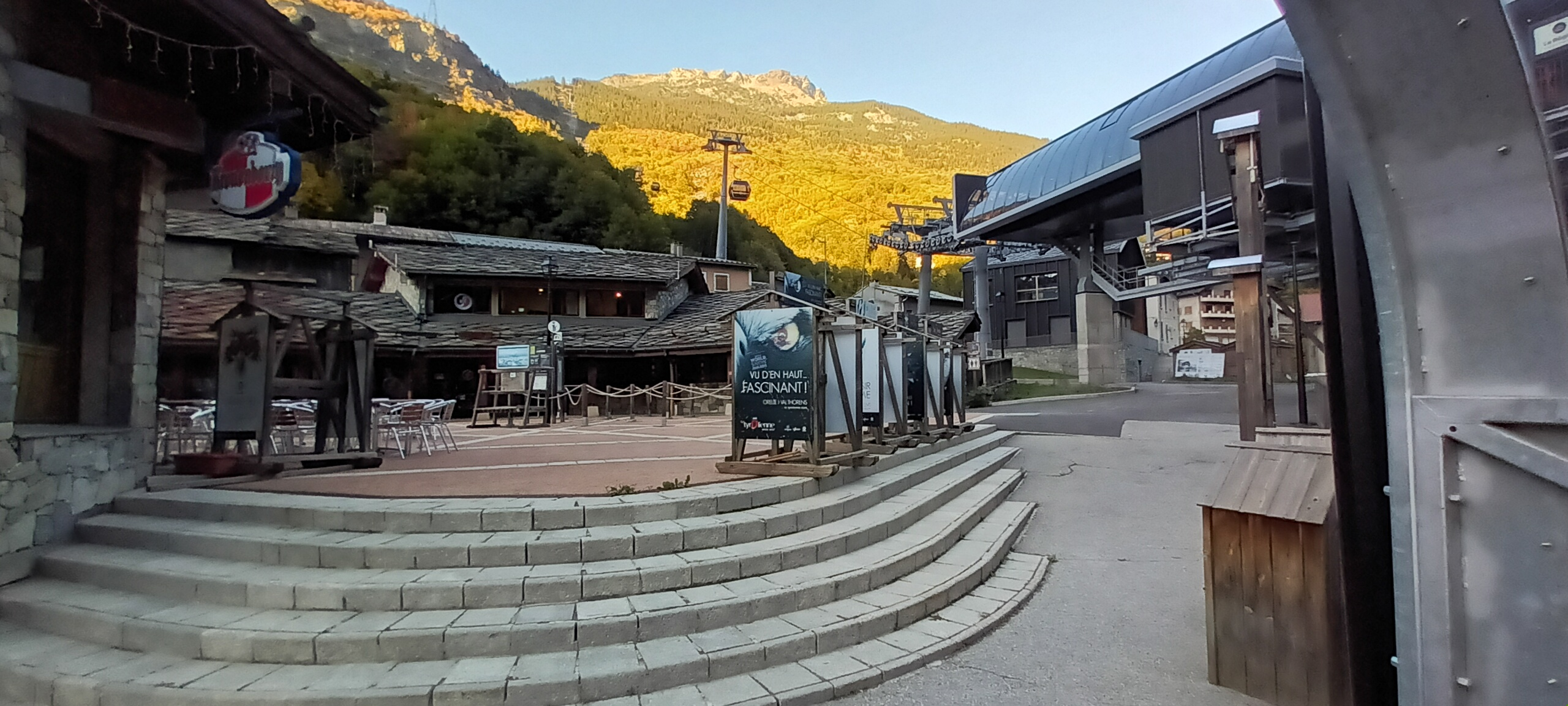
Place de la Télécabine à Francoz.
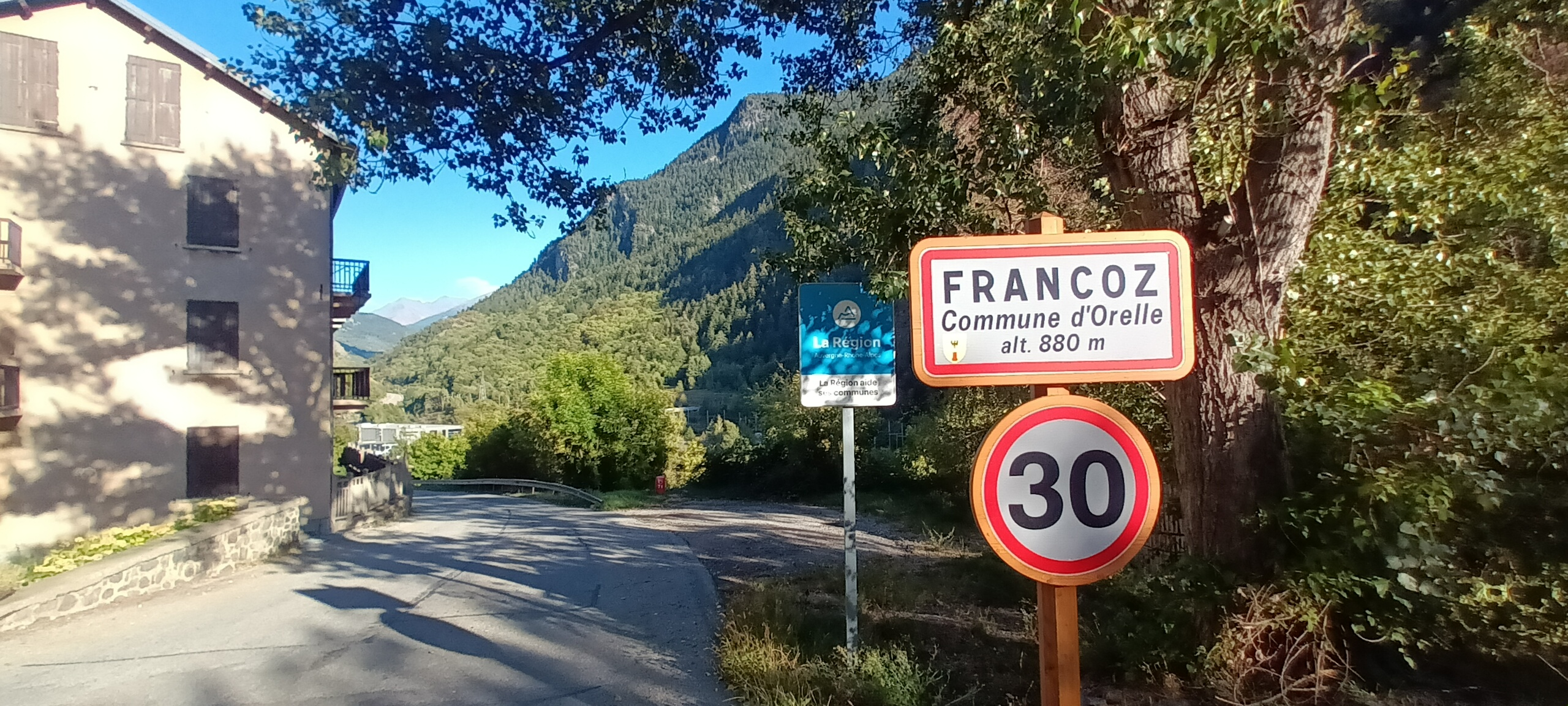
Quartier du Pré Nouveau sur la route de Francoz.

#### Hameaux récents: les Provencières, le Crêt du Vlé et les résidences des Eaux d'Orelle

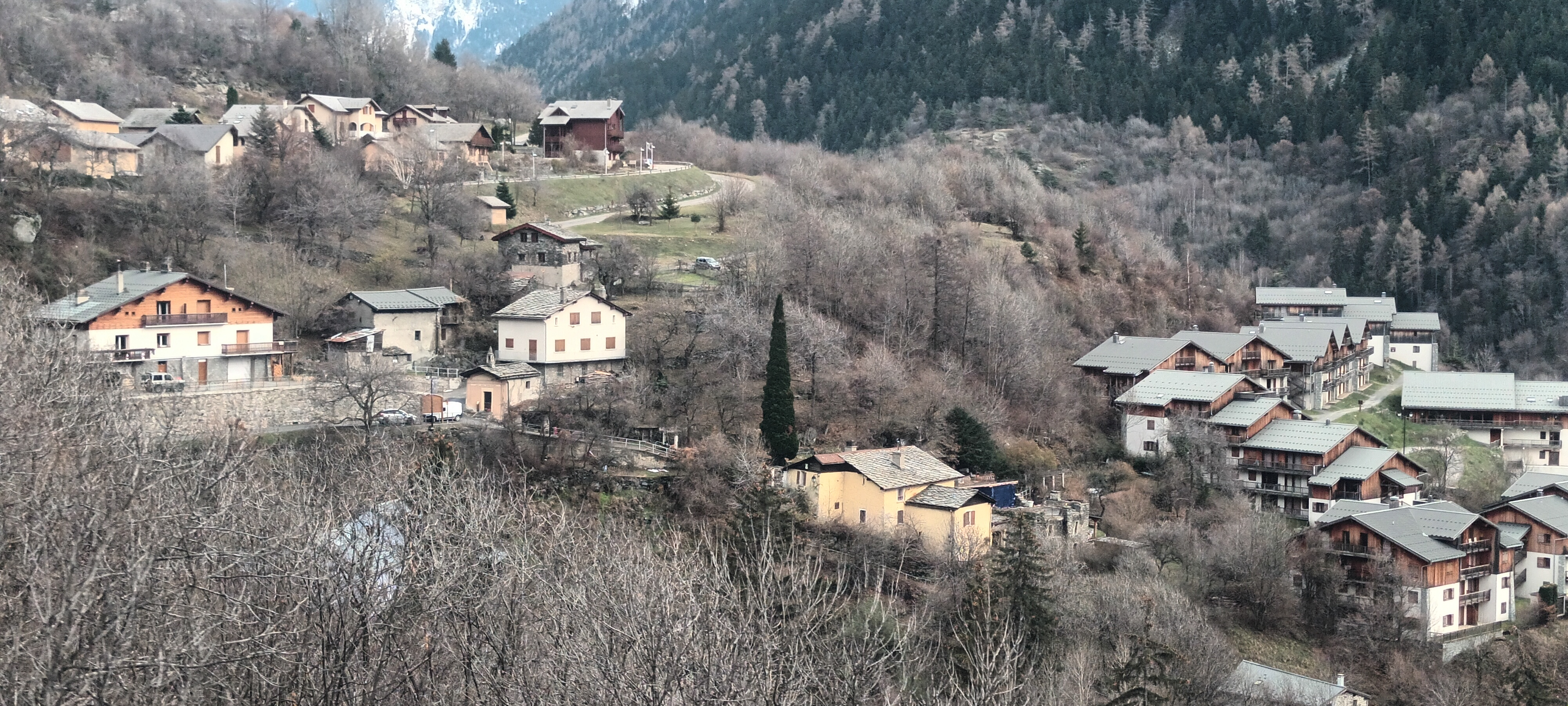
Vue des Provencières (tout en haut) et des résidences touristiques des Eaux d'Orelle (tout en bas).

Les Provencières (1 000 m) à partir de 1997 et le Crêt du Vlé (de 1 120 m à 1 160 m) à partir de 2004 ont été aménagés sous forme de lotissements, dans les méandres de la nouvelle route, entre Francoz et Bonvillard. Ils présentent une forme nouvelle, en rupture avec les implantations et les formes architecturales traditionnelles : implantation de maisons individuelles isolées sur leur parcelle, sans mitoyenneté, voiries largement dimensionnées, permettant le stationnement et le croisement des véhicules, et intégrant de petits parkings publics pour les visiteurs.
Le hameau des Provencières comporte notamment un grand immeuble en bois qui regroupe des logements de fonction pour le personnel de la Société des téléphériques d'Orelle (Stor), ainsi qu'une dizaine de maisons individuelles,. Le hameau du Crêt du Vlé est le point de départ de nombreuses randonnées, par aisance de stationnement. Le parc de jeux y attire des touristes et de nombreux enfants de la commune,. Les résidences des Eaux d'Orelle, dans le lieu-dit de Casse-Combe situé entre Francoz et le Noiray, présentent quant à elles une rupture complète avec le bâti existant, à la fois en termes de fonction : c'est une résidence touristique, et de forme urbaine : les constructions sont des immeubles collectifs de 4 à 5 niveaux,,.

#### Autres petits hameaux: le Poucet, la Fusine et le Teppey

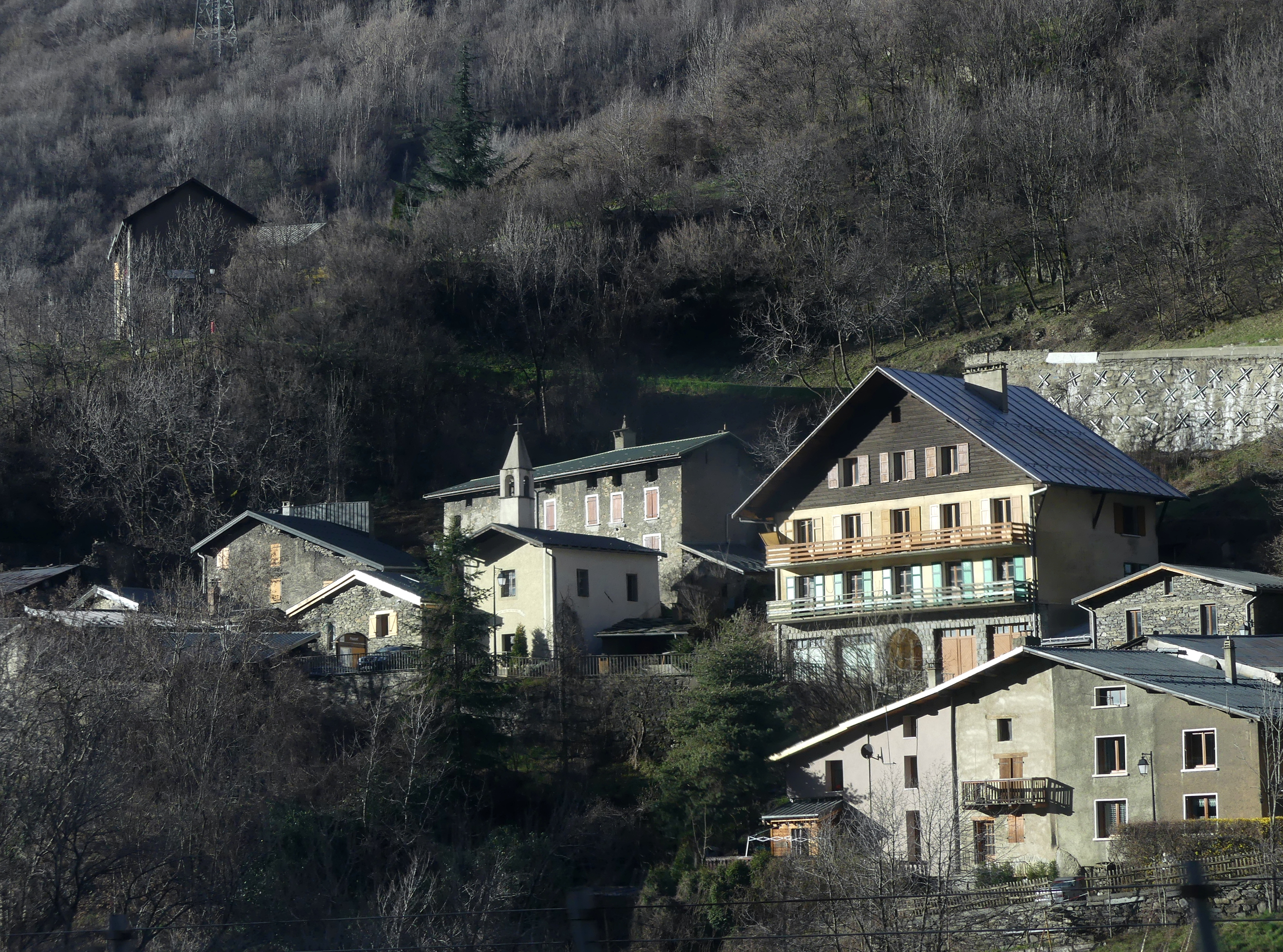
Hameau du Poucet en hiver.

Le Poucet est un petit hameau d'une dizaine d'habitations qui surplombe le pont de la Denise dans le fond de la vallée, à 830 m d'altitude et est l'entrée ouest de la commune d'Orelle. Par ailleurs, il s'y trouve la chapelle Saint-Joseph et le village est souvent rattaché aux petites habitations de la Combe qui le surplombent,,.
La Fusine est un petit hameau perché sur une falaise à 1 050 m d'altitude, relié par une route à Orelle à l'ouest et au Crêt du Vlé à l'est. Comptant moins de dix habitations rustiques, très anciennes et peu habitées, le village possède de nombreux vestiges agricoles (comme des moulins ou des grands fours) et chrétiens. La télécabine d'Orelle passe au-dessus de la partie basse du hameau et la cascade de la Fusine attire de nombreux visiteurs, ce qui en fait un lieu non négligeable touristiquement. Le hameau est situé sur le Bonrieu, affluent de l'Arc. Sur le plan toponymique, Adolphe Gros cite Charles du Fresne du Cange qui donne fucina avec le sens de fonderie, qui a encore ce sens en italien, et il conclut que fusine serait un synonyme de martinet.
Le Teppey est le plus petit village d'Orelle habité à l'année, tant en termes de superficie que d'habitations et de riverains. Il abrite la chapelle Saint-Denis,,.

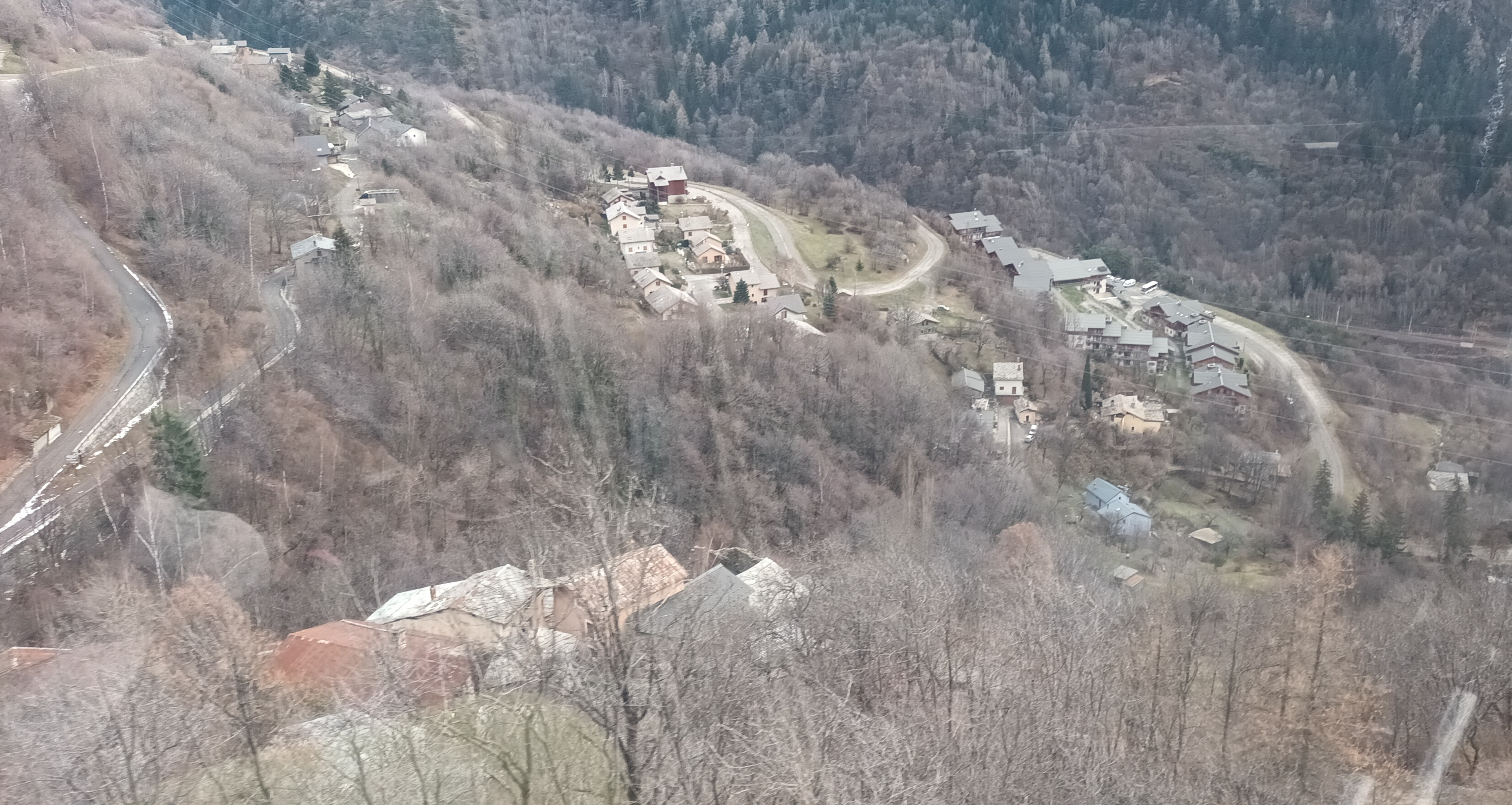
La Fusine (au premier plan), de gauche à droite en descendant : le Noiray, les Provencières et le Teppey, surplombant les résidences touristiques des Eaux d'Orelle.
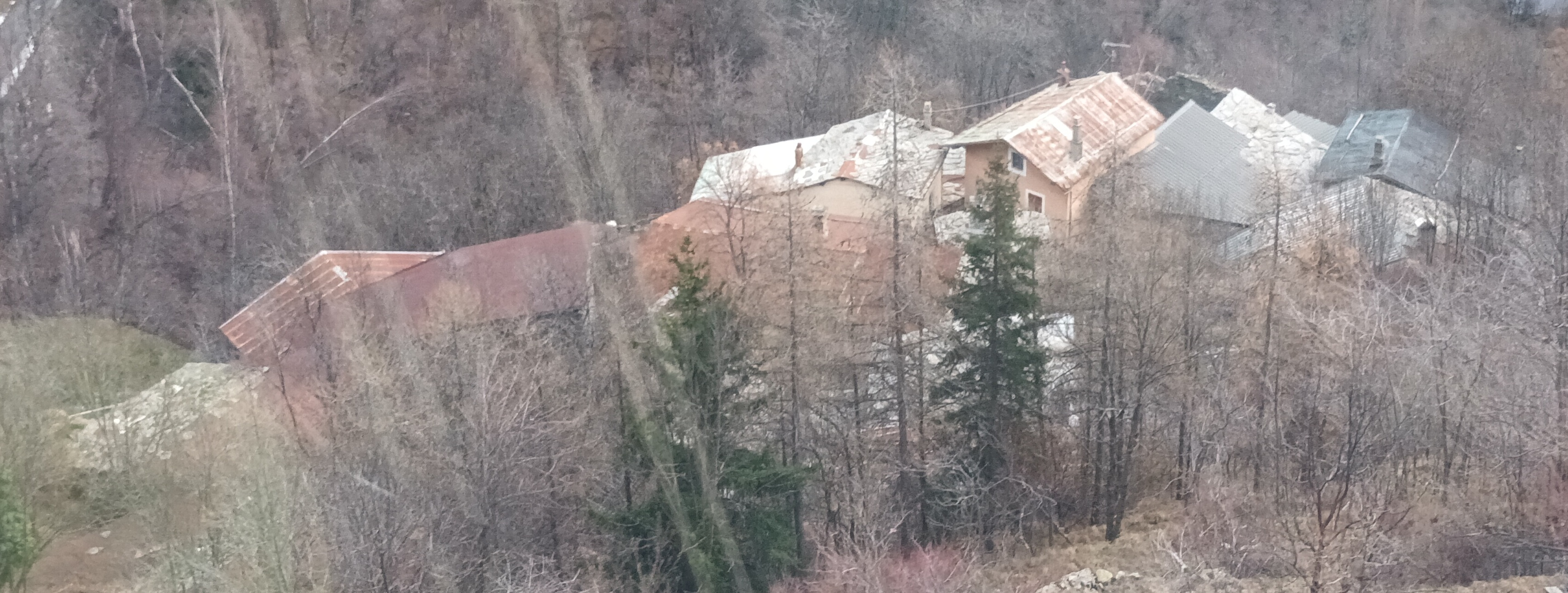
Vue aérienne du hameau de la Fusine.
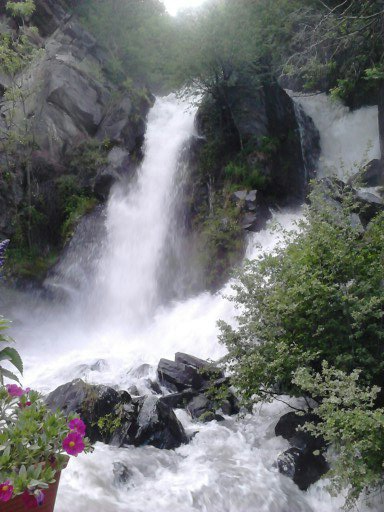
Cascade de la Fusine en été.

### Lieux-dits et rues

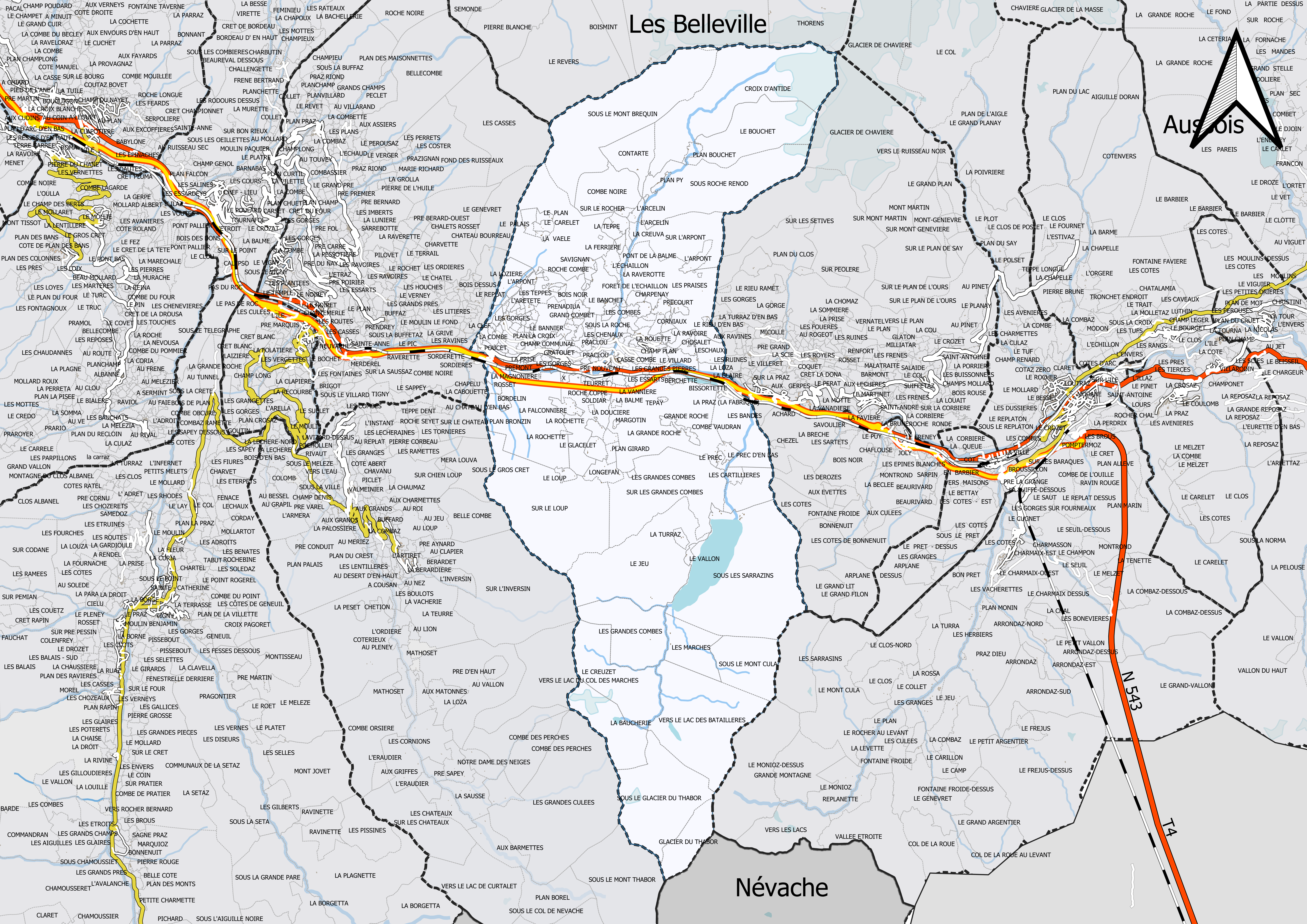
Cadastre d'Orelle où figurent les lieux-dits de la commune.

De nombreux lieux-dits coexistent à Orelle : certains prêtent leur nom au relief, au lotissement, au monument, au cours d'eau ou à l'axe de déplacement à proximité,,. Il y en a au total plus de 120. Au nord, il y a les lieux-dits immenses de la Croix d'Antide, du Mont Bréquin ou encore du Bouchet, peuplés de glaciers et de steppes alpines. Au sud, les lieux-dits sont tout aussi vastes, nommés Glacier du mont Thabor, la Baucherie, le Vallon ou encore Sur-le Loup.
La commune d'Orelle est bien plus divisée au centre de son territoire car il y a plus de hameaux habités ou de parcelles agrestes autrefois cultivées. On y trouve les lieux-dits qui portent le nom des villages exposés dans la section antérieures mais aussi des lieux-dits comme Plan-la-Croix, Leschaux, la Vannière, les diverses Casses ainsi que le Seignier. Par ailleurs, les lieux-dits de la commune sont officiels depuis 1931, date de publication du premier cadastre français d'Orelle, réalisé par les géomètres Mestrallet et Deymonnaz en mai.
Une centaine de rues existent à Orelle, s'inspirant des toponymes des lieux-dits ou des endroits marquants, comme la place des Nobles d'Albert d'Orelle, la route de Bonvillard, le chemin de Pierre-Sautier, le chemin de la Buffettaz ou encore le chemin des Moulins.

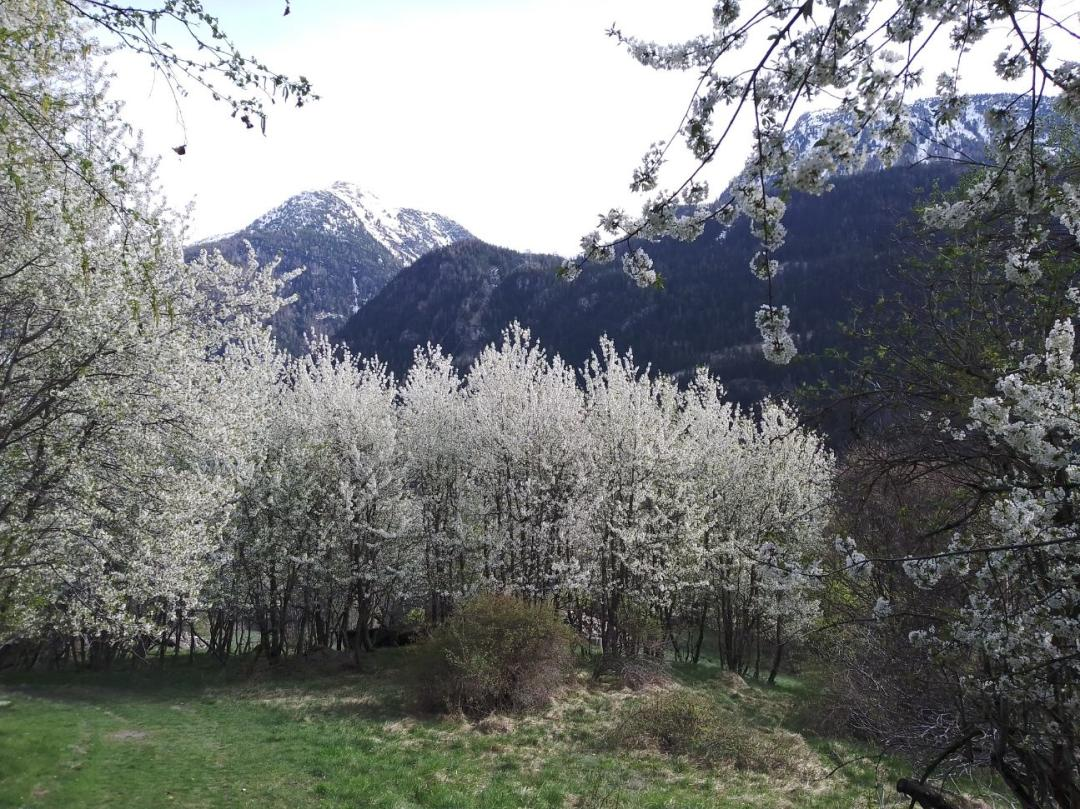
Leschaux.
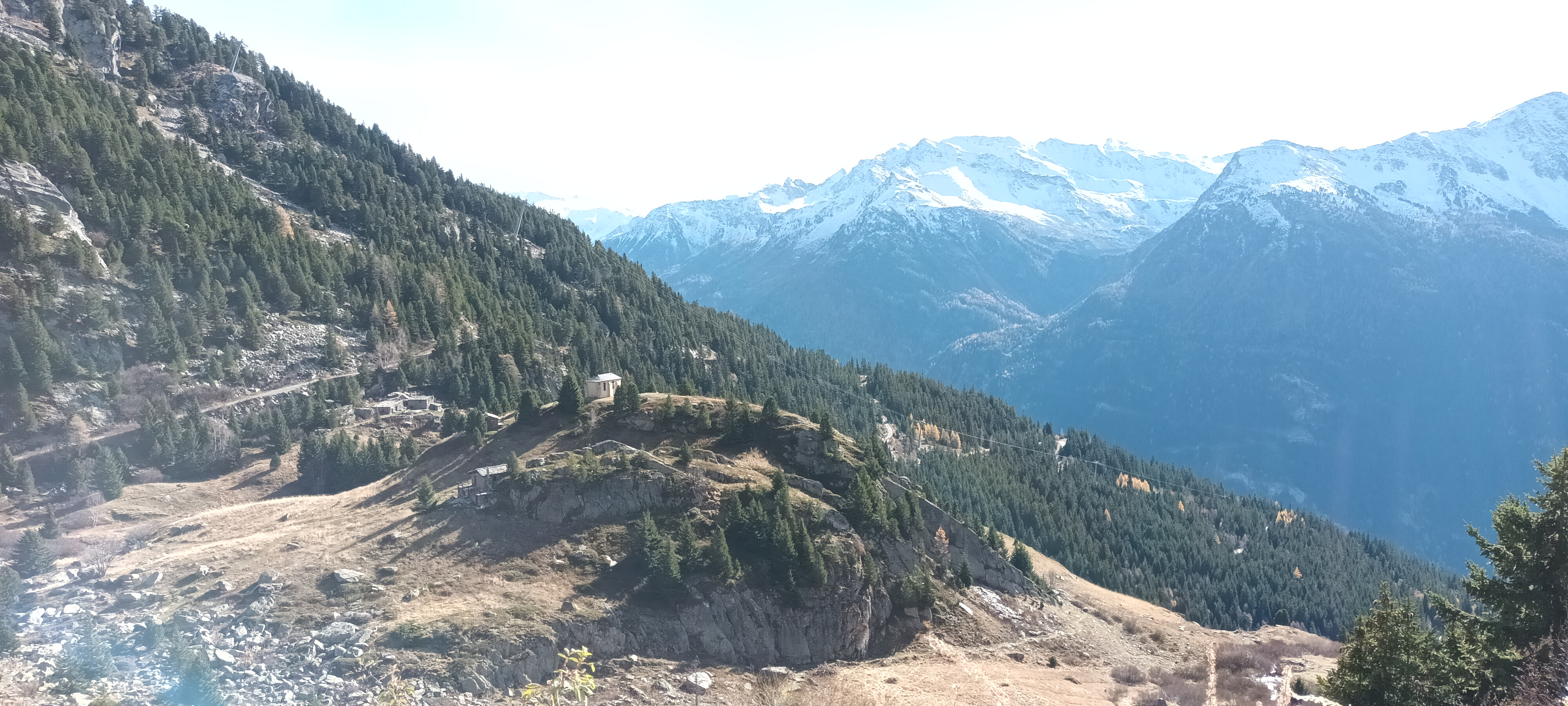
L'Arcelin.
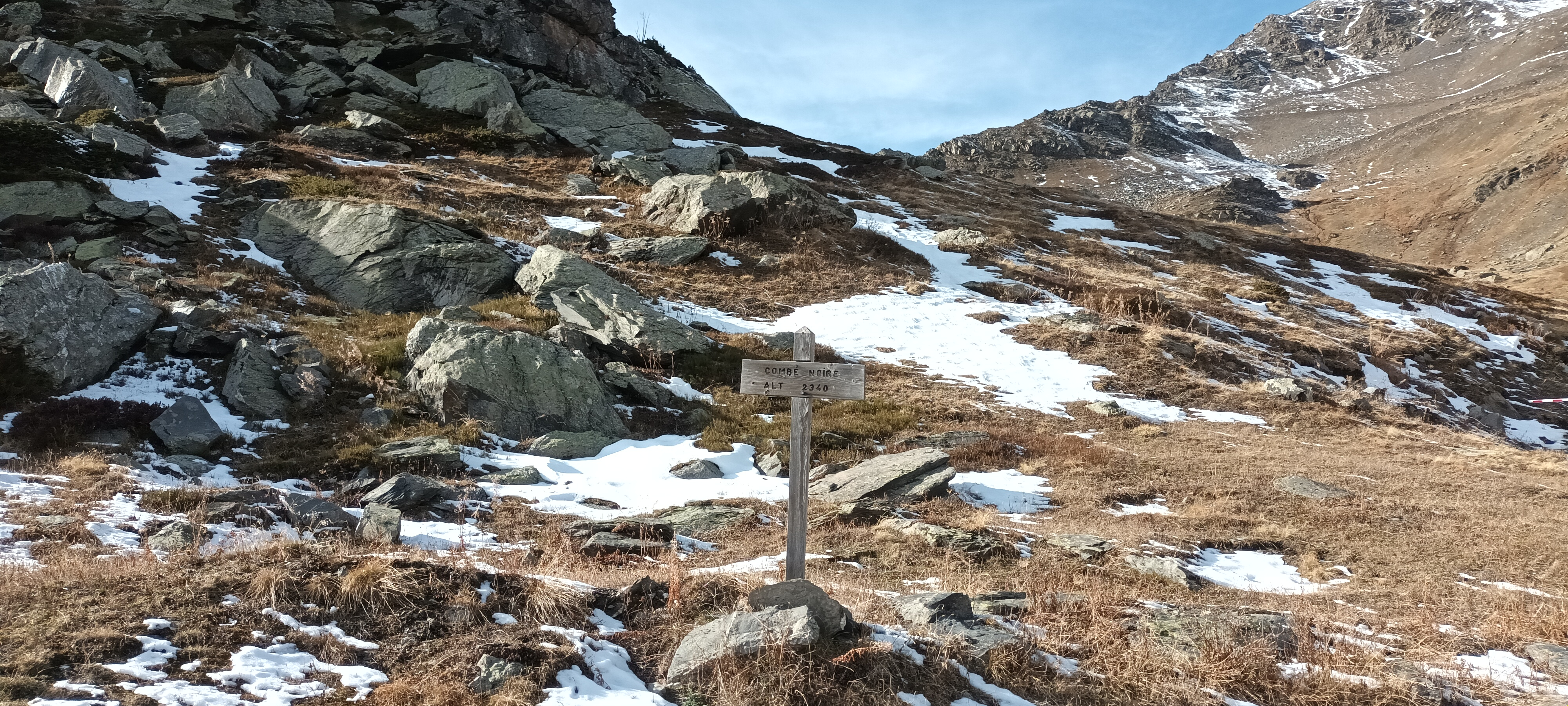
La Combe Noire.

### Voies de communication et transports

#### Réseau routier et pédestre
La commune d'Orelle est desservie par la route départementale 1006, anciennement route nationale 6, qui longe la rivière de l'Arc, rejoignant Paris à l'Italie par le col du Mont-Cenis, via Lyon et Chambéry. La gare routière de Francoz est située sur le parking de la télécabine d'Orelle. Elle est traversée par l'autoroute française A43, qui emprunte le tunnel d'Orelle, classé 11e tunnel routier le plus long de France du long de ses 3 684 mètres de longueur : cette autoroute vient de Lyon et traverse la Maurienne jusqu'à Modane d'où elle rejoint l'Italie par le tunnel du Fréjus. Pour rejoindre la commune d'Orelle, il est possible d'emprunter la sortie 28 à Montricher-Albanne, la sortie 29 à Saint-Michel-de-Maurienne (toutes deux à l'ouest de la commune), la sortie 30 à Freney ou encore la sortie 31 à Fourneaux (toutes deux à l'est de la commune). Ailleurs, la commune est traversée par une multitude de routes communales, de pistes forestières et de sentiers qui relient les différents villages et hameaux entre eux,,.
À Orelle se trouvent de nombreuses pistes municipales et sentiers d'accès comme les pistes forestières de l'Arcelin, de la Grande Roche, du Prec,, des Teppes, de l'Arpont ou encore de Leschaux,.

#### Transport ferroviaire

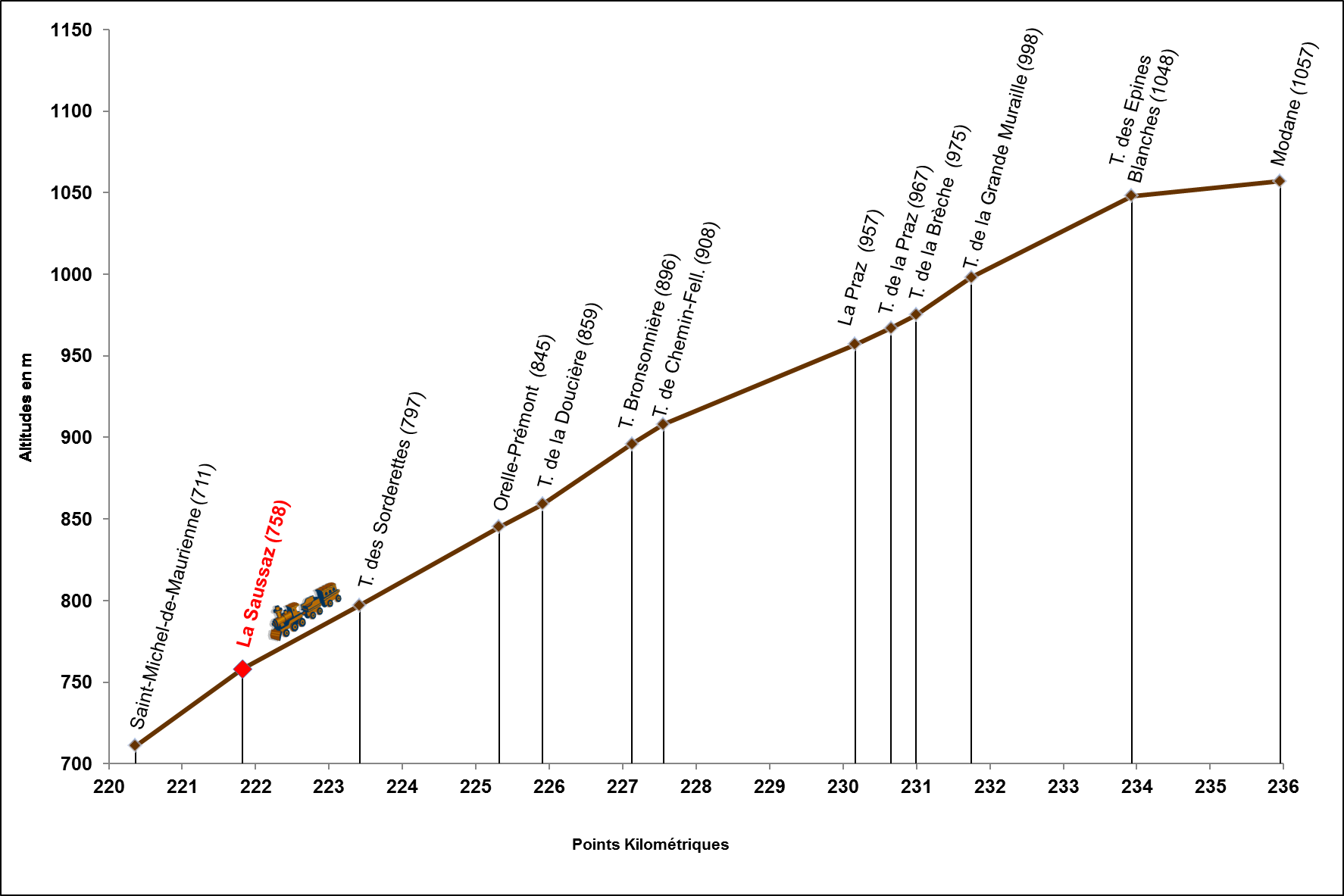
Profil en long de la ligne entre Saint-Michel-de-Maurienne et Modane passant par Orelle.

Quelques kilomètres de la ligne de Culoz à Modane sont situés sur le territoire de la commune, ils correspondent à la ligne de la Maurienne, longeant, comme l'autoroute A43 et la route départementale 1006, la commune sur la rive nord de l'Arc. Cette double voie ferroviaire emprunte plusieurs tunnels ferroviaires situés à Orelle, comme (de l'est vers l'ouest) : le tunnel de Chemin-Fell (133 m), le tunnel de la Bronsonnière (102 m), la galerie de Chenevier (20 m), le tunnel ferroviaire d'Orelle (65 m), le tunnel de la Doucière (133 m), le tunnel Orelle-Prémont (50 m), le pont de l'Envers (56 m), le pont sur l'Arc (57 m), et le tunnel de l'Âne (55 m).
Le tunnel de l'Envers s'effondre en 1881, nécessitant une déviation enjambant deux fois l'Arc par le pont de l'Envers accompagnée de la gare d'Orelle-Prémont, aujourd'hui disparue,. La gare ferroviaire la plus proche est la gare de Saint-Michel-de-Maurienne - Valloire, située à Saint-Michel-de-Maurienne, à 15 min de route depuis Orelle en automobile.

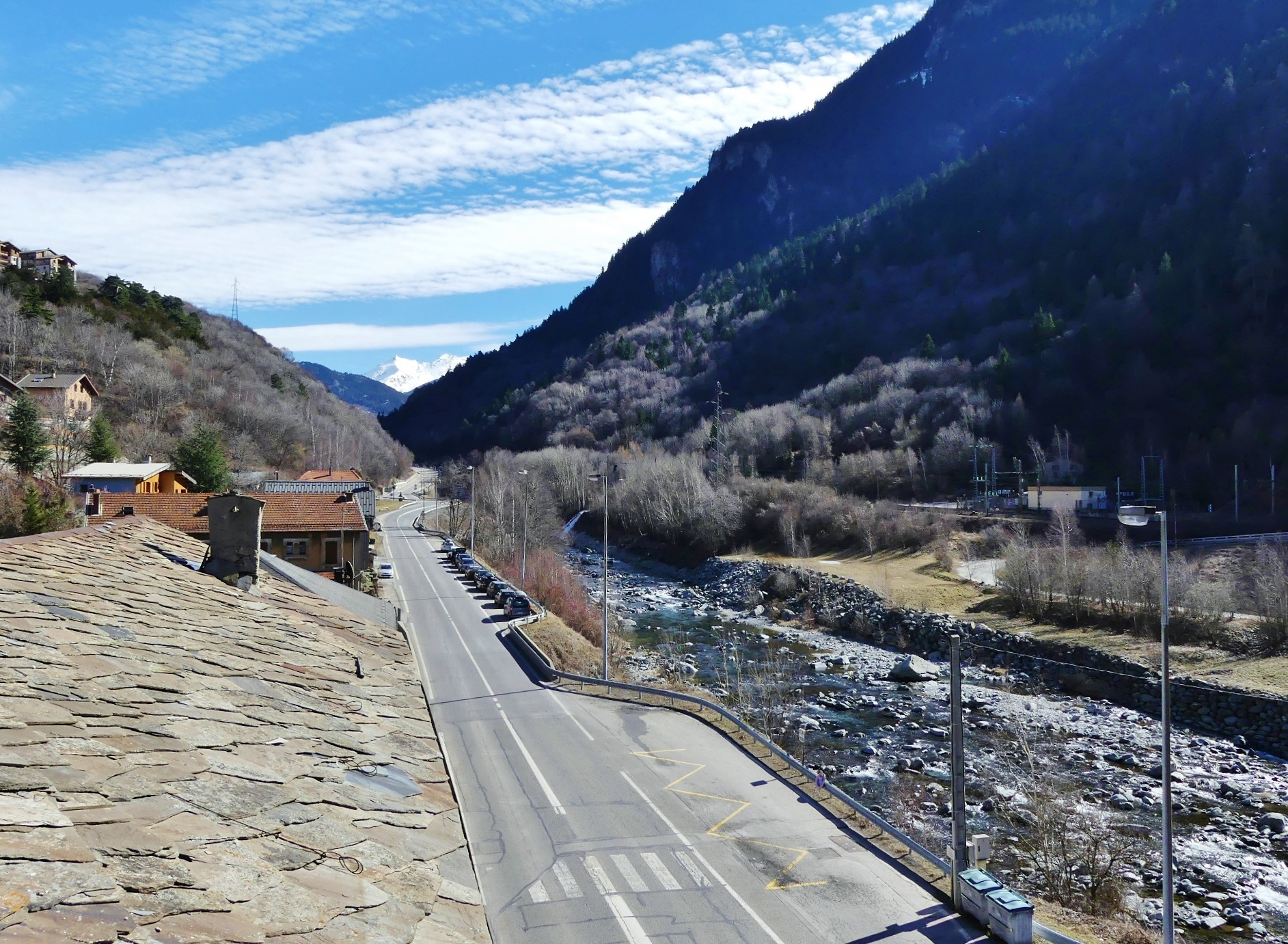
RD 1006 franchissant Francoz.
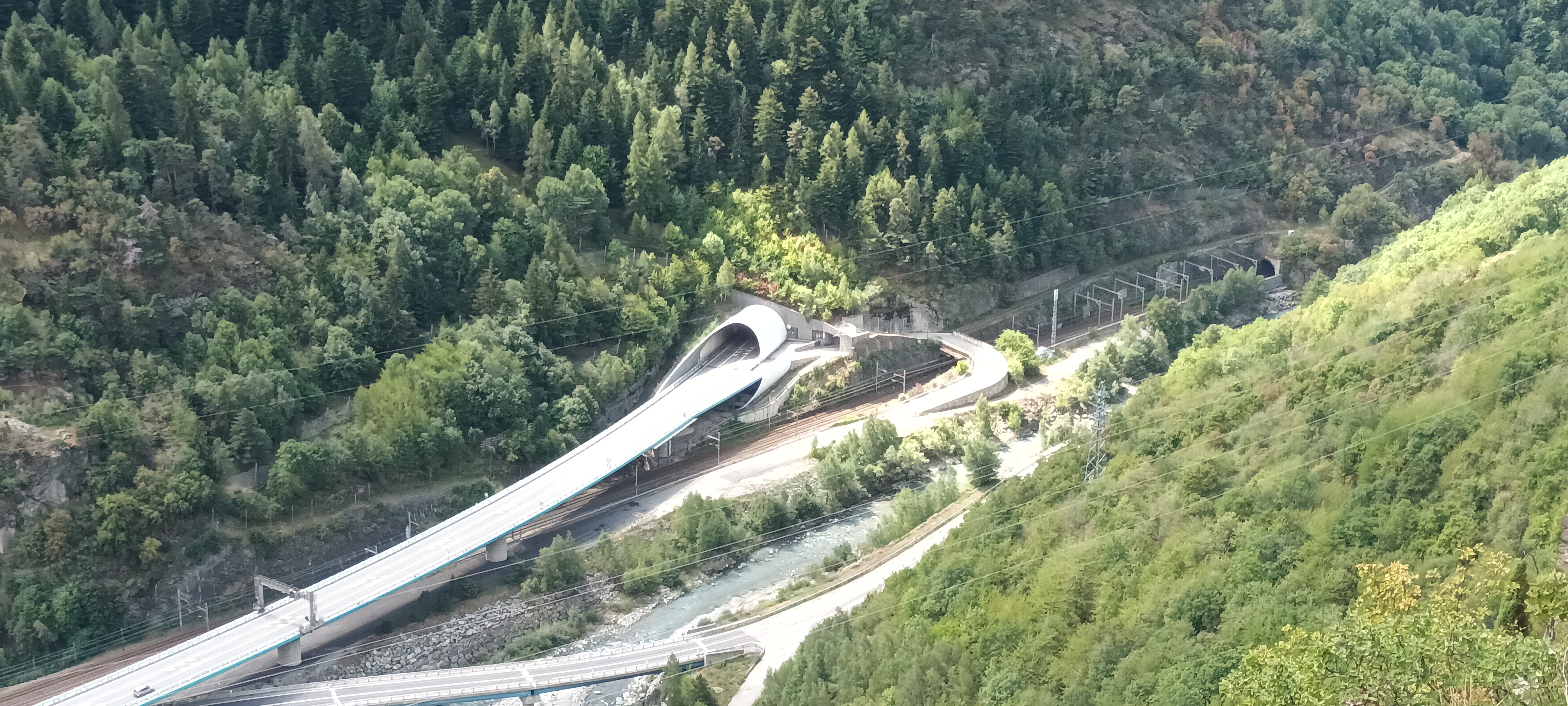
Sortie est du tunnel d'Orelle au pont des Chèvres.
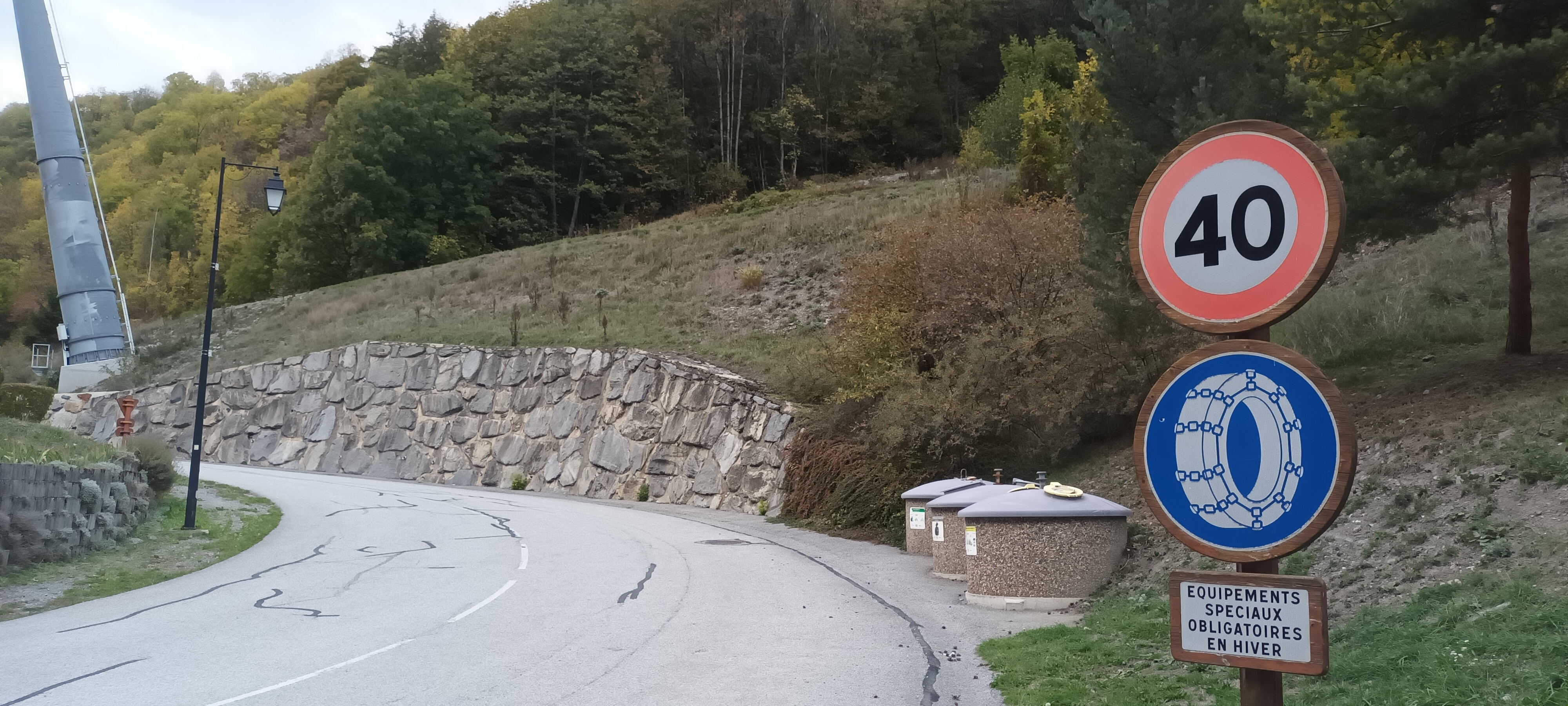
La limitation kilométrique est de 40 km/h à Orelle ; un équipement de pneus est nécessaire en hiver.
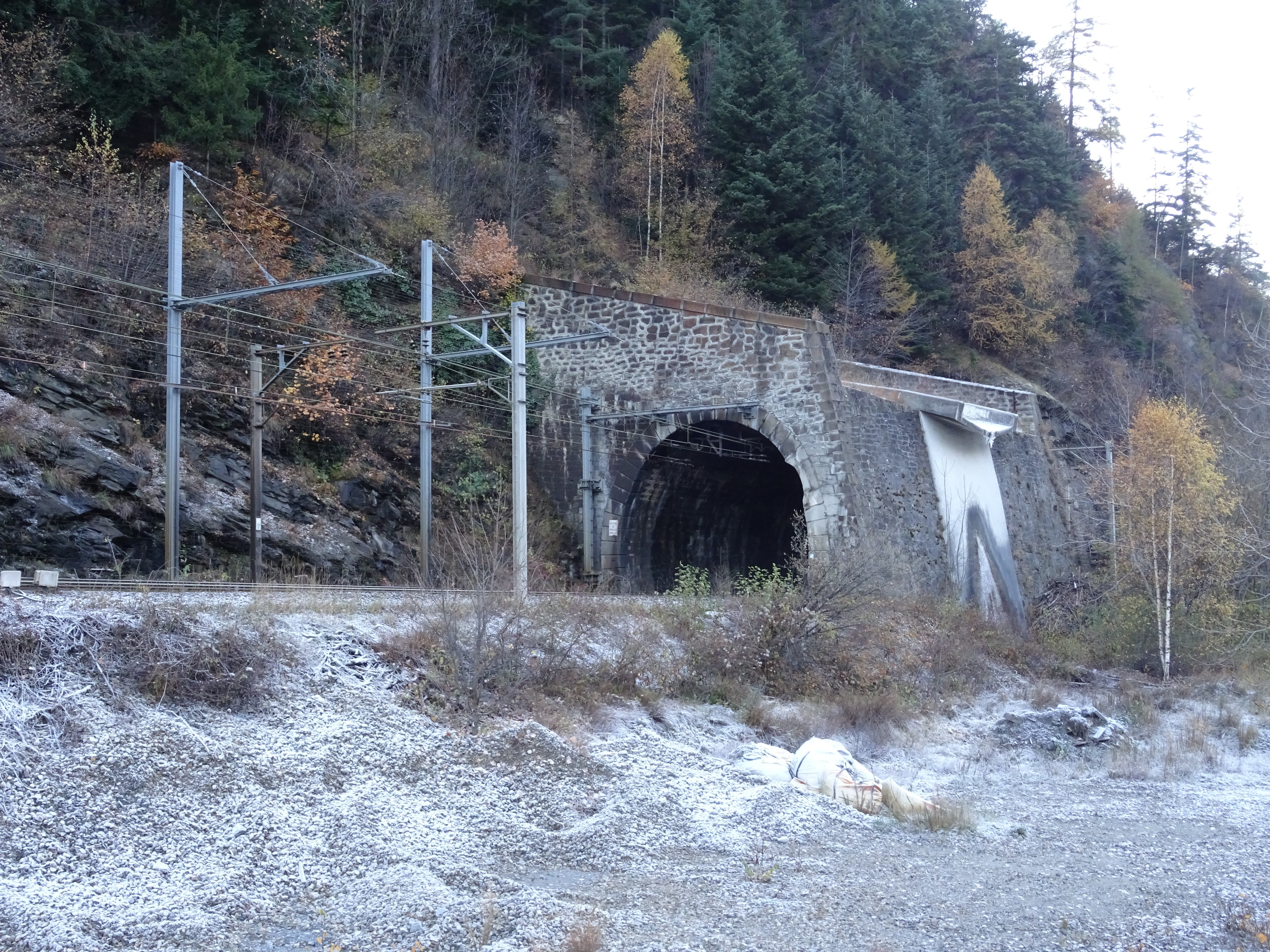
Galerie de Chenevier.

#### Transports aérien et en commun
L'aéroport le plus proche de la commune est l'aéroport de Chambéry - Savoie, situé au nord de Chambéry, à environ 90 km de la commune, par la route. Deux autres grands aéroports situés dans la région peuvent desservir la commune, à savoir l'aéroport international de Genève, situé près de la frontière franco-suisse, et l'aéroport de Lyon-Saint-Exupéry, près de Lyon, tous deux distants d'environ 180 km par la route. La commune d'Orelle est desservie par les bus scolaires desservant tous les hameaux de la commune pour les écoliers de l'école primaire publique d'Orelle et les collégiens du collège Paul-Mougin à Saint-Michel-de-Maurienne ; les élèves du lycée Paul-Héroult à Saint-Jean-de-Maurienne sont déposés à la gare routière de la télécabine d'Orelle. De plus, une navette municipale descend ou monte les skieurs en s'arrêtant à la gare routière de la télécabine d'Orelle puis aux résidences des Eaux d'Orelle, et inversement,,.

### Risques
Le territoire de la commune d'Orelle est vulnérable à différents aléas naturels : inondations, climatiques (grand froid ou canicule), feux de forêts, mouvements de terrains et séisme (sismicité modérée). Il est également exposé à divers risques technologiques (rupture de barrage, risque minier et de transport de matières dangereuses), ainsi qu'à deux risques particuliers (radon et engins de guerre),.

#### Risques naturels
La commune peut être affectée par un débordement de l'Arc qui a connu des crues importantes en juin 1957, en septembre 1993, en septembre 1994, en octobre 2000 et en mai 2008. L'aléa est toutefois globalement faible : les zones d'aléa fort et moyen sont limitées au lit actif de l'Arc et à ses berges. Aucune habitation n‘est soumise à un risque de débordement en cas de crue centennale : seuls des débordements ponctuels sur la RD 1006 pourraient se produire, notamment dans le secteur de Prémont et à l'ouest du hameau du Poucet.
Les torrents du Poucet et, dans une moindre mesure, du Bonrieu, sont sujets à des crues torrentielles fréquentes, souvent de nature laves torrentielles lorsqu'elles charrient des matériaux. Déjà au XIXe siècle, des mesures de replantation forestière avaient été prises pour tenter de ralentir l'érosion et les crues torrentielles sur le bassin du Poucet.
Les mouvements de terrains susceptibles de se produire dans la commune sont soit des glissements de terrains soit des mouvements liés au retrait-gonflement des argiles qui représentent toutefois un risque faible (46 % du territoire communal sont exposés à un aléa faible). Le glacier du Bouchet est situé sur la partie nord de la commune d'Orelle et pourrait endommager des installations de remontées mécaniques dans le domaine skiable d'Orelle.
L'incendie le plus marquant dans le département est celui d'août 1983 qui a détruit 126 ha à Orelle. L'incendie de la forêt des Essarts à proximité du pont des Chèvres a lieu les 26, 27 et 28 juillet 1921, où de nombreux ouvriers et habitants se mobilisent pour combattre le feu. Les habitations orellinches ne sont pas ménagées. La disposition des maisons, granges et remises, où hommes et bêtes cohabitent incite à la prudence car elles sont très serrées.

#### Risques technologiques
La commune d'Orelle est située à l'aval du barrage de Bissorte, un barrage de 65 mètres de hauteur construit entre 1931 et 1935, et du barrage de Bissortette au pont des Chèvres. La rupture d'un de ces ouvrages est le principal risque technologique pour la commune. L'onde de submersion s'étendrait d'Orelle à Grenoble, en suivant le tracé de l'Arc et de l'Isère. Orelle est concernée par la zone de proximité immédiate. L'onde de submersion toucherait Francoz en 3 minutes et atteindrait le Poucet en 5 minutes. Le plan particulier d'intervention du barrage de Bissorte a été approuvé par arrêté préfectoral du 18 juin 2004,,.
Le risque minier, existant à cause de la présence dans la commune d'anciennes carrières, et le transport de matières dangereuses, sous l'effet de la traversée de la commune par l'autoroute A43, sont également à prendre en compte.

#### Risques particuliers
Dans plusieurs parties du territoire français, le radon, accumulé dans certains logements ou autres locaux sous forme de gaz, peut constituer une source significative d'exposition de la population aux rayonnements ionisants. Selon la classification de 2018, la commune d'Orelle est classée en zone 3, c'est-à-dire en zone à potentiel radon significatif.
Le champ de tir temporaire des Rochilles-Mont Thabor se trouve dans la commune d'Orelle et présente un risque liés à la présence d'engins de guerre si certains ne sont pas retrouvés lors des entraînements de l'armée.

#### Urbanisme et qualité de l'environnement

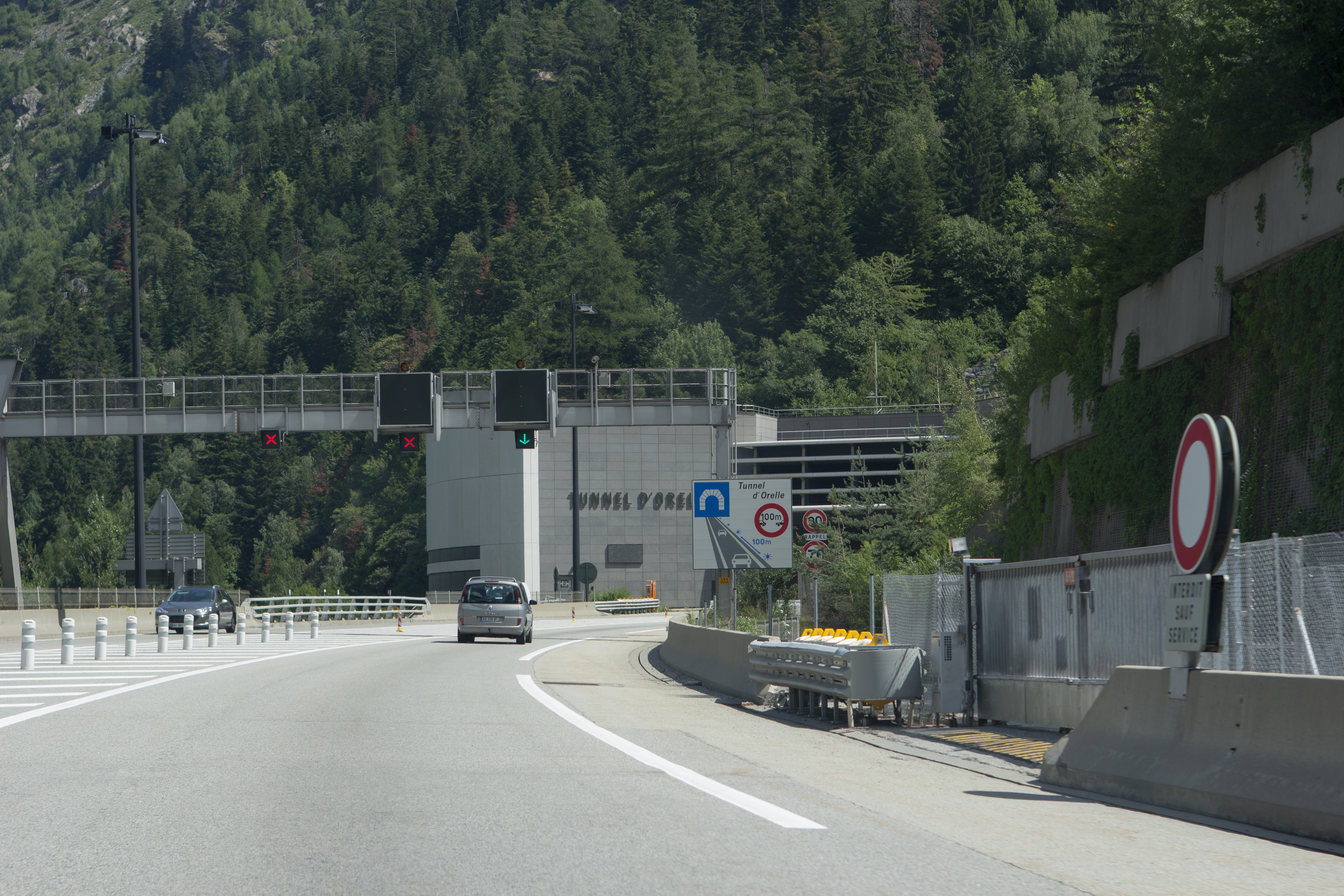
Le tunnel d'Orelle permet d'éviter les rejets automobiles sur toute la longueur de la commune.

L'urbanisation du territoire et les activités humaines ont un impact sur l'environnement et contribuent à la dégradation de la qualité des eaux, des sols, de l'air ou génèrent des nuisances comme le bruit. Dans le cas d'Orelle, l'impact de l'urbanisation est très faible du faible nombre de constructions et de leur raccordement pour la plupart à un réseau d'assainissement collectif. Selon le plan local d'urbanisme, l'augmentation mesurée de la population saisonnière, en raison de la légère augmentation du nombre de résidences secondaires, ne générera pas une augmentation significative de la fréquentation des espaces d'altitude, celle-ci étant essentiellement le fait de skieurs et de randonneurs venant à la journée et ne logeant pas à Orelle.
Les pollutions de l'air et du bruit peuvent provenir des infrastructures. L'autoroute A43 et la voie ferrée sont classées parmi les infrastructures bruyantes, mais leur impact ne concerne qu'une bande de 100 à 250 m en bordure de ces infrastructures. Le trafic autoroutier est source d'émissions à particules fines, mais la commune et plus généralement la Maurienne restent bien ventilées et le tunnel d'Orelle permet d'éviter des rejets.

## Toponymie

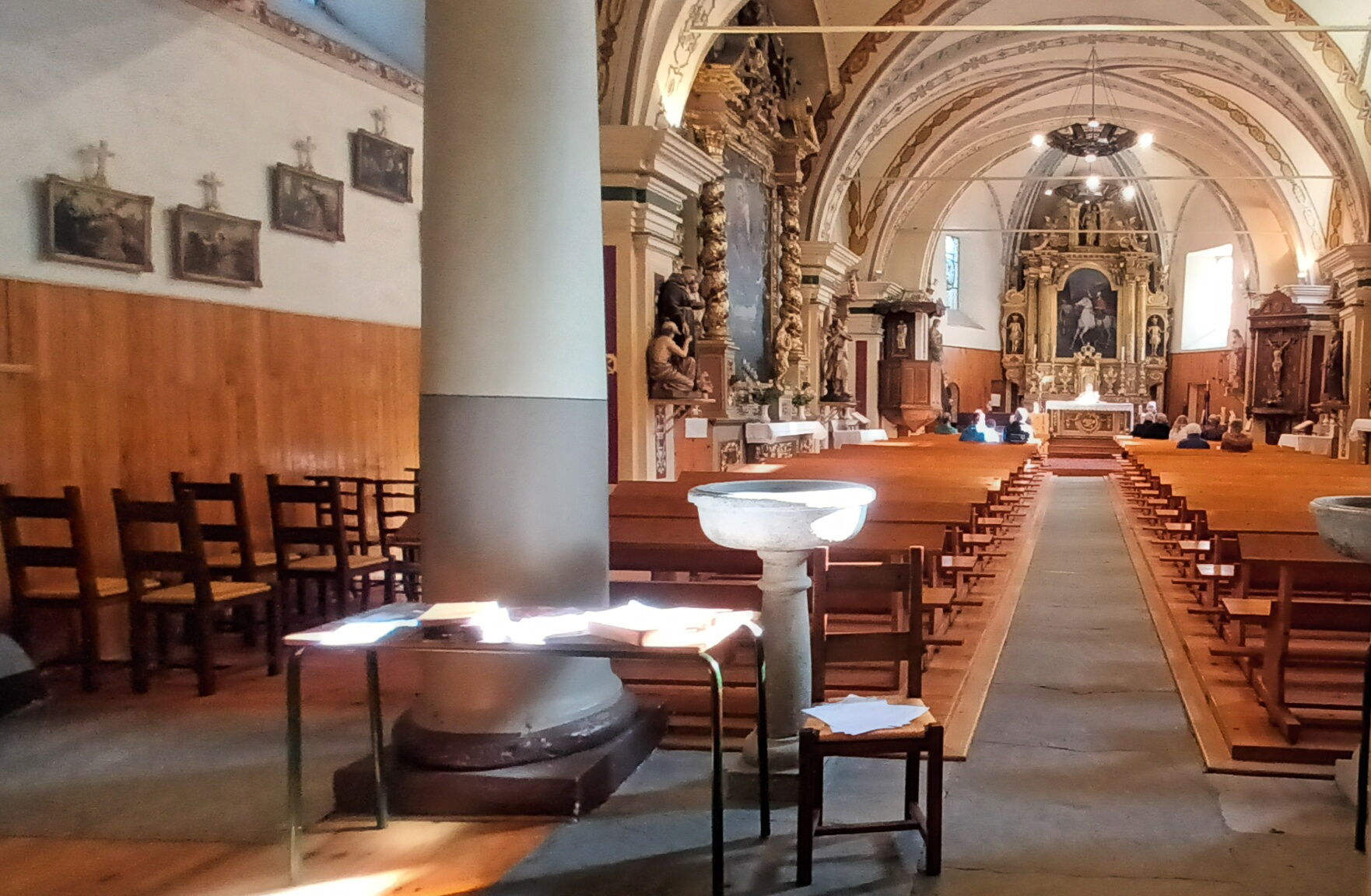
Vue de la nef de l'église Saint-Maurice.

Le nom de la localité est attesté dès le milieu du XIIe siècle, avec les noms d'hommes de Lantelmus de Aurella (1151, Cartulaire d'Oulx) et Nantelmus de Aurella (1153), puis les formes Curatus Orelle (XIVe siècle, Cartulaire Sabaudiae), Parrochia Orelle et In territorio Orelle (1475, livre terrier), Aurelle (1546) ou encore Scopulosi Aurelie sive Orelle agri (1622),,. La paroisse est désignée sous la forme Saint-Aurelle dans les registres de 1672 et 1826, et le curé signait de Sainte-Orelle, en 1699.
Selon Adolphe Gros, le nom primitif est Aurelia, issu d'une villa ayant appartenu à un certain Aurelius. Il ajoute que l'église Saint-Maurice possède une statue d'Aurélien de Limoges, mais que ce dernier n'a selon lui jamais été le saint patron de la paroisse. Il conclut que « ces tentatives de donner un saint comme éponyme à la localité d'Orelle n'ont eu aucun succès ».
En francoprovençal, le nom de la commune s'écrit Ozhèlo, selon la graphie de Conflans.

## Histoire

### Préhistoire

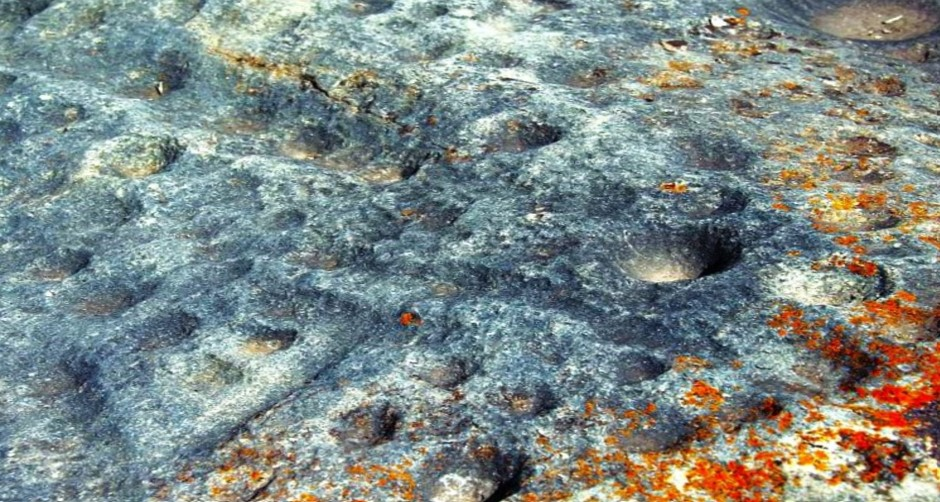
Pierre cupuliforme à Plan-Bouchet dans la commune d'Orelle.

La découverte sur le territoire de la commune de pierres à cupules à Plan-Bouchet, Leschaux ou Plan-Py atteste d'une occupation humaine à une époque difficile à dater. En effet les dessins sculptés, arbalètes, croix de Saint-André, paires de pieds et rouelles sont caractéristiques d'au moins deux époques antérieures à la période romaine. Si les pierres à cupules et les blocs gravés semblent impliquer que les hommes primitifs ont parcouru en nombre la zone pastorale des massifs mauriennais, on ne possède pas de preuves certaines de la création d'établissements stables au niveau des villages actuels les plus élevés avant l'âge du bronze. L'outillage retrouvé çà et là indique bien l'existence d'une population dans cette zone, mais il est impossible de préciser s'il s'agit de sédentaires ou de passeurs itinérants.

### Antiquité
Au début de l'Antiquité, la vallée de la Maurienne est peuplée par des Gaulois, notamment les Médulles, et constitue une voie de passage vers l'Italie. En 219 avant Jésus-Christ, à l'occasion de la deuxième guerre punique (de -218 à -202) opposant Rome à Carthage, Hannibal Barca quitte l'Espagne avec son armée pour gagner l'Italie,. Plusieurs hypothèses s'affrontent quant à la route empruntée par Hannibal, ses troupes et ses éléphants. Selon l'une d'elles, l'armée aurait franchi le col de la Croix-de-Fer et rejoint la Maurienne à hauteur de la cité de Saint-Jean-de-Maurienne. Une fois dans la vallée, elle aurait longé l'Arc. Ainsi, l'armée d'Hannibal aurait-elle pu emprunter le très étroit passage d'Orelle en fond de vallée. Cette tradition du passage d'Hannibal est célébrée[Quand ?] par des statues exposées[Lesquelles ?] le long de l'itinéraire supposé,.
En 121 avant Jésus-Christ, le territoire est dans la province des Alpes cottiennes, avec Suse pour capitale,. Des échanges ont lieu entre la nouvelle capitale et les villages de Maurienne, grâce aux colporteurs et aux axes de passage entre les cols de la vallée : les axes routiers ont besoin de lauzes pour être opérationnels et efficaces, et de très anciennes carrières de ces pierres de construction existent sur l'adret du territoire d'Orelle, comme au lieu-dit des Grandes Pierres.
Quelques vestiges d'une voie romaine reliant la Gaule à Rome peuvent être observés en rive droite du pont des Chèvres où le roc, profondément entaillé, en laisse deviner la présence. Mais l'absence de vestiges ou de poteries ne permet pas d'attester d'un habitat permanent à l'époque romaine.

### Moyen Âge

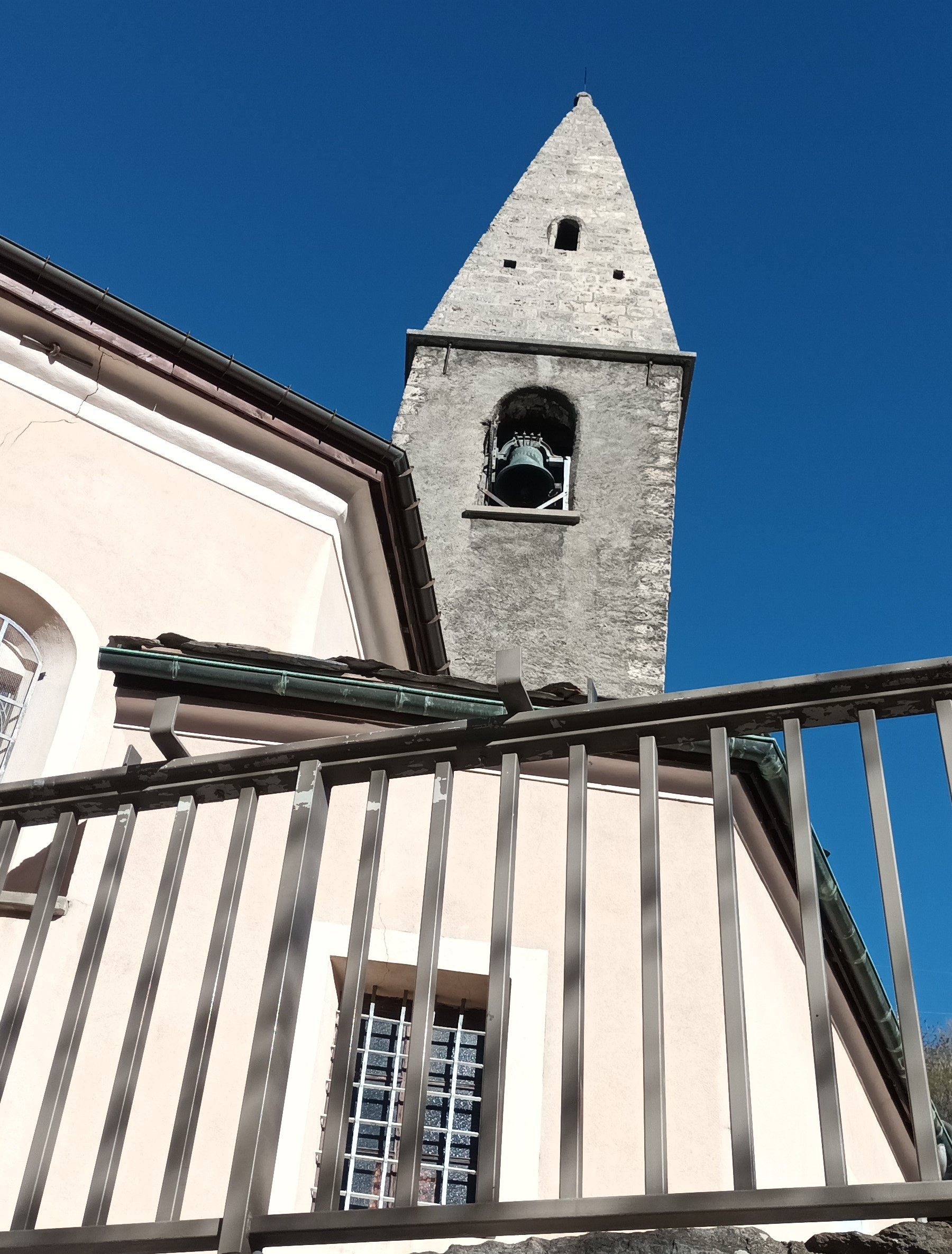
Le clocher de l'église dépassant du hameau d'Orelle depuis 1580.

Des familles de petite noblesse sont originaires de la paroisse au Moyen Âge. En 1151, Lantelme et Nantelme d'Orelle (de Aurella) figurent comme témoins aux côtés d'autres nobles de la région dans une donation du comte en Maurienne, Humbert III, puis dans une transaction de l'évêque de Maurienne, Bernard,. En 1229, Berlion d'Orelle (Berlo de Orella) est témoin dans une donation à la collégiale d'Oulx.
Dans l'organisation comtale, la paroisse relève de la châtellenie de Maurienne. La taille importante de cette châtellenie fait qu'elle est subdivisée en mestralies. Orelle dépend ainsi de la mestralie de Saint-Michel-de-Maurienne. Le 4 mars 1317, un châtelain de Maurienne, Humbert de La Sale, abrège aux communiers les forêts des deux rives de l'Arc, au nom du comte Amédée VIII. Le territoire d'Orelle s'étend, constitué d'une grande forêt sur l'ubac (forêt d'Orelle), ainsi que sur la partie adret (forêt domaniale du Poucet) qui forment actuellement les limites de la commune.
En l'an 1430, la paroisse Saint-Maurice d'Orelle est créée avec son église au chef-lieu. Durant la saison estivale de 1580, le clocher attenant est architecturalement affirmé par son édification,.

### Époque moderne

#### Confréries
Les confréries d'Orelle, « dont l'existence remonte à des temps immémoriaux dans ses deux paroisses », sont nombreuses. Au Moyen Âge déjà, la paroisse abrite de multiples confréries : celles-ci sont alors des associations ouvrières qui rassemblent des compagnons et leurs maîtres, tous issus du même métier par organisation. Au sein des paroisses communales se trouvent aussi, par la suite, des associations locales aux buts religieux ou caritatifs. À la fin du XVIIIe siècle, les deux principales confréries sont celles du Saint-Sacrement et du Saint-Rosaire,. Les confréries du Saint-Sacrement ont notamment un rôle dans l'instruction des enfants.

#### Incursion française (1635)
Le duc de Savoie, Charles-Emmanuel Ier, profite des guerres de religion en train d'affaiblir la France pour tenter d'annexer des marquisats, la Provence ou encore le Dauphiné. Son but est de reconstituer l'ancien royaume de Bourgogne, ce qui fait que, pendant une décennie, France et Savoie s'opposent. En 1600, les troupes du roi Henri IV envahissent la Savoie et occupent notamment la Maurienne. Quelques années plus tard, les troupes du roi Louis XIII font halte à Orelle le 1er décembre 1630, dans le but de se ravitailler en revenant du Piémont.
La famille d'Albert, originaire de la paroisse Saint-Maurice d'Orelle, est anoblie par le duc de Savoie Victor-Amédée Ier le 16 août 1635, en la personne de Jean-Balthazard d'Albert,. Son blason est présent au-dessus d'une porte d'une maison de la commune, au centre du hameau du chef-lieu,,.

#### Pastoralisme et agriculture

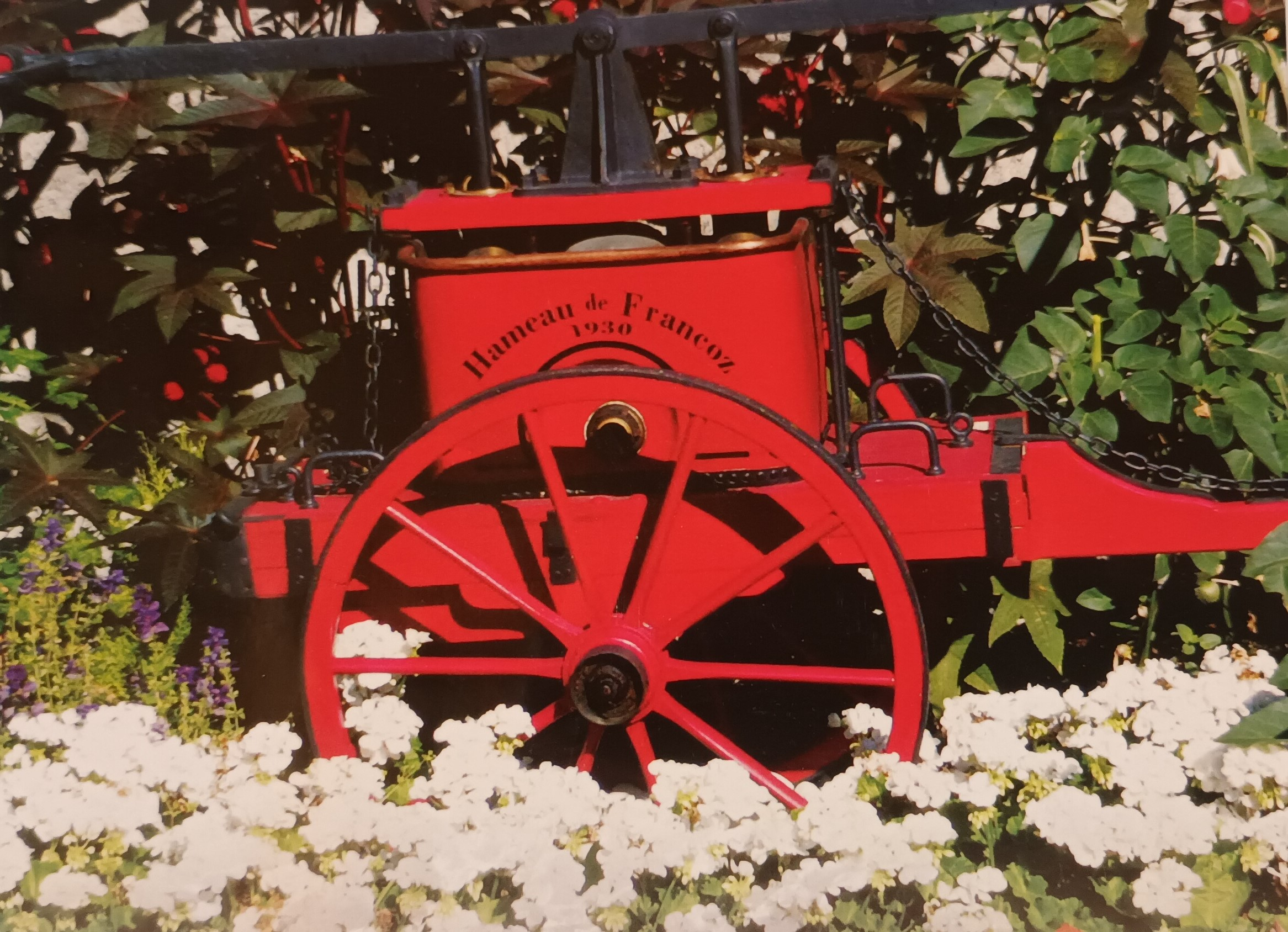
Une charrette rouge et fleurie de 1930 dans le hameau de Francoz.

Le pastoralisme prospère encore au début de l'époque contemporain. Orelle compte huit principaux hameaux habités à l'année aux alentours de 1730 : le chef-lieu, Bonvillard, Orellette, le Noiray, la Fusine, le Teppey, la Bronsonnière et le Poucet. Le Pra n'est alors qu'un lieu-dit mais il devient ensuite un quartier du hameau commerçant de Francoz. Les céréales sont principalement cultivées sur le versant ensoleillé. Sur l'adret, les terrasses, que l'on peut encore apercevoir de nos jours, témoignent de la présence de ces cultures : blé tendre, avoine cultivée, orge commune ou encore seigle étaient cultivés. Des moulins étaient présents dans les hameaux du chef-lieu, de la Fusine et de Bonvillard, notamment. Certains sont encore présents actuellement. La vigne est cultivée dans différents hameaux. On a pu ainsi parler de « premier vin de France, quand tu arrives d'Italie », tout en ironisant sur sa qualité,. Certaines vignes étaient encore cultivées à la fin du XXe siècle, produisant « la Demoiselle du Noiray », dans ledit hameau du Noiray, où se produit aujourd'hui la bière Orelle-Caron,,,.

### Époque contemporaine

#### Nouvelles infrastructures (1810-1893)
Selon un rapport de 1779, la section du pont de la Saussaz jusqu'à Modane, d'une longueur de 16 km, est considérée comme « la plus mauvaise et la plus incommode qu'il y aye depuis Chambéry à Lanslebourg ». Entre le pont de la Denise et le pont des Chèvres, la route présente une largeur de 4 m et est très tortueuse. En 1780, une crue emporte le vieux pont de la Denise en bois ainsi que le chemin sous Francoz en trois endroits. Des travaux de confortation sont entrepris, mais il faut attendre le début du XIXe siècle pour que la route soit agrandie et modernisée. L'arrêté du 13 mai 1803 approuve le projet de construction d'une nouvelle route du Mont-Cenis. Les travaux qui sont exécutés par plus de 3 000 ouvriers, mineurs, terrassiers, maçons, sont menés rapidement puisqu'en octobre 1805, l'œuvre entreprise est assez avancée pour qu'il soit possible de passer le Mont-Cenis en voiture légère. L'aménagement se poursuit jusqu'en 1812, année lors de laquelle la route de Maurienne, devient la route impériale de 1re classe no 7 de Paris à Milan.
En 1810, on dénombre le passage de 2 911 voitures suspendues, 14 037 voitures de roulage et 37 255 chevaux et mulets. Un tel trafic provoque tout au long du parcours l'installation de relais et d'écuries. Situé à proximité de la route impériale, le village de Francoz n'a alors que quelques maisons et moins dune centaine d'habitants, mais un relais de poste est implanté à l'entrée aval du hameau. Cet ensemble est composé d'écuries, de grenier à foin, de cours et de remises voûtées. Les diligences et relais sont toutefois bientôt supplantés par le chemin de fer qui atteint la gare de Saint-Michel-de-Maurienne en 1862. La correspondance avec Suse et Turin est assurée par les diligences jusqu'au 30 juin 1868 où la liaison France-Italie est achevée et la ligne ouverte au public sur toute sa longueur. La gare installée dans Francoz apporte au village un peu d'animation. Toutefois seul Francoz est quelque peu privilégié avec cette gare et le passage de la route impériale. Les communications entre les hameaux sont difficiles et se font par des chemins muletiers, le plus souvent pavés. De ce fait, jusque dans les années 1880, Orelle et ses villages semblent être figés dans une époque féodale. La route entre le chef-lieu et Francoz est finalement rendue carrossable en 1884, puis celle avec le Poucet en 1889 et celle accédant à la Fusine, au Noiray et à Champlan en 1893.

#### Usines électrochimiques de Prémont (1893-1970)

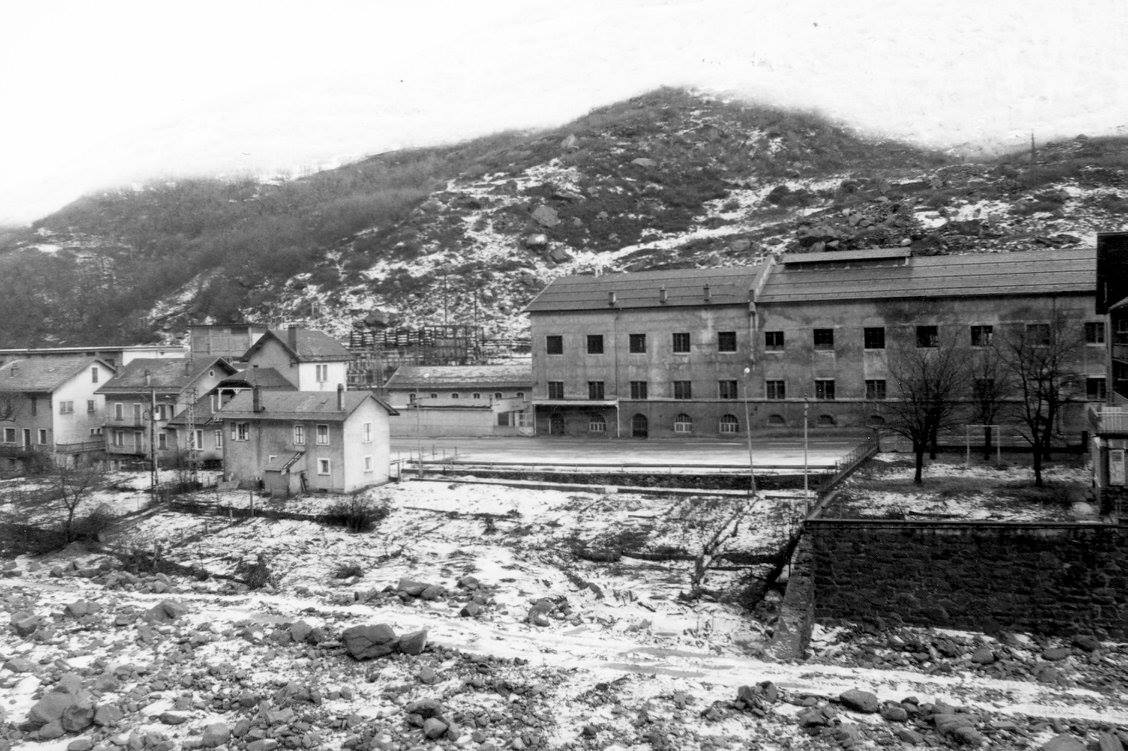
Les usines de Prémont.

En 1893, l'annonce puis la construction des usines électrochimiques de Prémont crée de l'emploi au sein de la commune : c'est la naissance de l'industrie à Orelle. Devenus paysans et ouvriers, les habitants travaillent à l'usine et ensuite ils vont dans les champs, les fermes et les étables,. Le site de Prémont (« Pré Aymon » dans un testament de 1550) est sélectionné car il permet d'atteindre en seulement 3 km un dénivelé de 70 m sur l'Arc. Les eaux sont amenées par un tunnel puis une conduite forcée de 2 mètres actionne alors une dynamo de 150 chevaux. Le déclin de l'usine, au début des années 1970, engendre une rapide baisse démographique dans la commune dont la population plonge à son plus bas niveau en 1991 : l'usine ferme définitivement ses portes à cette date, entrainant par la même occasion la fermeture de beaucoup de classes scolaires et de certains commerces.

#### Impacts des guerres

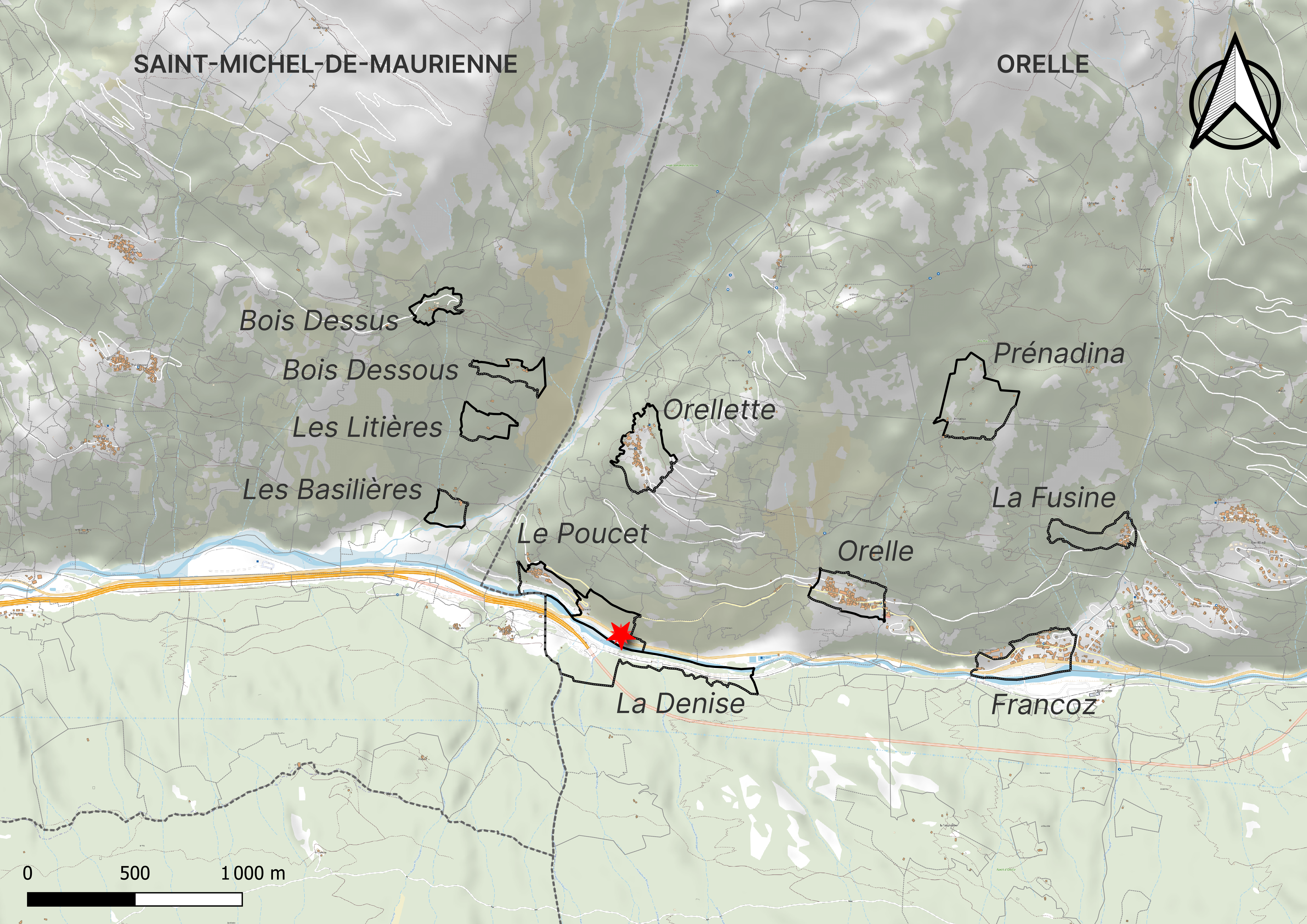
Carte des villages impliqués dans la libération d'Orelle en septembre 1944.

Le bilan de la Première Guerre mondiale est de 50 victimes orellinches au front ou à la suite de blessures diverses. Les noms de chaque homme sont reçus par l'abbé des paroisses et retranscrits sur une stèle commémorative. L'une se trouve sur l'église Saint-Maurice, l'autre sur l'église Sainte-Marguerite de Bonvillard. Lors de la Seconde Guerre mondiale, le bilan est de cinq morts sur le front franco-allemand. Les nazis pillent certaines chapelles de la commune (Saint-Bernard à la Bronsonnière), brûlent plusieurs maisons et traquent les résistants locaux,. La libération de la commune a lieu le 5 septembre 1944 et elle est célébrée chaque année à la stèle de la Denise,. L'artillerie française postée au fort du Télégraphe vise les troupes ennemies. Le fort envoie plusieurs rafales d'obus dans cette direction. Le jeudi 7 septembre, il n'y a plus d'Allemands à Orelle : ils se sont enfuis discrètement pendant la nuit. Le village est libéré,,.

#### Période industrielle avec la construction du barrage de Bissorte (1935-1960)
La construction du barrage de Bissorte, à 2 000 mètres d'altitude, constitue un tournant de l'histoire du village. Cet important ouvrage, disposant d'un réservoir de 40 millions de mètres cubes pour une conduite forcée de plus de 1 000 mètres de dénivelé, permet le développement d'une énergie très vite distribuée et exportée. Construit en pierres sèches de 1931 à 1935, le barrage devient très vite un pôle majeur de production hydroélectrique,,. La génération suivante profite de cette technologie pour s'affranchir de l'activité pastorale ; aujourd'hui, le complexe Super-Bissorte représente 75 % des revenus financiers communaux.

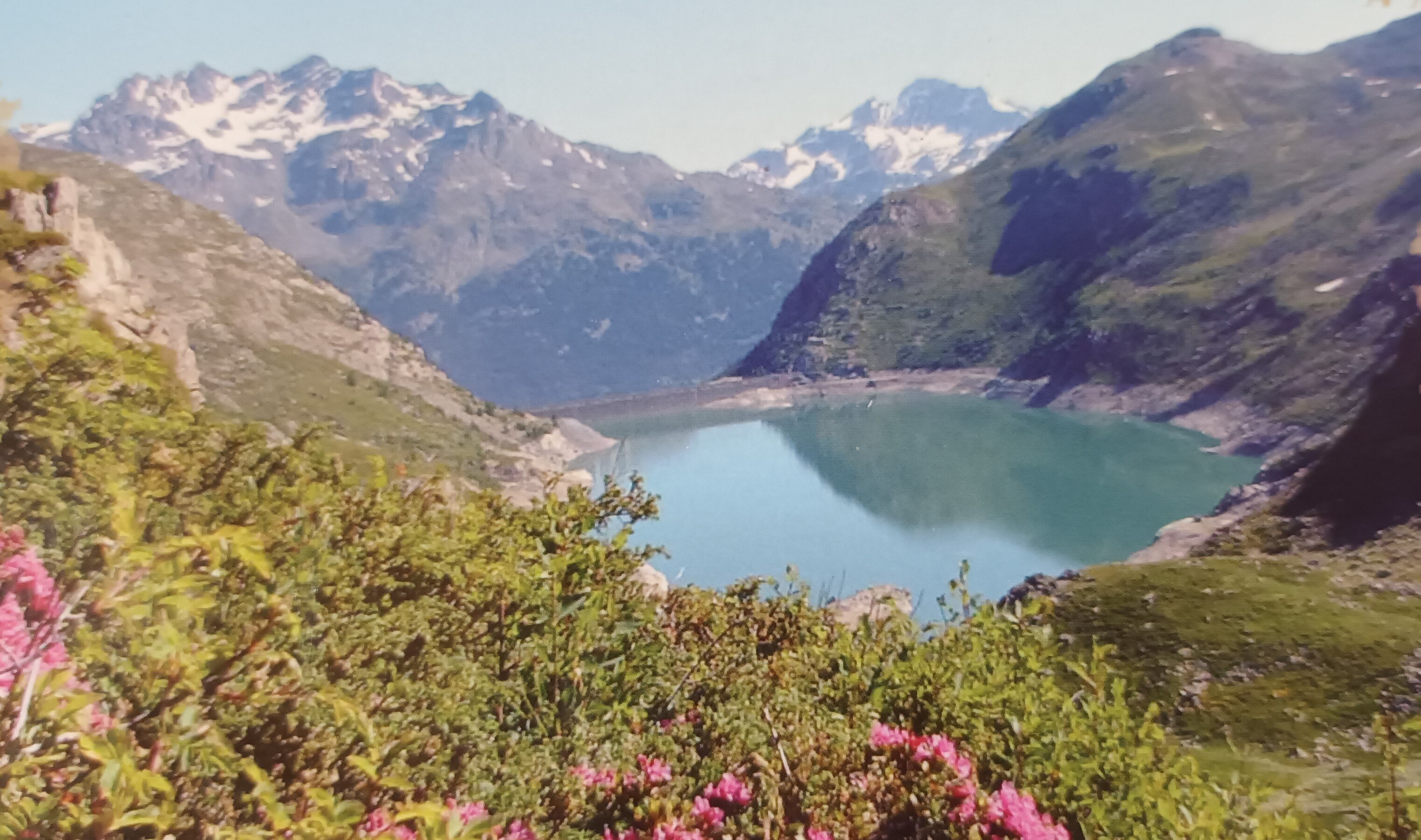
Lac de Bissorte à Orelle.
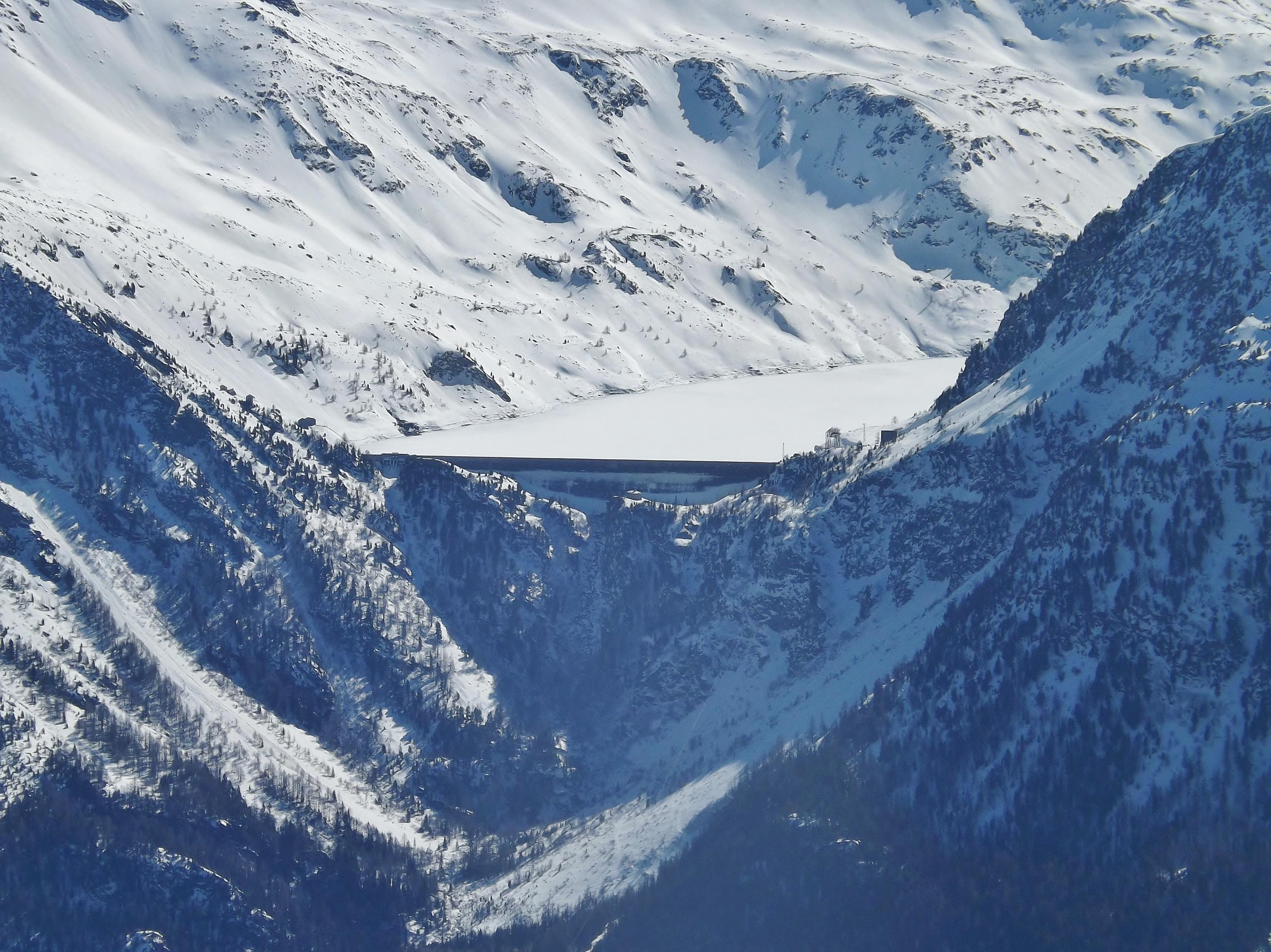
Barrage de Bissorte (hiver).
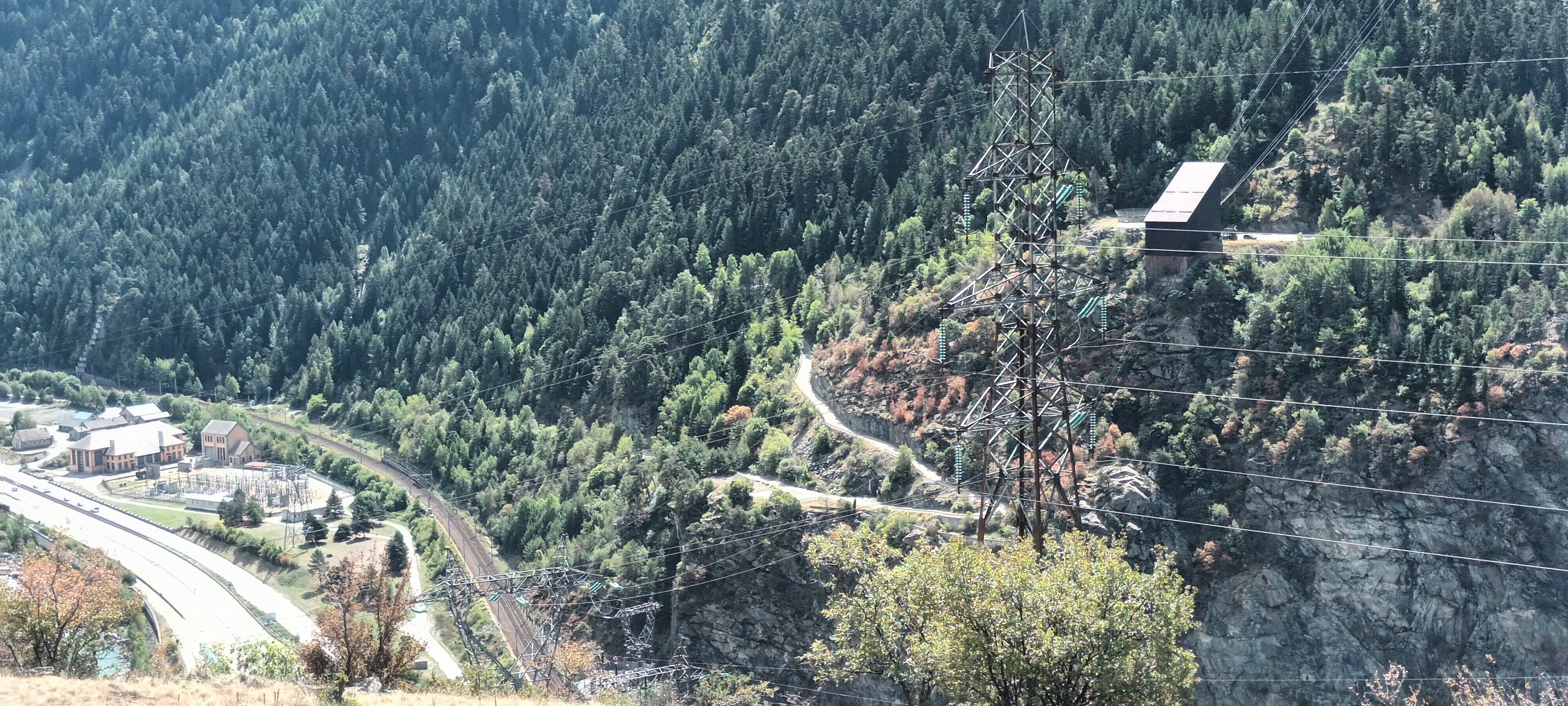
Centrale de transformation électrique EDF Super Bissorte et gare de départ du téléphérique.

#### Orientation touristique (depuis 1965)

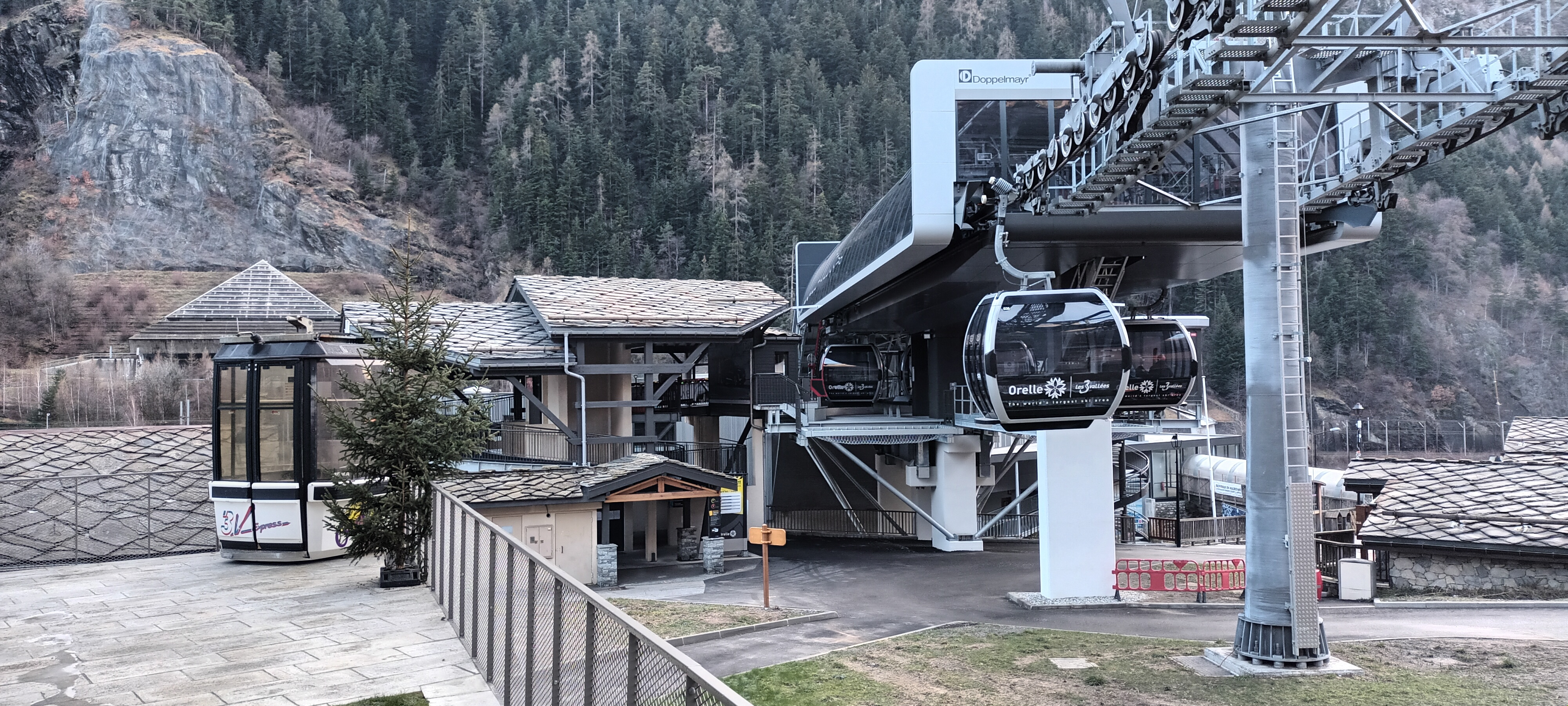
Vue de la télécabine d'Orelle à Francoz depuis l'office de tourisme.

L'activité économique s'oriente vers le tourisme, en lien avec le développement des sports d'hiver dans la vallée voisine des Belleville, à partir de la seconde moitié des années 1960. La commune entre d'abord au capital de la Société de développement touristique de la vallée des Belleville en 1965, puis dans celui de la SETAM (Société d'exploitation des téléphériques de Tarentaise Maurienne), en 1972. En 1989, le ski est possible sur le versant d'Orelle, mais accessible seulement depuis le domaine de Val Thorens, avec la création du télésiège de Rosaël. À partir de janvier 1996, l'accès peut se faire depuis le hameau de Francoz par la télécabine 3 Vallées Express, en 15 minutes,,. Des résidences 3 étoiles, qui comptent actuellement plus de 1 000 lits, sont construites,. En 2014, la « tyrolienne d'Orelle » est créée, : elle reçoit le titre de plus haute tyrolienne en altitude d'Europe avec l'Award de la meilleure « innovation transport » dans la catégorie sports d'hiver.
Une liaison trans-valléenne entre Orelle et Val Thorens voit le jour en décembre 2021 avec le remplacement de la télécabine 3 Vallées Express. La nouvelle télécabine d'Orelle a un débit deux fois supérieur (2 000 visiteurs par heure) avec une vitesse de 7 mètres par seconde. La télécabine d'Orelle-Caron est également créée entre Plan-Bouchet, centre de la station skiable d'Orelle, et la cime Caron,,,.

## Politique et administration

### Découpage territorial

#### Commune et intercommunalité

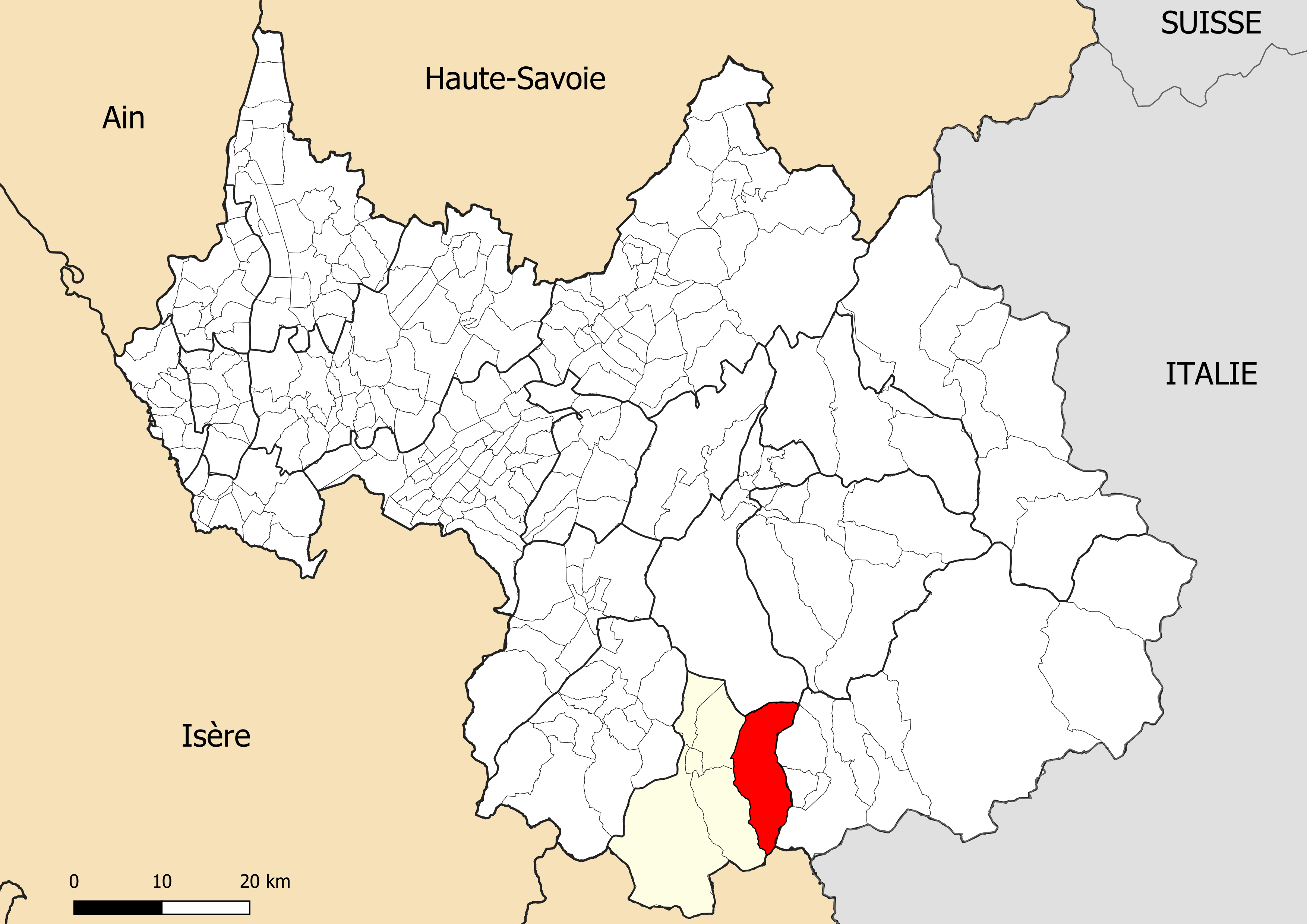
Localisation de la commune dans son intercommunalité.

Orelle fait partie de la région Auvergne-Rhône-Alpes et est intégrée au département de la Savoie. Ainsi, elle est une commune française seulement depuis le 14 juin 1860, date de son annexion à la France. Elle est rattachée à la préfecture de la Savoie, basée à Chambéry, et à la sous-préfecture de Saint-Jean-de-Maurienne. Elle est membre de la communauté de communes Maurienne-Galibier.

#### Circonscriptions électorales de rattachement
Pour les élections départementales, la commune fait partie du canton de Modane. Pour l'élection des députés, elle fait partie de la troisième circonscription de la Savoie.

### Administration municipale

#### Liste des maires d'Orelle
Entre l'annexion de la Savoie par la France en 1860 et 1995, 16 maires se sont succédé à Orelle.
| Période | Période  | Identité                       | Étiquette      | Qualité              |
| ------- | -------- | ------------------------------ | -------------- | -------------------- |
| 1860    | 1861     | Étienne Francoz                | Sans étiquette | Éleveur              |
| 1861    | 1861     | Philippe Blaix                 | Sans étiquette | Cavalier             |
| 1861    | 1864     | Joet Chrysotome                | Sans étiquette | Agriculteur          |
| 1864    | 1864     | Jean-François Guigaz           | Sans étiquette | Berger               |
| 1865    | 1874     | Philippe Blaix                 | Sans étiquette | Notaire              |
| 1874    | 1884     | François Francoz               | Sans étiquette | Éleveur              |
| 1884    | 1899     | Louis Vignoud                  | Sans étiquette | Viticulteur          |
| 1899    | 1900     | François Francoz & Charles Feu | Sans étiquette | Éleveur & Professeur |
| 1900    | 1904     | François Francoz & Étienne Feu | Sans étiquette | Éleveur & Médecin    |
| 1904    | 1925     | François Guigaz                | Sans étiquette | Agriculteur          |
| 1925    | 1929     | Jacques Bonin                  | Sans étiquette | Fromager             |
| 1929    | 1944     | Zéphirin Chinal                | Sans étiquette | Agriculteur          |
| 1944    | 1947     | Gaston Fontaine                | Sans étiquette | Ouvrier              |
| 1947    | 1989     | Donat Chinal                   | DVD            | Ingénieur            |
| 1989    | 1993     | Fernand Mouissat               | DVD            | Mécanicien           |
| 1993    | En cours | Aimé Perret                    | DVD            | Ouvrier (retraité)   |

#### Conseil municipal

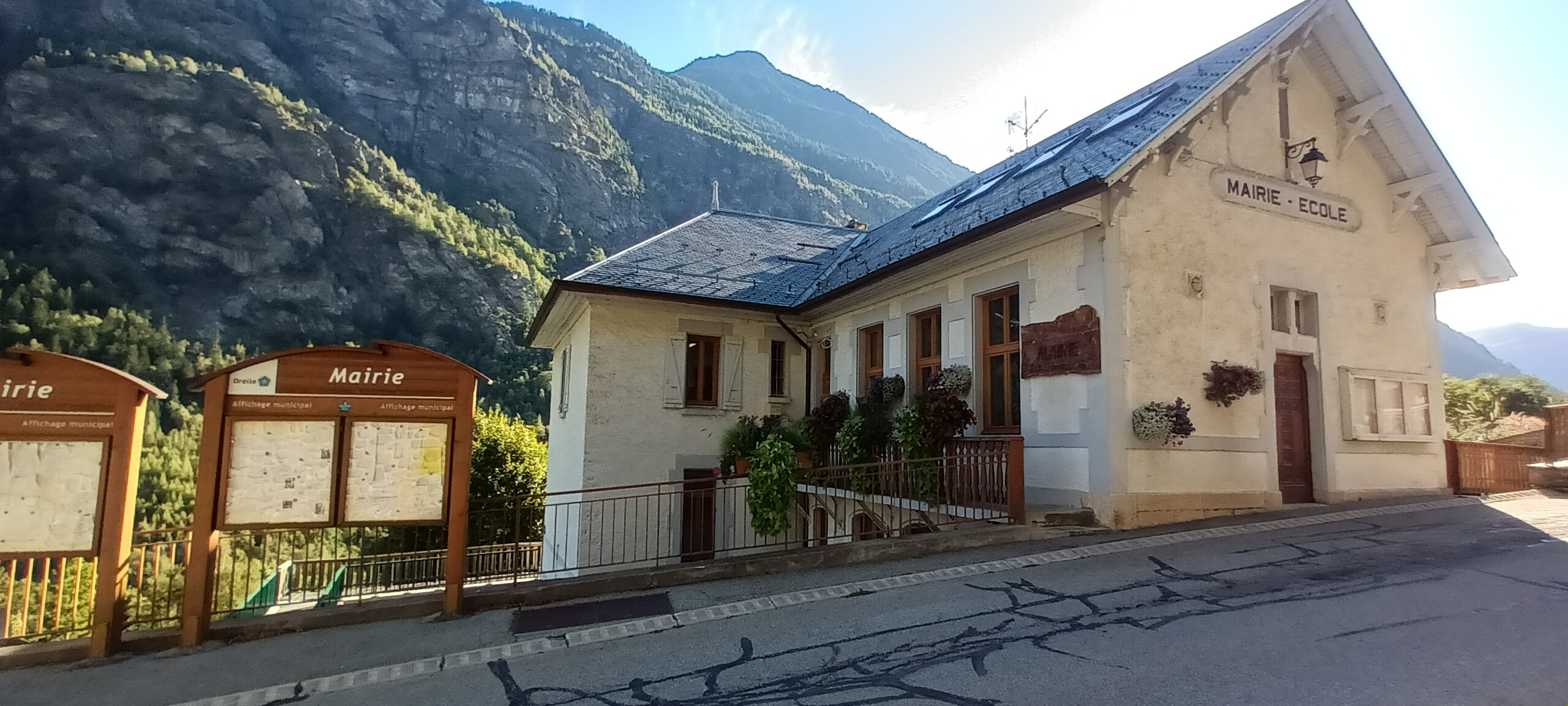
La mairie depuis la route d'Orelle.

Le conseil municipal d'Orelle compte onze élus (dix à compter de 2023 à la suite de la démission d'une élue). Le maire, Aimé Perret, est entouré de trois maires-adjoints (Noëlle Mazotta, Pierre Martinet et Daniel Gros de 2020 à 2023, et Corinne Vidal à compter de 2023 à la suite de la démission de Daniel Gros). Tous les membres du conseil municipal font partie de la liste municipale intitulée « Pour le développement d'Orelle ». La liste municipale intitulée « Vivre à Orelle » menée par Jérémy Deléglise n'obtient pas de siège au conseil municipal lors de l'élection de 2020,.

### Résultats électoraux

#### Élections municipales et communautaires
| Tête de liste | Tête de liste    | Suffrages | Pourcentage | CM | CC |
| ------------- | ---------------- | --------- | ----------- | -- | -- |
|               | Aimé Perret      | 150       | 64,05 %     | 11 | 2  |
|               | Jérémy Deléglise | 71        | 30,01 %     | 0  | 0  |

La commune ayant une population de moins de 1 000 habitants, les élections municipales se basent sur un scrutin majoritaire plurinominal à deux tours, avec panachage. Les candidats se présentent sur une liste mais sont élus individuellement. Depuis 1993, Aimé Perret mène la liste unique pour le conseil municipal d'Orelle. Lors de l'élection municipale de 2020, la liste « Pour le développement d'Orelle » est opposée à une deuxième liste « Vivre à Orelle ». Au premier tour, la liste menée par le maire sortant remporte 10 sièges ; au second, le dernier siège est remporté par la même liste. Le taux de participation de 74,21 % au premier tour chute à 40,38 % au second.
Le maire et la première adjointe siègent au conseil de la communauté de communes Maurienne-Galibier.

#### Autres élections
Aux élections départementales de 2015, le binôme constitué de Christian Grange et Rozenn Hars (Divers droite) est élu sur le canton de Modane avec 54 % des suffrages exprimés au 2e tour (63 % dans la commune). En 2021, le binôme de Nathalie Furbeyre et Christian Grange (BC-DVD) est élu avec 70 % des suffrages exprimés dans le canton (68 voix à Orelle, soit 69 % des suffrages dans la commune).

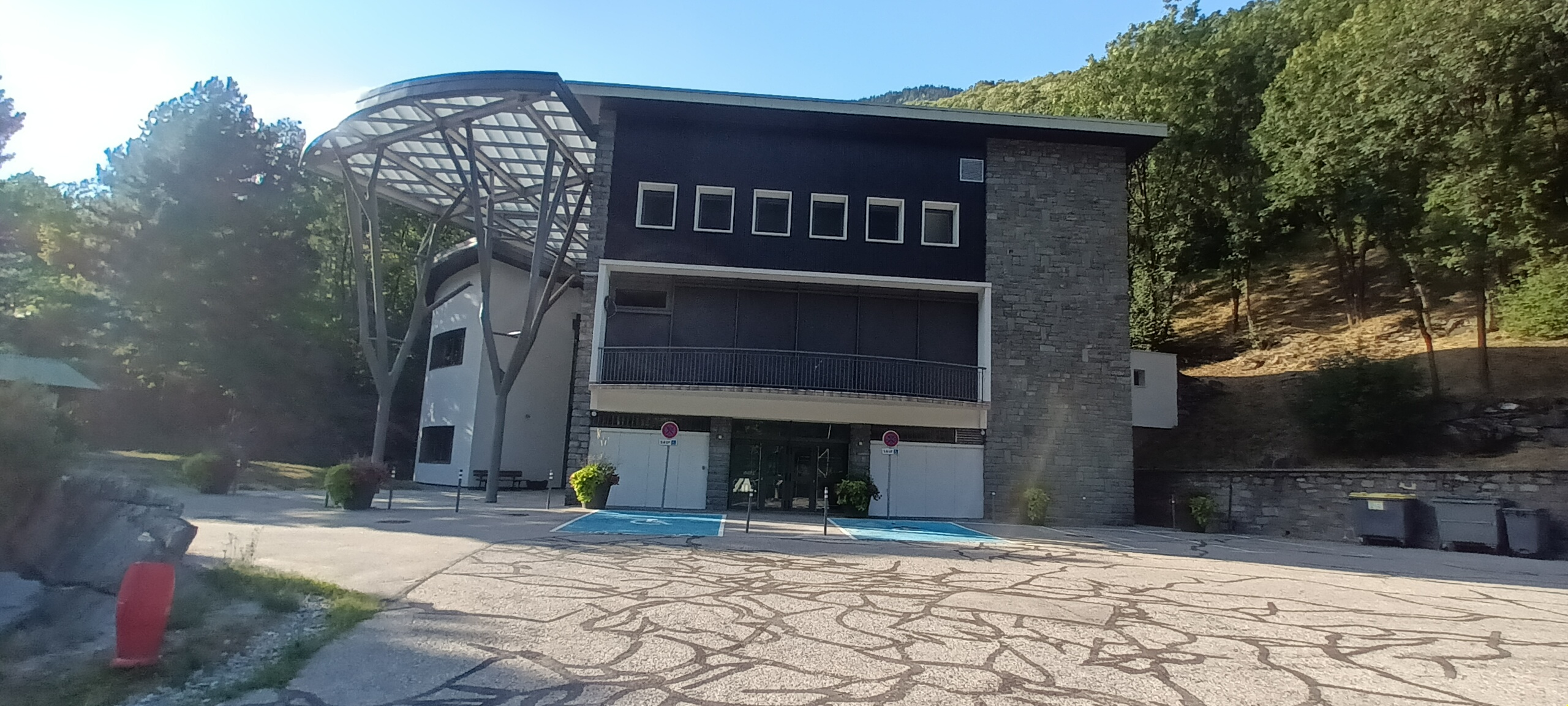
Le centre culturel d'Orelle où se déroulent les élections (150, route de Francoz).

Lors des élections régionales de 2021, Laurent Wauquiez (La Région avec toutes ses forces), élu à la tête de la région Auvergne-Rhône-Alpes avec 55 % des voix au second tour, obtient 62 % des suffrages à Orelle (63 voix). Fabienne Grébert (Liste d'union à gauche) en recueille 30 % (30 voix) et Andréa Kotarac (Rassemblement national) en obtient 8 % (8 voix).
Aux élections législatives de 2022, Émilie Bonnivard (Les Républicains), arrive en tête au premier tour à Orelle (37 %, 54 voix) devant Marie Dauchy (Rassemblement national) (25 %, 37 voix) et Nathalie Krawezynski (Nouvelle union populaire écologique et sociale) (20 %, 29 voix). Elle est élue au second tour avec 66 % des suffrages exprimés dans la troisième circonscription de la Savoie (23 149 voix), et 67,80 % dans la commune (80 voix),,.
Aux élections européennes de 2019, la liste du parti Renaissance arrive en tête à Orelle avec 29 % des voix, suivie par la liste du parti Rassemblement national qui obtient 27 % des voix (avec un taux de participation local de 45,40 %). Le Rassemblement national arrive en tête au niveau national.
À l'élection présidentielle de 2022, Marine Le Pen arrive en tête au premier tour à Orelle, avec 32 % des suffrages (71 voix) devant Emmanuel Macron (29 %, 64 voix) et Jean-Luc Mélenchon (17 %, 37 voix). Les autres candidats ont obtenu chacun moins de 6 %. Au second tour, Marine Le Pen recueille 52 % des voix. Le taux de participation s'élève à 73 % lors du second tour, un chiffre qui progresse de 2,7 points en comparaison de 2017,.
Aux élections européennes de 2024, le Rassemblement national arrive en tête du scrutin à Orelle avec 39,44 % des suffrages pour Jordan Bardella, devant la liste de Renaissance (15,49 %) et du Parti socialiste (9,86 %).
Lors du premier tour des élections législatives anticipées de 2024, Émilie Bonnivard (LR dissident) obtient 81 voix à Orelle (42,86 %) tandis que Marie Dauchy (RN) en reçoit 74 (39,15 %). Les deux autres listes d'extrême-gauche ne depassent pas les 17 %. Au second tour, Émilie Bonnivard reçoit 105 votes (57,07 %) et Marie Dauchy 79 (42,93 %).

### Finances locales
En 2021, le budget communal principal s'équilibre à 6 698 000 € dont 3 509 000 € en section de fonctionnement et 3 189 000 € en investissement. La part d'impôts locaux dans les produits de fonctionnement s'établit à 51,7 %, contre 39 % pour la strate de communes équivalente de 250  à   500 habitants appartenant à un groupement fiscalisé, avec des taux d'imposition fixés à 11,9 % pour la taxe d'habitation (14,6 % pour la strate), 27,6 % et 71,9 % pour la taxe foncière sur le bâti et le non-bâti (34 % et 28 % pour la strate). La commune d'Orelle faisant partie d'un établissement public de coopération intercommunale (EPCI) à fiscalité propre, la communauté de communes Maurienne-Galibier, son budget ne reflète toutefois qu'imparfaitement la réalité de la fiscalité locale en raison d'une part des transferts de dépenses de fonctionnement et d'investissement vers l'EPCI, et d'autre part de la perception par l'intercommunalité du produit de la fiscalité professionnelle (la contribution économique territoriale). Ainsi, diverses ressources fiscales sont prélevées au niveau communautaire, et de nombreuses dépenses sont également effectuées à ce niveau.
Par ailleurs, l'encours de la dette communale est relativement élevé, puisqu'il s'établit en 2021 à 2 368 €/habitant contre 619 €/habitant pour la strate, malgré une diminution significative puisqu'il est passé en 20 ans de 5 535 000 € en 2001 (15 549 €/habitant) à 824 000 € en 2021).

## Équipements et services publics

### Équipements publics

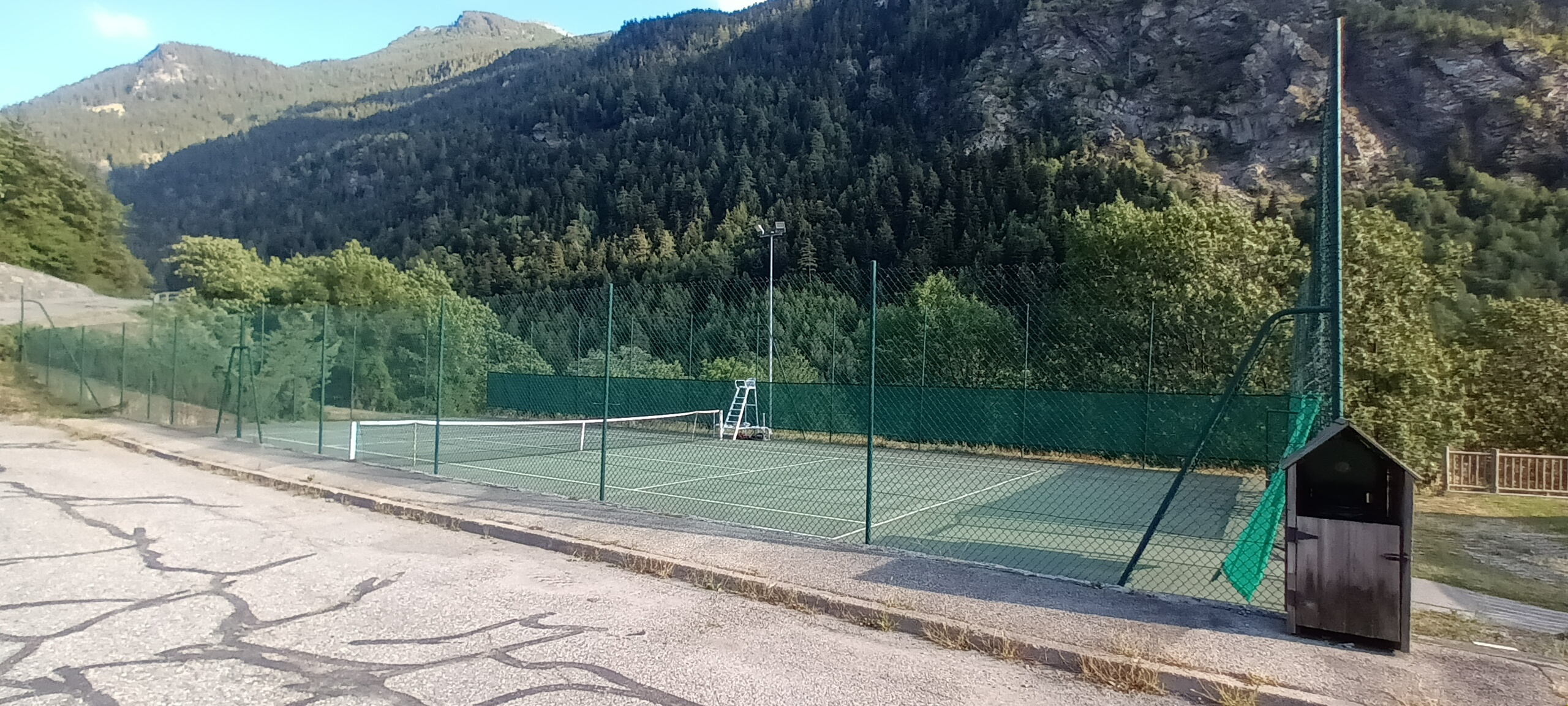
Le court de tennis d'Orelle.

Les principaux équipements publics disponibles dans la commune sont la mairie, une école primaire, une bibliothèque, un court de tennis, un centre culturel, un musée, un stade municipal (situés au chef-lieu), une agence postale et un office de tourisme (situés à Francoz).

### Gestion de l'eau
La gestion de l'eau potable est assurée en régie directe par la commune d'Orelle. Il n'y a pas de compteurs individuels ; la commune applique une tarification au forfait pour ses abonnés. Les 10 hameaux de la commune sont desservis en eau potable gravitairement à partir de neuf captages d'altitude et d'un forage, alimentant 8 réservoirs d'une capacité de 26 à 300 m3,.
L'assainissement collectif des eaux usées est assuré en régie directe par la commune. Tous les hameaux sont desservis par un réseau séparatif de collecte des eaux usées, dont les tronçons ont été créés ou mis en séparatif entre 1996 (Francoz) et 2013 (la Fusine). Les effluents de l'ensemble des autres hameaux s'écoulent, via le réseau séparatif, gravitairement jusqu'à la station d'épuration de Prémont. Mise en service en 2005, cette station est de type « filtre planté de roseaux ». Sa capacité est de 10 000 EH, soit 60 kg de DBO5/j et un débit maximal en entrée de 150 m3/j. Le chalet-refuge d'altitude de Plan-Bouchet dispose quant à lui d'une unité de traitement spécifique (bac à graisses avec décanteur-digesteur et filtre à sable) d'une capacité de 350 équivalent-habitants.
La compétence d'« assainissement non collectif » est communale. Seuls les chalets d'altitude ne sont pas concernés, mais des toilettes-sèches sont dispersées, sachant que la plupart ne sont occupés que quelques jours par an.

### Gestion des déchets
La collecte des ordures ménagères est de la compétence du Syndicat intercommunal de ramassage et de traitement des ordures ménagères de Maurienne (SIRTOMM), qui regroupe les 62 communes de la vallée. Il n'y a pas de collecte en porte-à-porte ; la collecte se fait sur des points de regroupement, collectés une fois par semaine, voire deux fois en période de forte affluence touristique. La collecte se fait de façon sélective, chaque point d'apport comprenant trois conteneurs. Les Orellins peuvent aussi accéder à la déchèterie des Glaires de Saint-Michel-de-Maurienne, à 1 km de la limite ouest des deux communes,.
Depuis 2010, le SIRTOMM a adhéré au syndicat mixte Savoie Déchets pour le traitement de ses ordures ménagères, syndicat mixte composé de 13 intercommunalités savoyardes qui exploite depuis 2010 l'unité de valorisation énergétique de Bissy dans l'agglomération de Chambéry et traite les déchets de près de 230 000 Savoyards. Les matériaux inertes sont quant à eux acceptés à la décharge communale des Gorges du Poucet. Celle-ci n'est pas autorisée ; elle est utilisée par la collectivité territoriale pour le transfert vers le centre de stockage des déchets inertes en vallée de Maurienne situé à Saint-Julien-Mont-Denis.

### Enseignement et petite enfance
La commune d'Orelle disposait autrefois d'une école dans six de ses hameaux : à Orelle (chef-lieu), Bonvillard, Orellette, le Noiray, le Poucet (puis en contrebas à la Denise) et Francoz,.
Le territoire de la commune dépend de l'académie de Grenoble, dans la zone A du calendrier scolaire. La commune dispose d'une école maternelle et primaire publique dans son chef-lieu qui regroupe 22 élèves pour l'année 2023-2024. L'ensemble des classes de petite section au CM2 y sont accueillies dans les deux classes de l'école. Une crèche collective, assurant également l'accueil périscolaire, se situe à Francoz.

### Santé et aide à la personne
L'établissement de santé le plus proche d'Orelle est la maison de santé pluridisciplinaire Ambroise Croizat, située à Saint-Michel-de-Maurienne. Il y a aussi une maison de santé à Modane et surtout le centre hospitalier de Saint-Jean-de-Maurienne.
À la mairie d'Orelle, certains jours de la semaine, un accompagnant France services est chargé de coordonner les actions en faveur des personnes âgées en ce qui concerne l'accès aux droits, l'aide à la constitution des demandes de prestations, les aides aux déplacements urbains ou encore la mise en place des plans d'alerte liés aux risques naturels et sanitaires. Ces services sont également délivrés par l'association Mosaïca à Saint-Michel-de-Maurienne, par l'association Aide à domicile en milieu rural (ADMR) de Saint-Michel-de-Maurienne et plus généralement par toutes les associations familiales permettant aux familles de trouver des réponses à leurs besoins (parentalité, formation, santé, consommation).

### Sécurité, justice
Orelle dépend de la brigade de gendarmerie de Modane. Sur le plan judiciaire, la commune dépend du tribunal judiciaire et du conseil de prud'hommes d'Albertville, du tribunal de commerce et du tribunal pour enfants de Chambéry, de la cour d'appel de Chambéry ainsi que du tribunal administratif de Grenoble et de la cour administrative d'appel de Lyon.

### Communication
Dans les dix villages de la commune, des panneaux informent les usagers : comptes rendus municipaux, informations civiques, activités associatives et culturelles. La mairie dispose d'un compte Illiwap, application permettant d'informer, d'alerter et d'impliquer les habitants par l'intermédiaire de leurs smartphones.

## Population et société

### Démographie

#### Gentilé
Les habitants d'Orelle sont appelés les Orellains,, et les habitantes sont appelées les Orellinches. À partir du XXIe siècle, on note un nouvel usage, Orellins, notamment dans le quotidien Le Dauphiné libéré ou dans les communications municipales,,.

#### Évolution démographique
L'évolution du nombre d'habitants est connue à travers les recensements de la population effectués dans la commune depuis 1793. Pour les communes de moins de 10 000 habitants, une enquête de recensement portant sur toute la population est réalisée tous les cinq ans, les populations de référence des années intermédiaires étant quant à elles estimées par interpolation ou extrapolation. Pour la commune, le premier recensement exhaustif entrant dans le cadre du nouveau dispositif a été réalisé en 2005.

En 2022, la commune comptait 321 habitants, en évolution de −8,81 % par rapport à 2016 (Savoie : +3,63 %, France hors Mayotte : +2,11 %).
| 1793 | 1800 | 1806  | 1822  | 1838  | 1848  | 1858  | 1861  | 1866  |
| ---- | ---- | ----- | ----- | ----- | ----- | ----- | ----- | ----- |
| 801  | 613  | 1 138 | 1 195 | 1 177 | 1 169 | 1 104 | 1 056 | 1 074 |

| 1872  | 1876  | 1881  | 1886  | 1891  | 1896  | 1901  | 1906  | 1911  |
| ----- | ----- | ----- | ----- | ----- | ----- | ----- | ----- | ----- |
| 1 041 | 1 063 | 1 055 | 1 068 | 1 022 | 1 061 | 1 104 | 1 136 | 1 247 |

| 1921  | 1926  | 1931  | 1936  | 1946 | 1954 | 1962 | 1968 | 1975 |
| ----- | ----- | ----- | ----- | ---- | ---- | ---- | ---- | ---- |
| 1 225 | 1 228 | 1 143 | 1 086 | 969  | 900  | 870  | 716  | 524  |

| 1982 | 1990 | 1999 | 2005 | 2006 | 2010 | 2015 | 2020 | 2022 |
| ---- | ---- | ---- | ---- | ---- | ---- | ---- | ---- | ---- |
| 351  | 324  | 353  | 394  | 404  | 365  | 352  | 317  | 321  |

L'évolution démographique de la commune reste stable des premières années de recensement jusque dans les années de fermeture des usines électrochimiques de Prémont (voir la section historique pour plus de détails). Dès les années 1930, avec une accélération dans les années 1970, la commune connaît un exode rural massif. La population est divisée par deux en une génération pour atteindre 524 habitants en 1975, puis à nouveau par deux pour atteindre 324 habitants en 1990. Au XXIe siècle, la population vieillit.

### Associations
La mairie recense 5 associations actives : une association de préservation du patrimoine (Orelle Patrimoine), trois associations sportives (ski-club d'Orelle, tennis-club d'Orelle, Boule d'Orelle) et une association culturelle (Amis du Noiray). Les autres associations sont dissoutes ou entièrement inactives.

### Sports et loisirs

#### Station de ski d'Orelle
La commune d'Orelle s'est dotée depuis 1996 d'une télécabine permettant, au départ du hameau de Francoz, d'accéder au domaine skiable des Trois Vallées en vingt minutes. Pour la saison hivernale 2021-2022, la télécabine est remplacée par une nouvelle infrastructure en lieu et place de la précédente, vieillissante et sous-dimensionnée au vu de la fréquentation, et complétée par une seconde télécabine permettant de gagner la cime Caron,,.
Le domaine skiable desservi est ouvert, selon l'enneignement, de fin novembre à début mai. Il comprend 600 km de pistes des Trois Vallées, ou 150 km de pistes sur la seule zone Orelle-Val Thorens. Les pistes de la station de ski d'Orelle sont : « Plan-Bouchet » (verte), « le Peyron », « Croix d'Antide », « les Gentianes », « BD Rosaël », « Lory » (bleues), « la Mauriennaise », « Coraïa », « le Bouchet » (rouges), « Combe de Rosaël » (noire),.

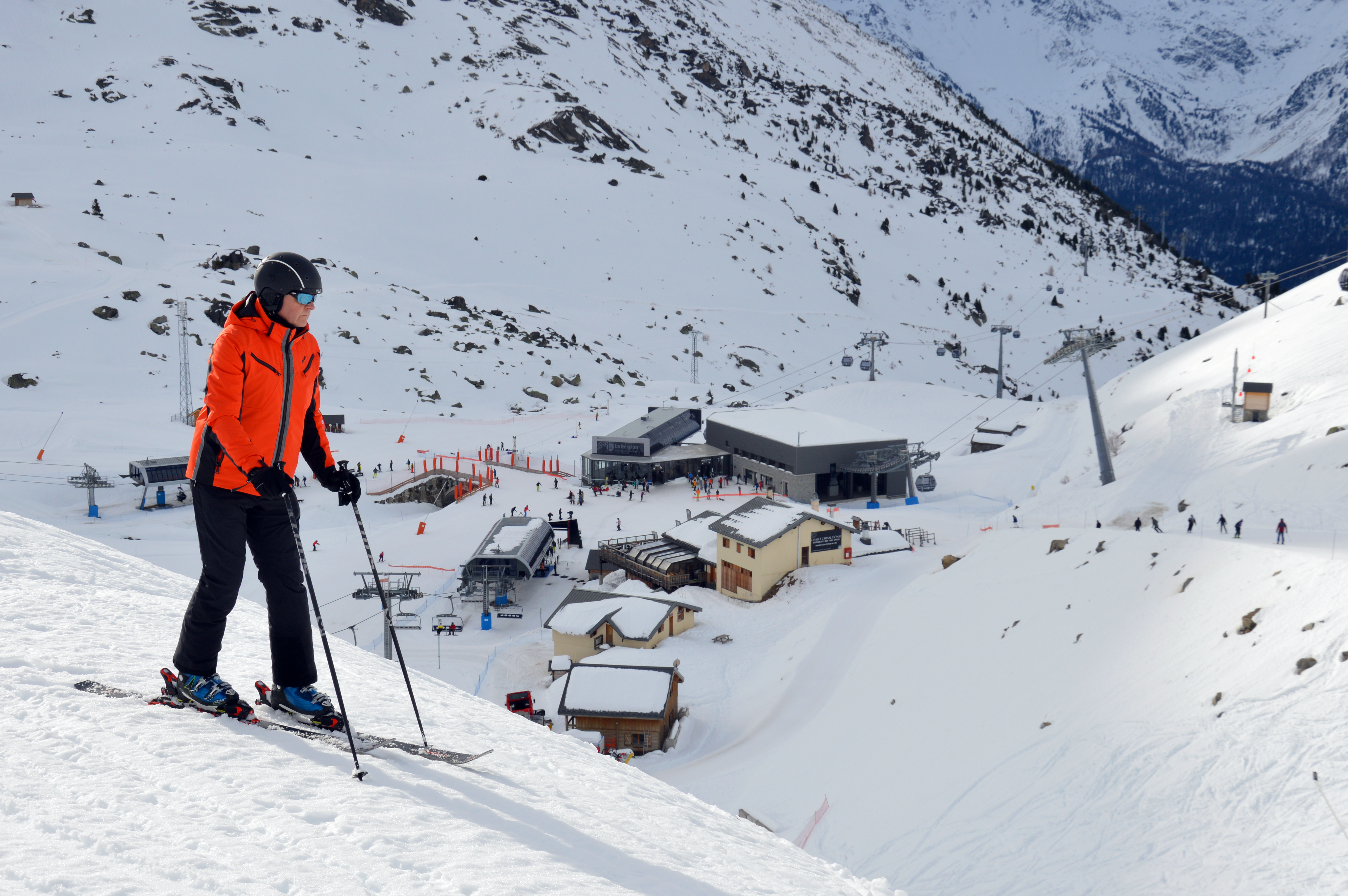
Plan-Bouchet, le centre de la station skiable.
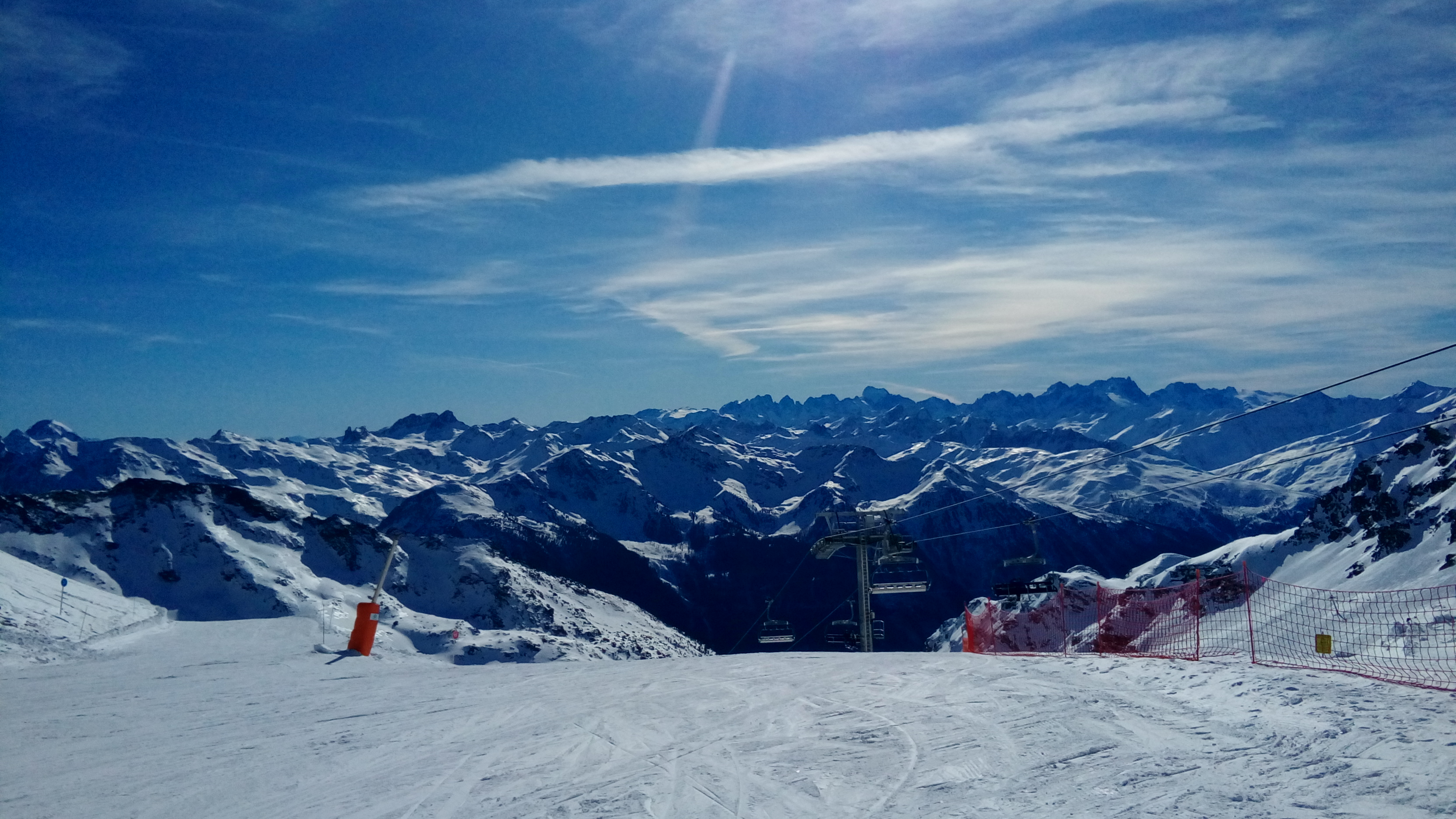
Pistes des Gentianes et de la Mauriennaise.

#### Activités estivales naturelles
En été, plusieurs activités sont praticables dans la commune, telles que le VTT, l'escalade, le cyclisme, le tennis, la randonnée, le parapente ou encore le canyoning. Cette commune mauriennaise bénéficie également de la marque « La Maurienne le plus grand domaine cyclable du monde », en raison de la plus forte concentration au monde de cols considérés comme mythiques.
La télécabine d'Orelle est ouverte tous les mardis pendant l'été et dessert la vaste zone alpine à partir de Plan-Bouchet. D'ici partent des centaines de randonnées balisées et rénovées, comme pour accéder au vallon du Bouchet, à la chapelle Notre-Dame-des-Anges, à la cime Caron, au col du Bouchet, ou encore aux lacs de la Grande Goye et du Loup.

#### Pratiques sportives
La mairie administre un terrain multisport au chef-lieu, un court de tennis, des terrains de pétanque, ainsi qu'un skatepark sous le camping municipal. En été, en pаrtеnаrіаt аvес l'Unіоn cyсlіstе de la Vаnоіsе, l'office de tourisme organise un kilomètre vertical de Francoz jusqu'à la chapelle de l'Arcelin pour les traileurs, et une montée sèche pour les cyclistes. À l'est du hameau du Crêt du Vlé, la falaise de Leschaux (ou Leschaud) est ouverte à la pratique de l'escalade depuis 2014. Elle est située à 1 200 mètres d'altitude et dessert une trentaine de voies de niveaux très divers (8 à 25 m de hauteur),,.

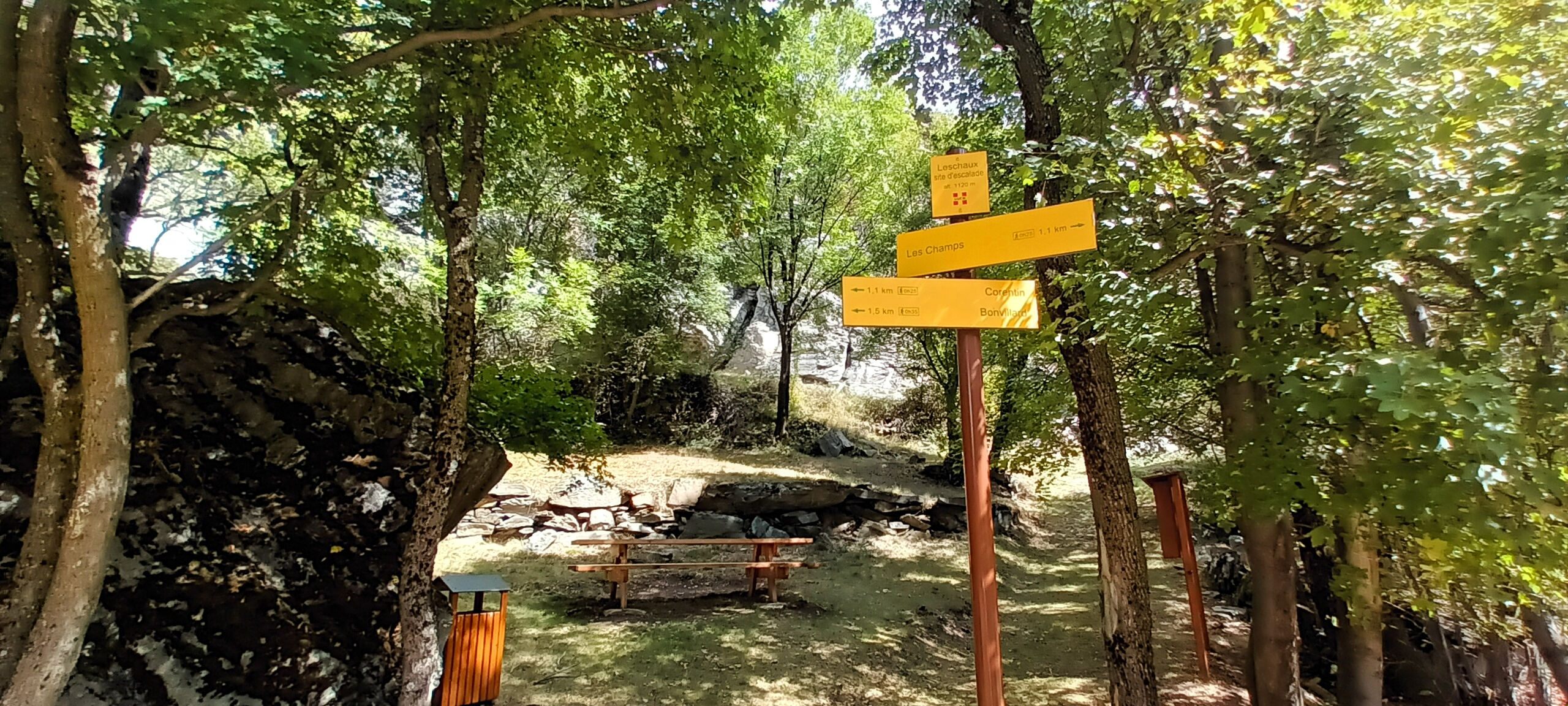
Entrée du site d'escalade.
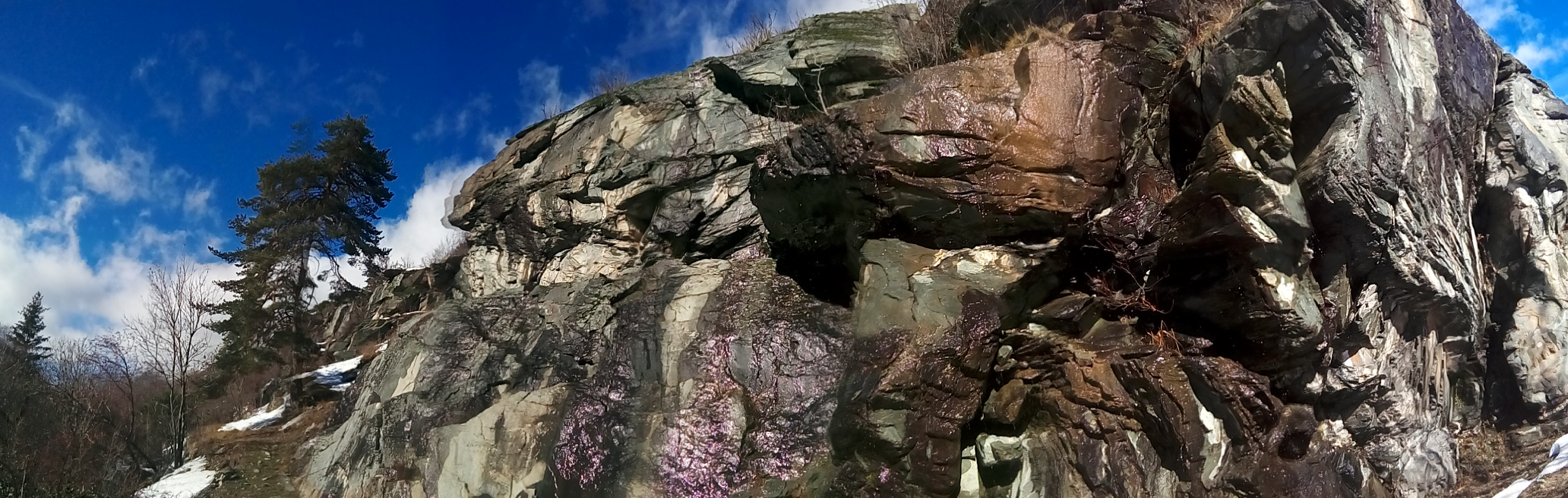
Falaise de Leschaux.
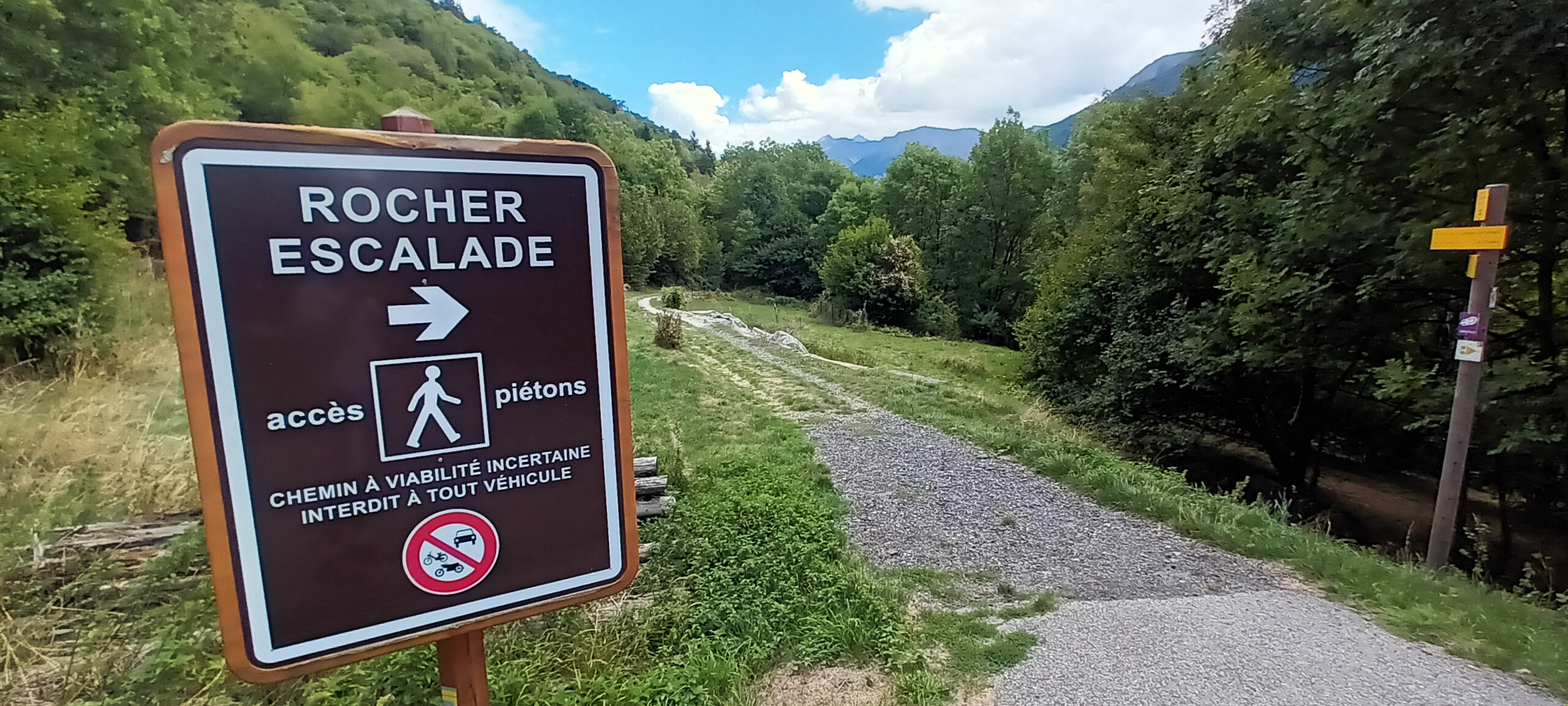
Départ de la piste de Corentin menant à Leschaux.

### Médias
De nombreux médias coexistent en Savoie et les journaux lus à Orelle sont notamment Le Dauphiné libéré et La Maurienne.

### Cultes
Le territoire de la commune dépend de la paroisse catholique Saint-Michel-en-Maurienne, l'une des cinq paroisses du diocèse de Maurienne, lui-même l'un des trois diocèses de l'archidiocèse de Chambéry, Maurienne et Tarentaise. Cette paroisse comprend deux lieux de culte à Orelle : l'église Saint-Maurice et l'église Sainte-Marguerite.

### Jumelages
La commune d'Orelle est jumelée avec Condoue ( Italie) depuis 1988 et Zsàmbosk ( Hongrie) depuis 2002,.

## Économie

### Revenus de la population et fiscalité
En 2020, le revenu médian disponible par ménage est de 24 340 € à Orelle avec 132 ménages fiscaux rassemblant 281 personnes dans la commune savoyarde. C'est donc le revenu qui est le plus élevé parmi les communes de l'intercommunalité Maurienne-Galibier.

### Emploi et activité
En 2015, la commune comptait, en saison hivernale, une centaine d'emplois, liés pour l'essentiel à l'activité touristique : téléphériques, restaurant d'altitude, magasin de sport, bars, etc. La municipalité d'Orelle est également un employeur important, avec 17 permanents (services techniques, administratifs, garderie et péri-scolaire), auxquels viennent s'ajouter 6 à 7 étudiants pendant l'été.
En 2020, Orelle bénéficie d'un taux d'emploi assez élevé pour une commune rurale, avec plus d'une centaine d'emplois (148 selon l'Insee) pour une population active de 156 personnes, soit un taux d'emploi de 78,7 %. Un tiers des actifs orellins travaillent dans la commune (33,1 % en 2020), un tiers dans les communes voisines et à Saint-Jean-de-Maurienne, un autre tiers ailleurs sur le territoire, parfois en dehors du département de la Savoie,.

### Entreprises et commerces

#### Services

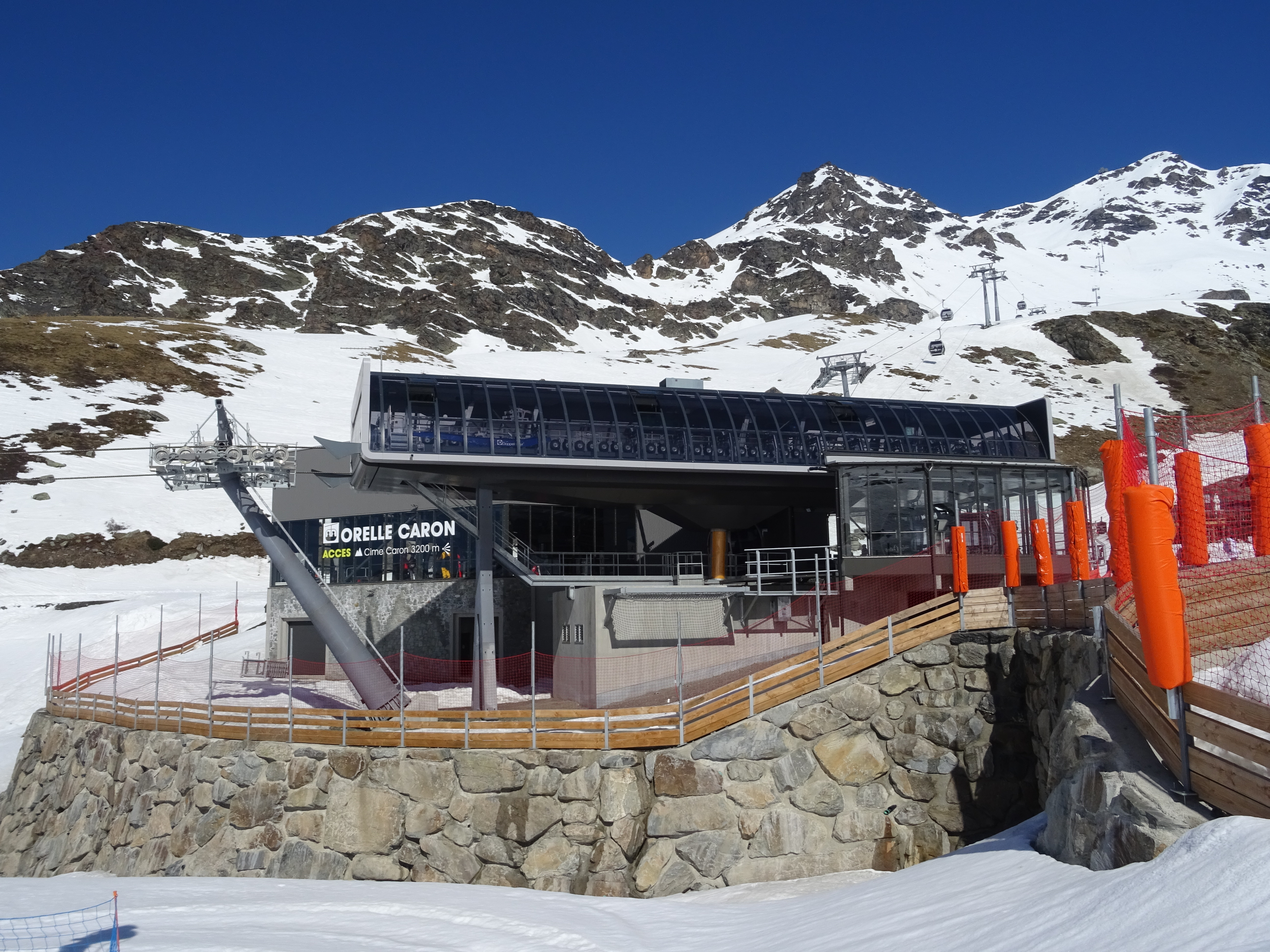
La Stor emploie un effectif important de personnel avec ses remontées mécaniques.

L'économie productive est quasiment inexistante à Orelle et seules les activités agricoles peuvent être assimilées à ce domaine, comme la brasserie d'Orelle-Caron, une fabrique artisanale de bière créée en 2020. Ce sont les services qui portent l'activité à Orelle, et notamment les services liés à l'activité touristique, avec en particulier la Société des téléphériques d'Orelle (Stor), présentant un chiffre d'affaires de 11,4 millions d'euros en 2022,,,. On trouve également quelques commerces, dont une épicerie au hameau des Eaux d'Orelle et un bar à Francoz. Les autres commerces ne sont ouverts qu'en saison hivernale (un magasin de sport, un snack-bar à Francoz ou encore un restaurant à Plan-Bouchet).

#### Agriculture et élevage
Si dans le passé la vigne a pu être exploitée dans la localité, limite maximale de sa culture en Maurienne, le recensement général agricole de 2020 ne recense désormais aucune exploitation ayant son siège à Orelle (il y en avait 1 en 2010 et 3 en 1988) ; la culture viticole y est devenue villageoise.
D'après l'enquête pastorale pour 2012-2014, la commune comprend deux unités pastorales : Orellette (249 ha) et le fond de Bissorte (780 ha). Ces alpages sont sous la responsabilité du groupement pastoral des Bataillères depuis 2000, et exploités par le GAEC du Plan de la Vie. Le foncier est pour partie privé et pour partie communal, et les exploitants bénéficient d'une convention pluriannuelle de pâturage. 1 200 ovins pâturent dans la commune chaque été, et les troupeaux passent l'hiver à Arles. Il n'y a pas d'activité annexe sur ces alpages (ni transformation, ni accueil touristique) et il n'y a ni caprin, ni bovin,.
Outre l'appellation d'origine protégée (AOP) Beaufort, la commune d'Orelle appartient aux aires de production des indications géographiques protégées (IGP) avec la production d'emmental de Savoie, emmental français est-central, gruyère, raclette de Savoie, pommes et poires de Savoie, tomme de Savoie. Le lien au terroir des AOP et IGP laitières présentes dans la commune repose en grande partie sur l'origine locale de l'alimentation des animaux. Il est donc essentiel pour la commune de préserver les prés de fauche et les pâtures.

### Industrie
La commune d'Orelle a été fortement marquée par la révolution de la houille blanche, qui s'est déroulée en quatre étapes. Dès 1893, la forte pente de l'Arc dans ce secteur a déterminé Henry Gall, fondateur de la Société d'électrochimie, à implanter au lieu-dit de Prémont, sous une chute de 72 mètres, un établissement industriel. La production de chlorates, selon le procédé d'électrolyse aqueuse de son invention, y devint au fil des années de plus en plus exclusive. 320 ouvriers y trouvaient un emploi en 1939,. Son déclin progressif, dû à la concurrence scandinave, jusqu'à sa fermeture en novembre 1991, explique le fort recul démographique de la commune.
Les autres aménagements hydroélectriques réalisés sur le territoire de la commune n'ont guère été générateurs d'emplois, qu'il s'agisse de la construction du barrage de Bissorte en rive gauche, dans une auge glaciaire suspendue, ou de la centrale Super Bissorte EDF associée, en fond de vallée sous une chute de 1 160 mètres, opérationnelle en 1938. De même, lorsque EDF a entrepris le réaménagement hydroélectrique du cours de l'Arc moyen par trois nouvelles centrales, entre Modane et Saint-Jean-de-Maurienne au début des années 1970, c'est sur le territoire de la commune qu'a été construit, le plus en amont, le barrage d'Orelle, au lieu-dit du pont des Chèvres, avec sa centrale, fonctionnant au fil de l'eau. Cette retenue forme l'élément inférieur de la STEP (station de transfert d'énergie par pompage) mise en service en 1986-87, le lac de Bissorte formant l'élément supérieur.

### Tourisme

#### Installations touristiques
En 2023, la commune possède un terrain de camping d'une capacité de 14 emplacements, une résidence de tourisme d'une capacité de 467 lits. En 2014, la capacité d'accueil de la station, estimée par l'organisme Savoie Mont Blanc, était de 1 764 lits touristiques répartis dans 215 établissements. La commune ne possède pas le label officiel « station classée de tourisme ».
En 2014, elle reçoit le prix Best Transport Innovation, à l'occasion de la cérémonie des Worlds Snow Awards, grâce à l'installation de La Tyrolienne, la plus haute du monde. Celle-ci part de 3 230 m, juste sous la pointe du Bouchet, et arrive au col du Bouchet (3 000 m).
Les installations de remontées mécaniques génèrent des taxes qui reviennent à la municipalité mais également des retombées économiques diverses avec l'artisanat et le commerce.

#### Sentiers touristiques
La commune entretient plusieurs sentiers qui donnent accès à des sites d'intérêt patrimonial divers. Des chemins balisés desservent les chapelles et les églises, les sites archéologiques comme les pierres à cupules, les sommets montagneux ou encore les anciennes villages d'altitude. Ces sentiers prennent la forme de parcours de découverte, de chemins ludiques ou encore de circuits d'entraînement sportif (sentiers VTT).

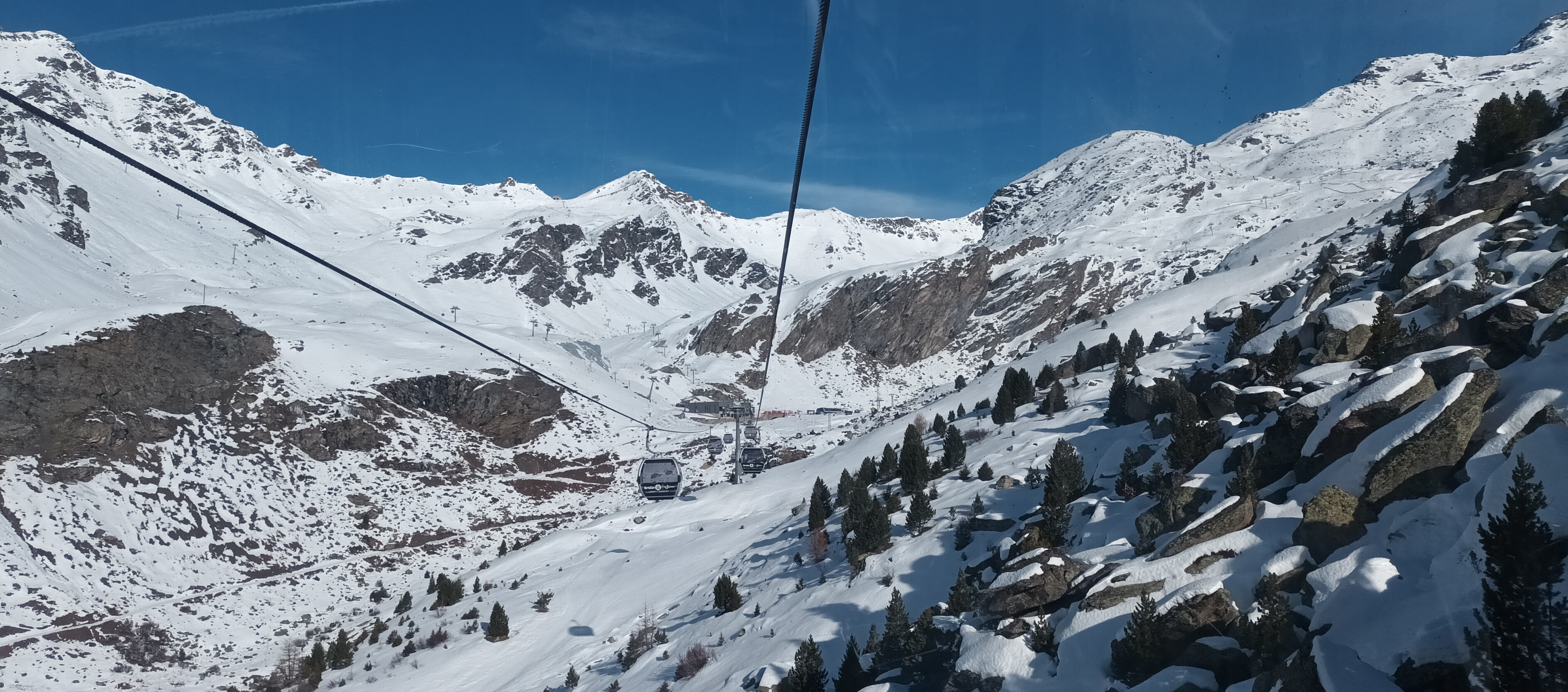
Vue de Plan-Bouchet depuis la télécabine d'Orelle.
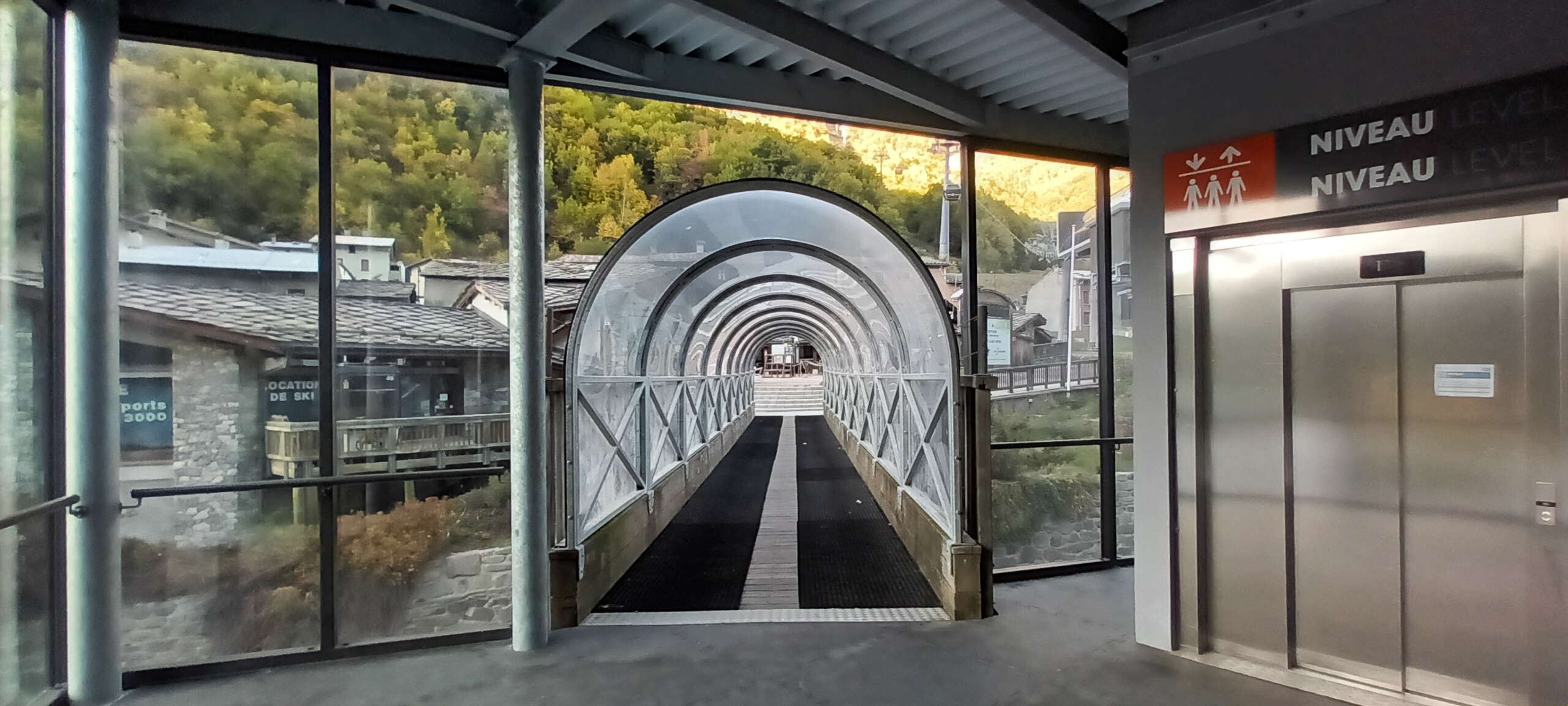
Passerelle de Francoz.
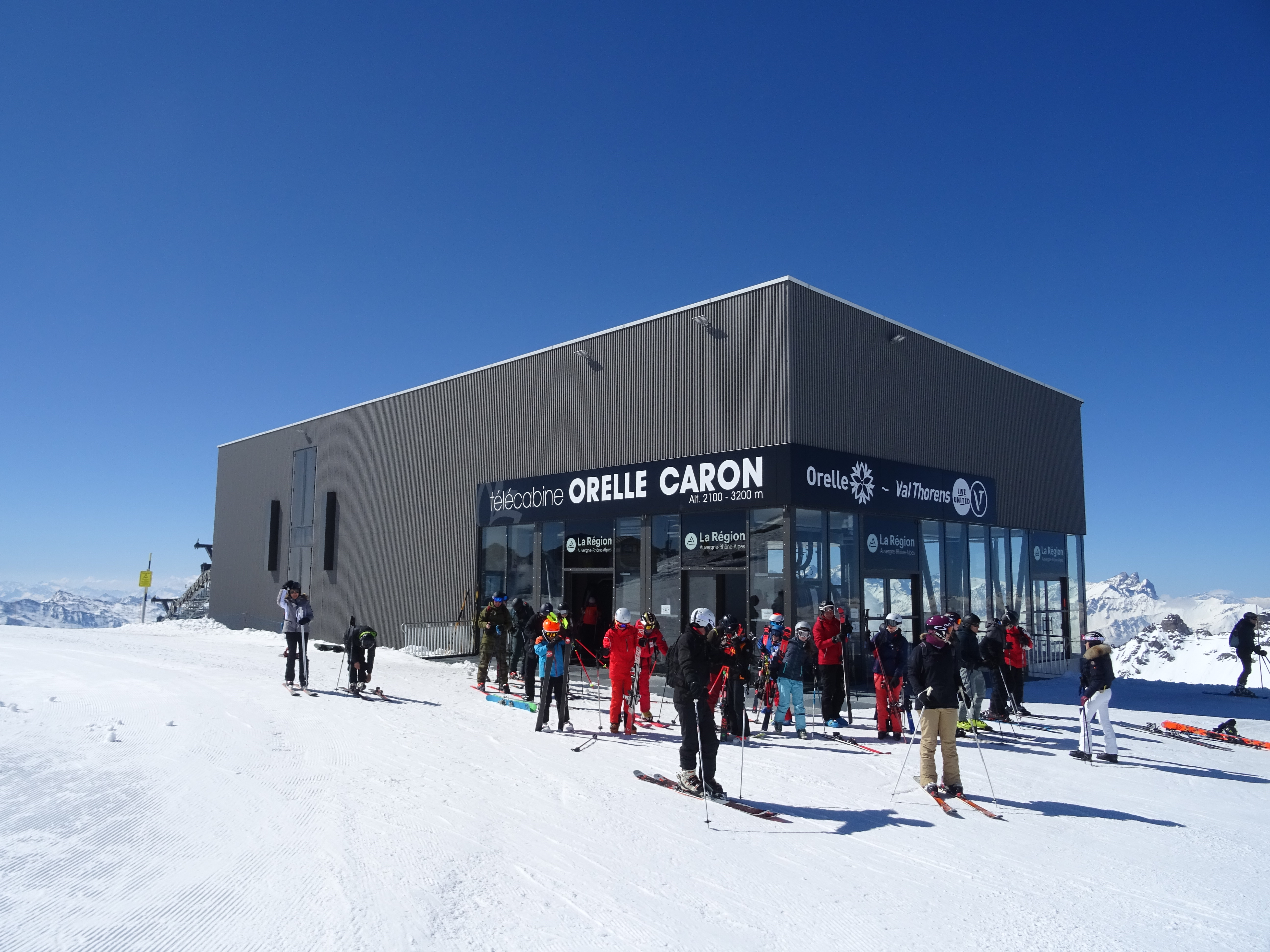
Gare d'arrivée de la télécabine d'Orelle-Caron.

## Culture locale et patrimoine

### Traditions: fêtes patronales, symboles et folklore
La fête de la commune est le 22 septembre, correspondant à la saint Maurice d'Agaune. Le 10 mai est également célébré saint Aurélien de Limoges. La Gentiane printanière est le symbole de la commune. Cette plante fait partie de la flore locale et elle figure notamment sur son logo. Les Traina Patin est un groupe folklorique savoyard d'Orelle, constitué en janvier 1987, présidé par Aimé Traversaz.

### Patrimoine religieux

#### Églises
L'église Saint-Maurice est bâtie vers 1430, en remplacement de l'église médiévale Saint-Aurelle, avec un chœur gothique et des éléments baroques.
L'église Sainte-Marguerite est dans le village de Bonvillard. Après la construction de l'église du chef-lieu, les habitants de Bonvillard ont du mal à y accéder, surtout en hiver,. C'est la raison pour laquelle l'église Sainte-Marguerite voit le jour en 1661, à l'emplacement actuel,,. L'église est agrandie à partir de 1876 et les travaux sont achevés en mai 1878.

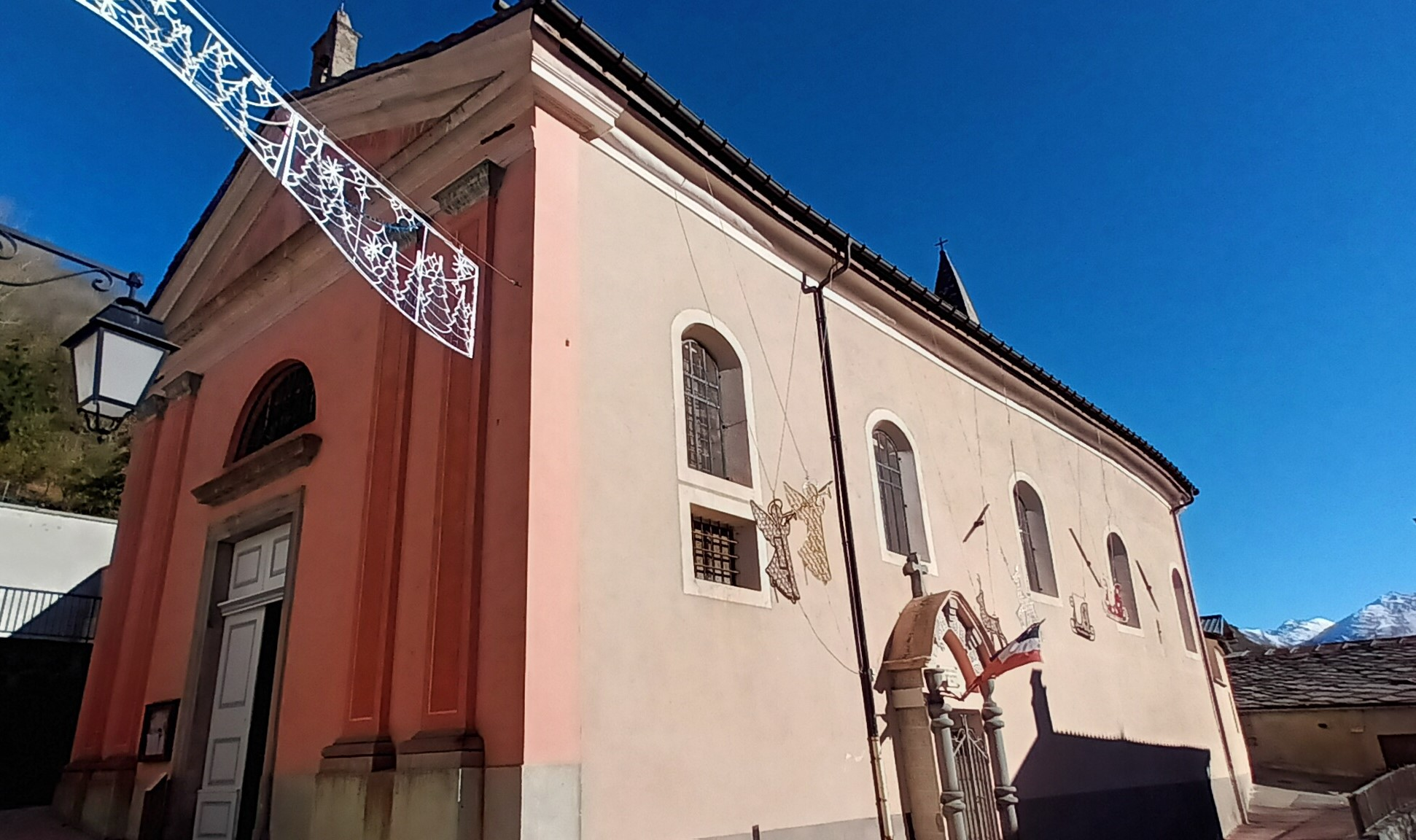
Église Saint-Maurice.
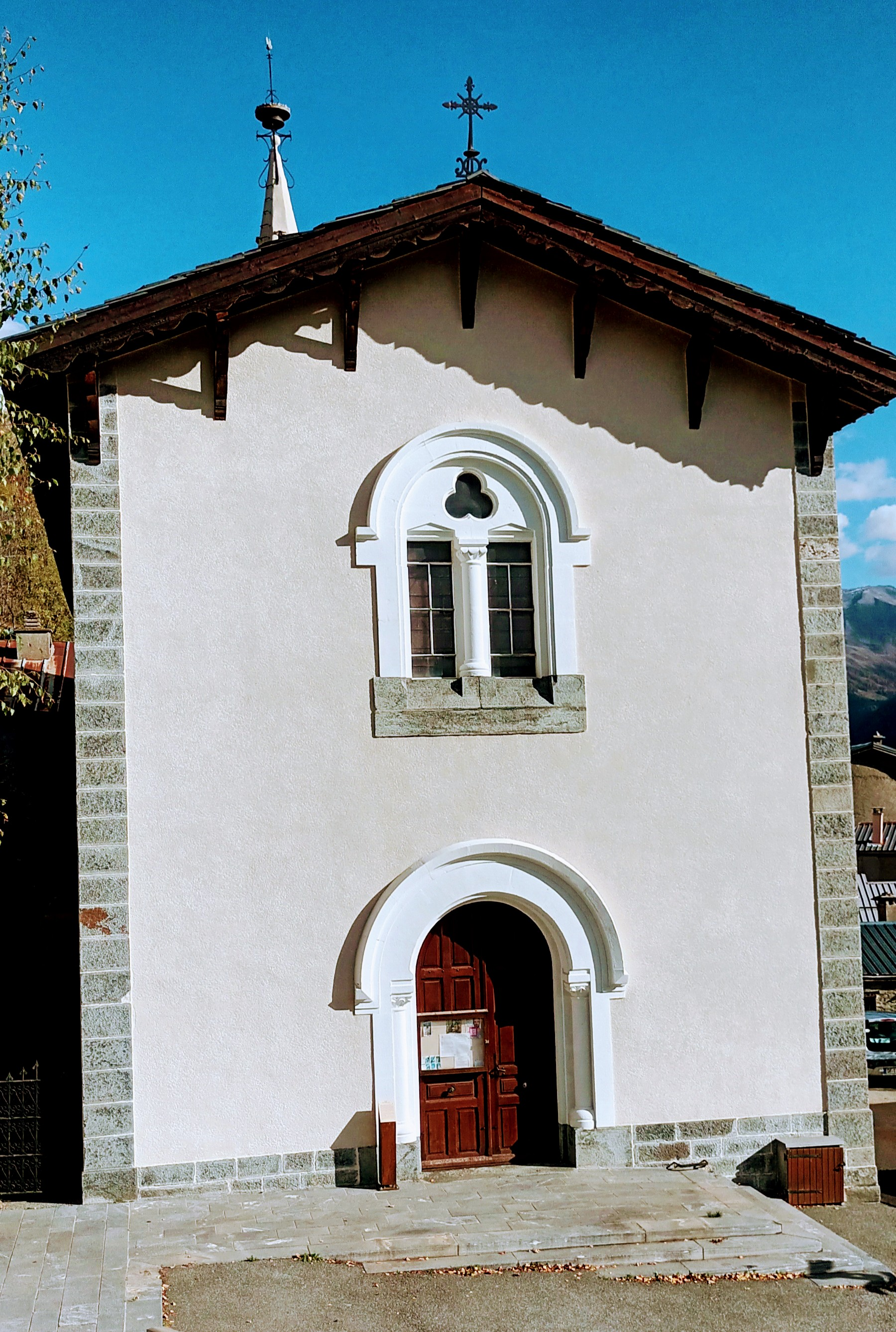
Église Sainte-Marguerite.
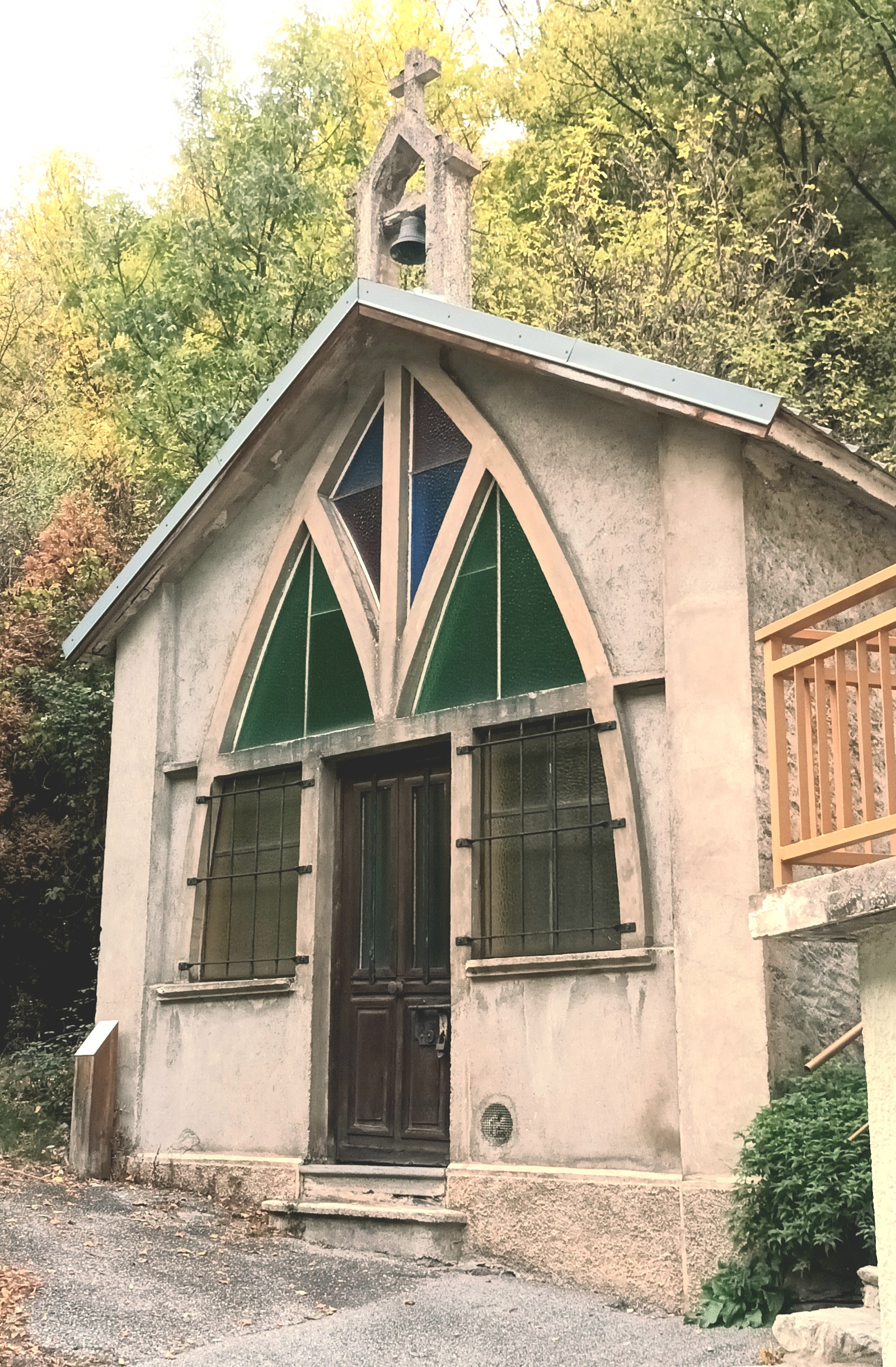
Chapelle Saint-Jacques.
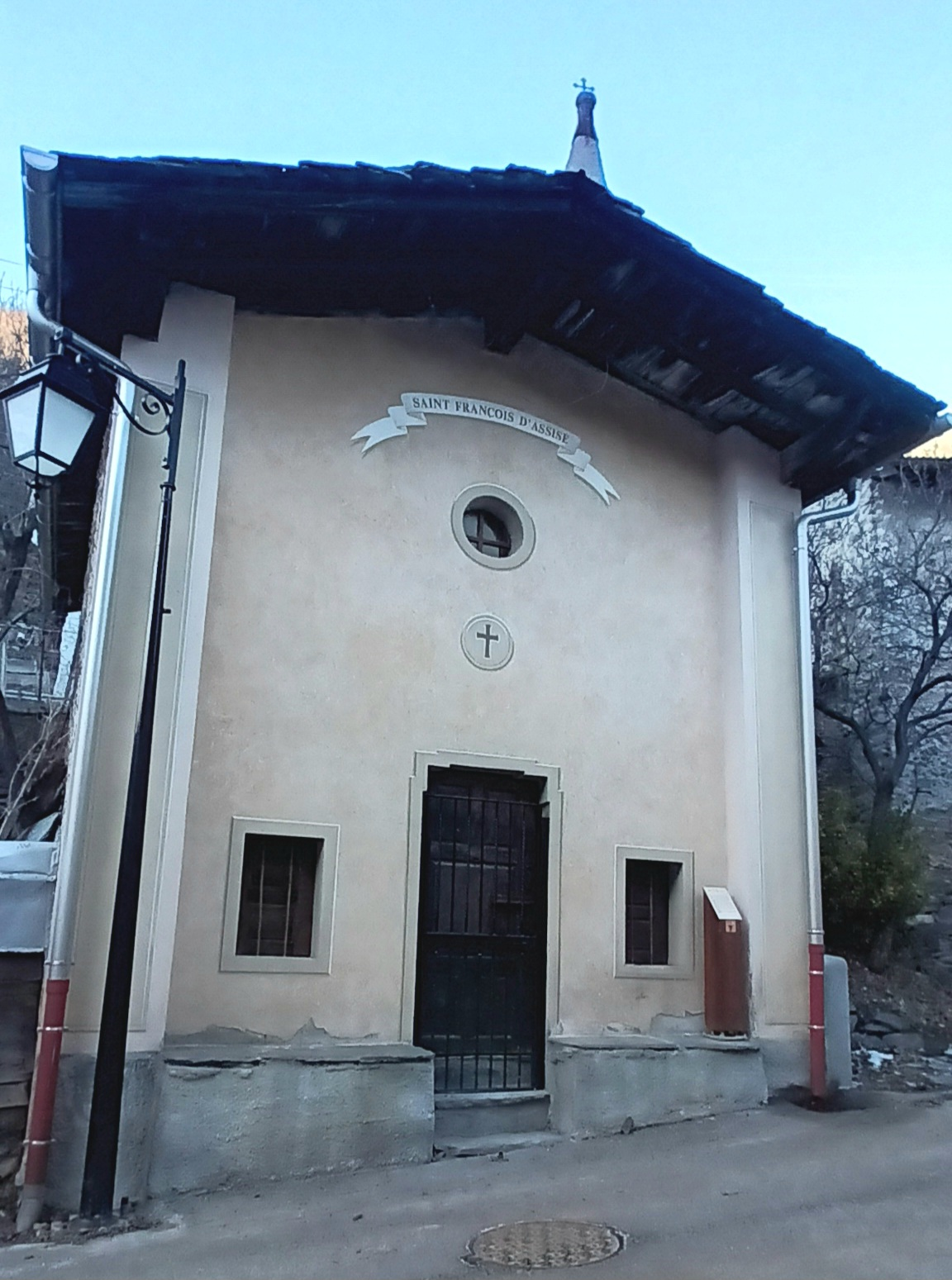
Chapelle Saint-François-d'Assise à la Fusine.
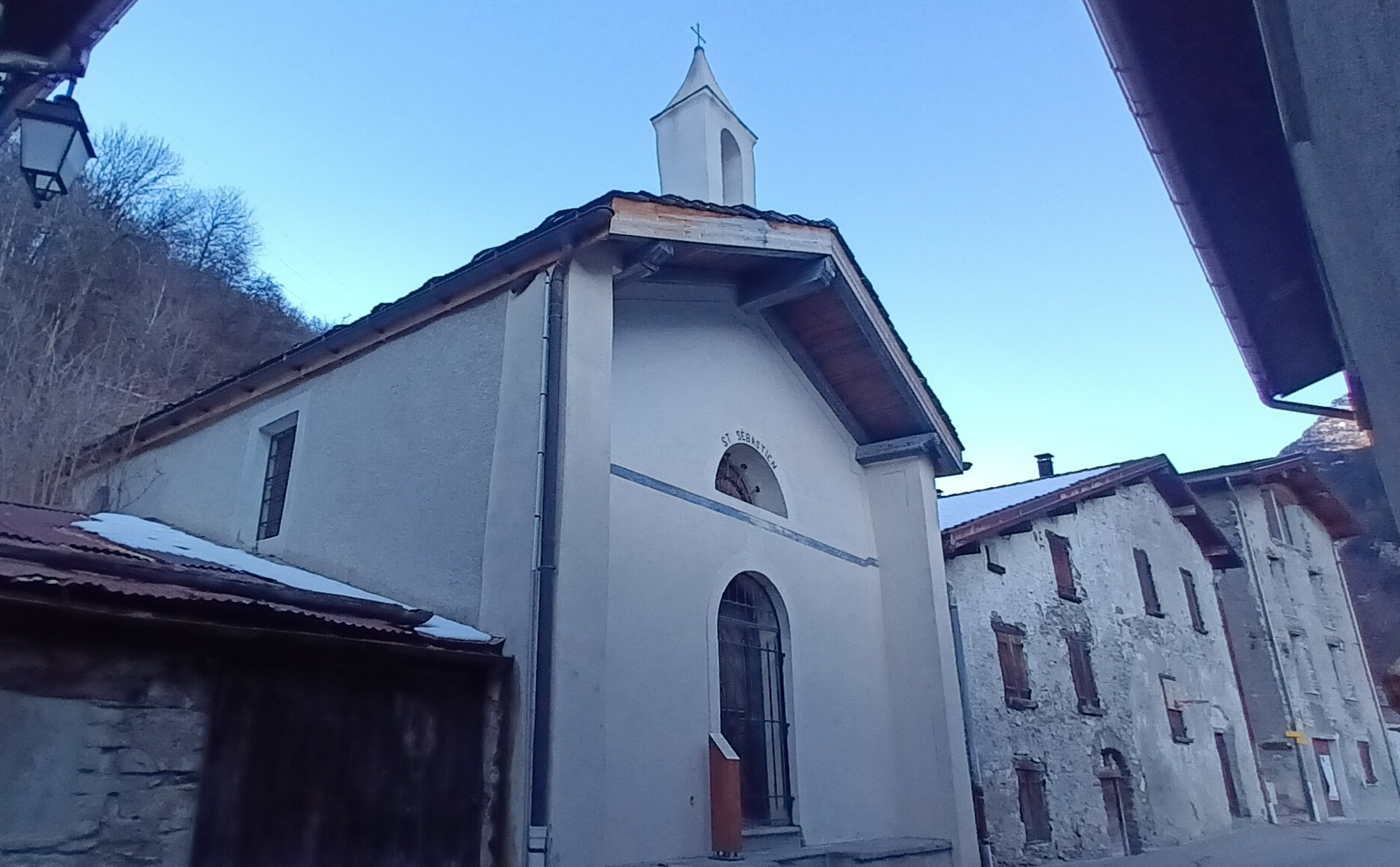
Chapelle Saint-Sébastien au Noiray.

#### Chapelles et oratoires
De nombreuses chapelles se trouvent sur le territoire de la commune. La plus célèbre est la chapelle Notre-Dame-des-Anges, culminant à 2 050 m d'altitude à l'Arcellin. Elle est inaugurée le 20 juillet 1869 par les autorités religieuses et civiles,,. La chapelle Saint-Jacques, datant de 1670, se trouve au cœur du village de Francoz. En 1730, l'oratoire de Francoz est agrandi afin de construire une chapelle,. On peut également citer les chapelles Notre-Dame-des-Neiges, Saint-Albert, Saint-Barthélemy, Saint-Denis, Sainte-Madeleine, Saint-François-d'Assise, Saint-Joseph, Saint-Louis, Saint-Roch ou encore Saint-Sébastien,.
De nombreux oratoires sont implantés sur le territoire communal comme les oratoires Saint-Antoine à Champ-Communal, Ave-Maria à Orellette ou Saint-Jean-Baptiste au Seignier. Près de Bonvillard, on trouve ceux de Notre-Dame-de-Paradis, Notre-Dame-du-Vœu à la Présaz et Saint-Guérin à Leschaux. Il y a aussi ceux de Sainte-Mère, Sainte-Vierge et Sainte-Marie à Francoz, Notre-Dame-de-Tout-Pouvoir au Noiray ou encore Saint-Élie au Crêt du Vlé.

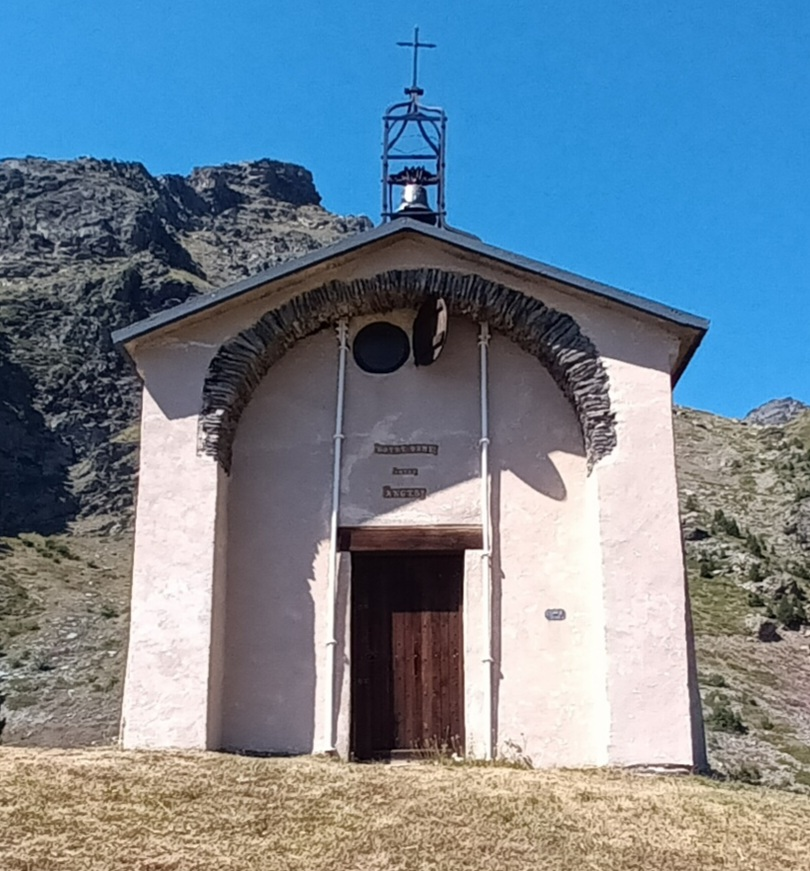
Chapelle Notre-Dame-des-Anges à l'Arcelin.
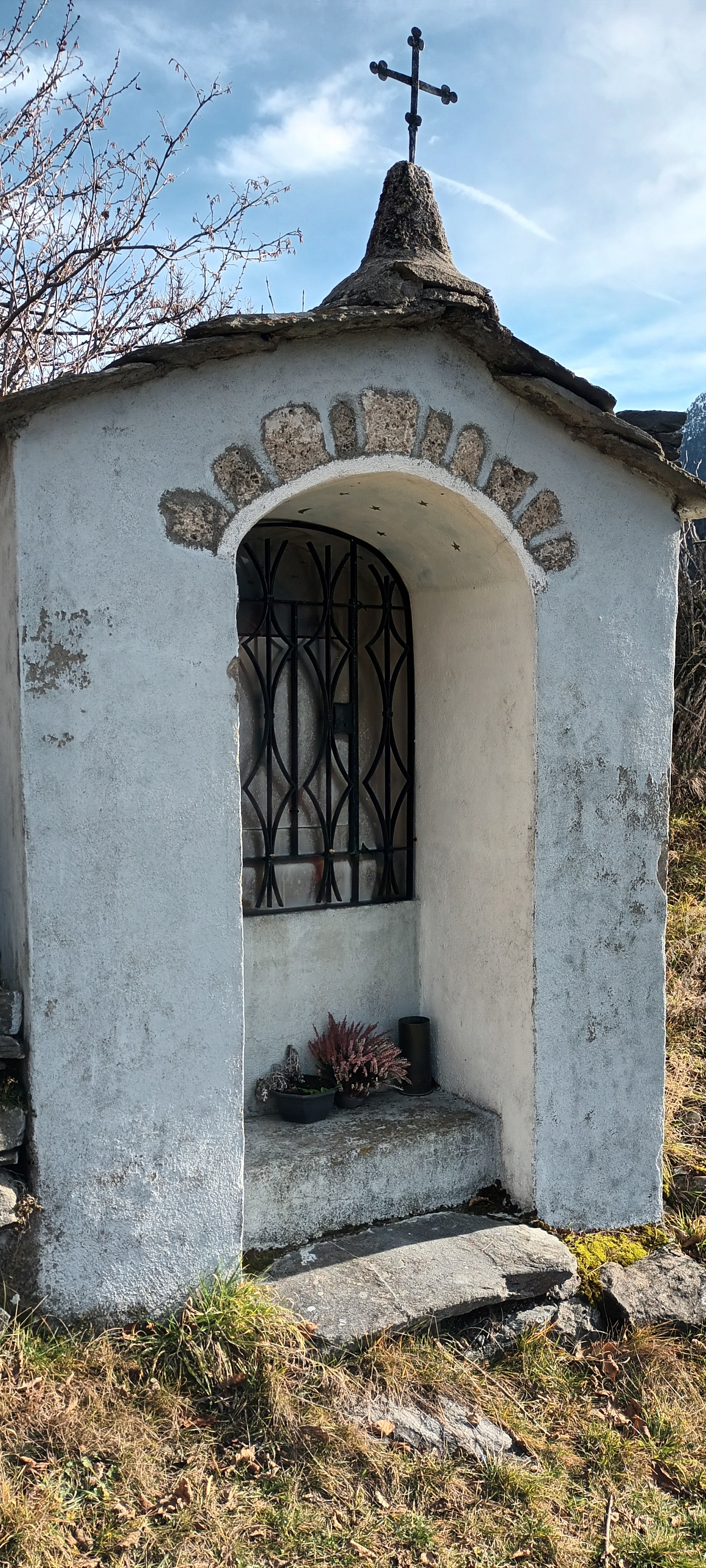
Oratoire Notre-Dame-de-Paradis.
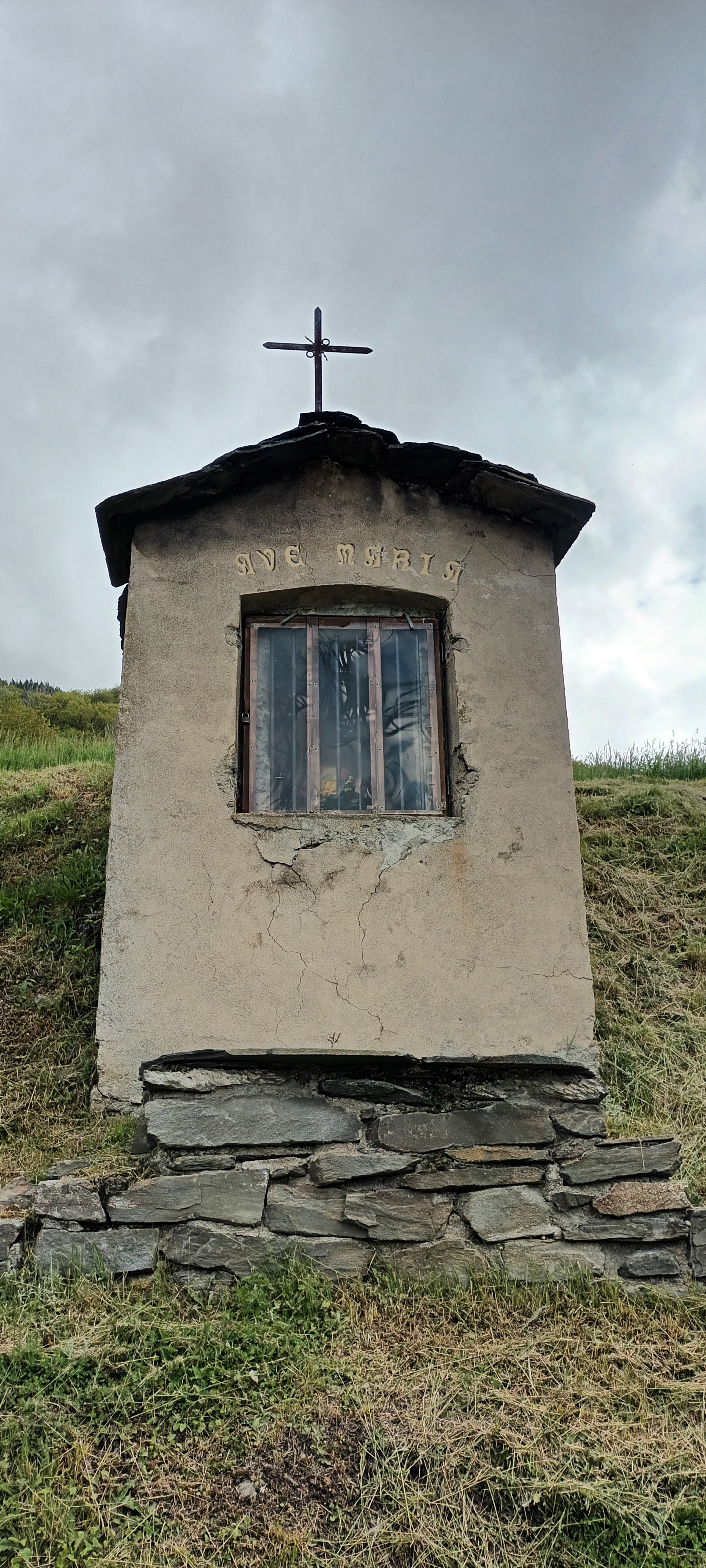
Oratoire Ave-Maria.
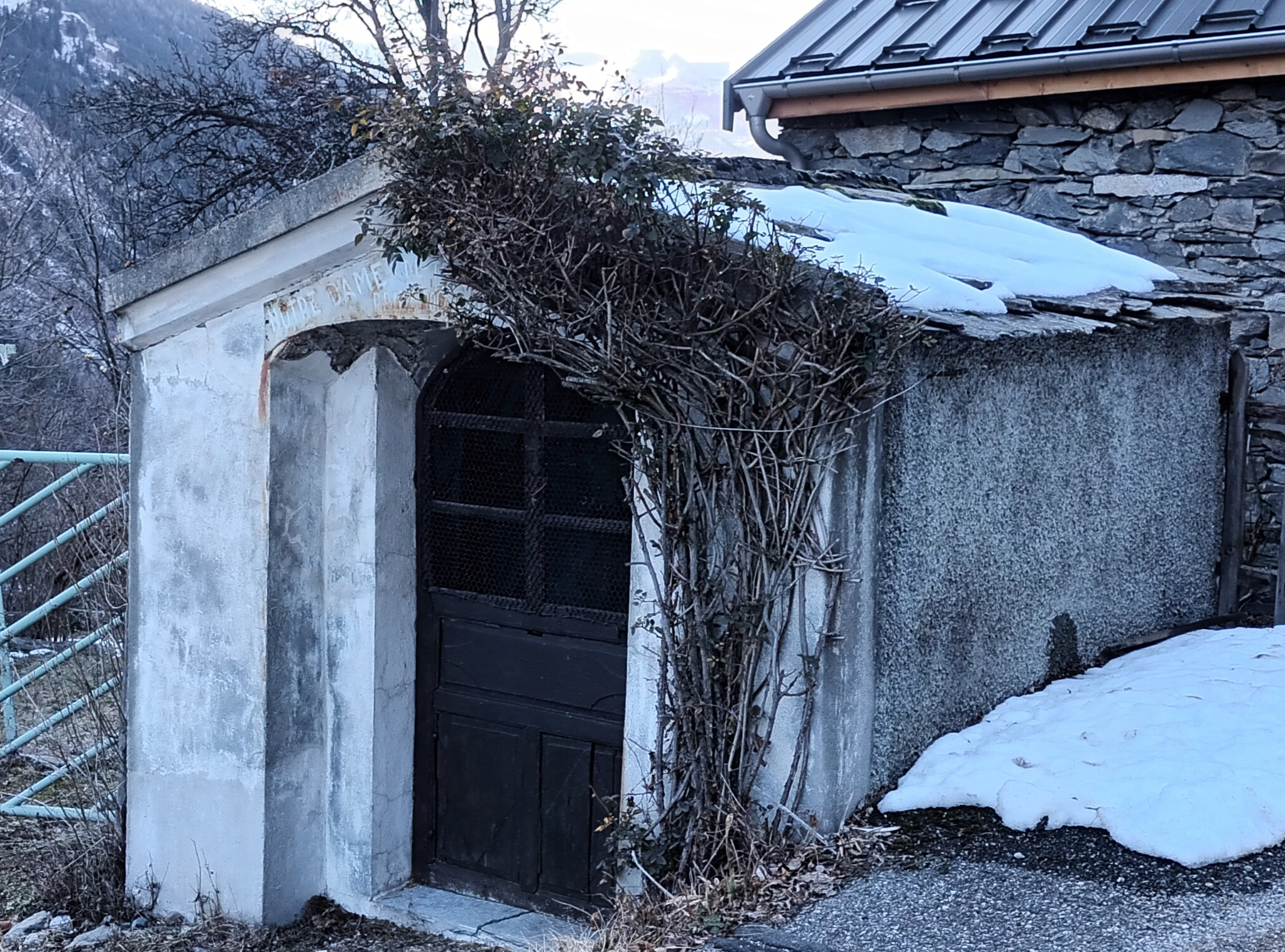
Oratoire Notre-Dame-de-Tout-Pouvoir.
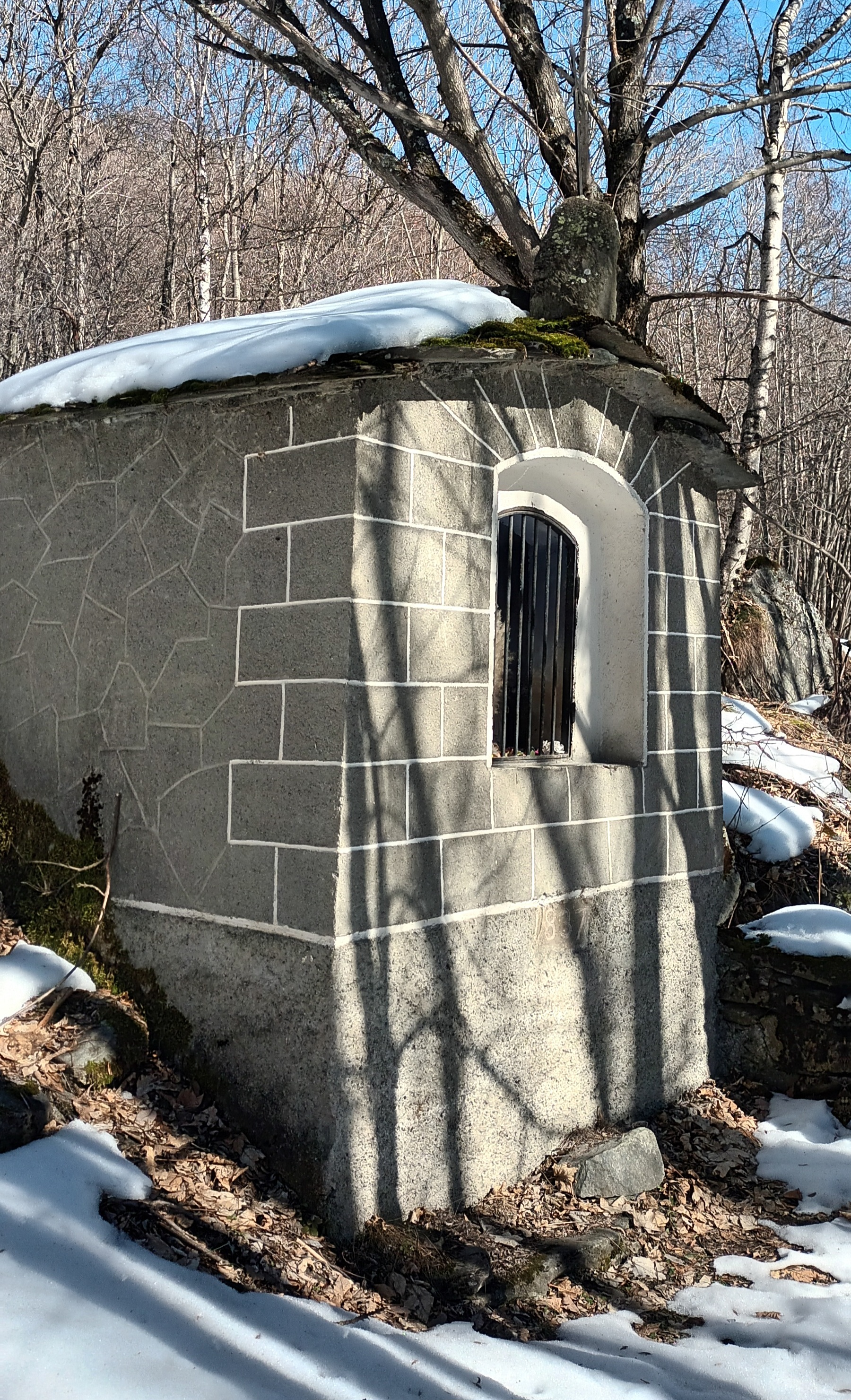
Oratoire Notre-Dame-de-Grâce.
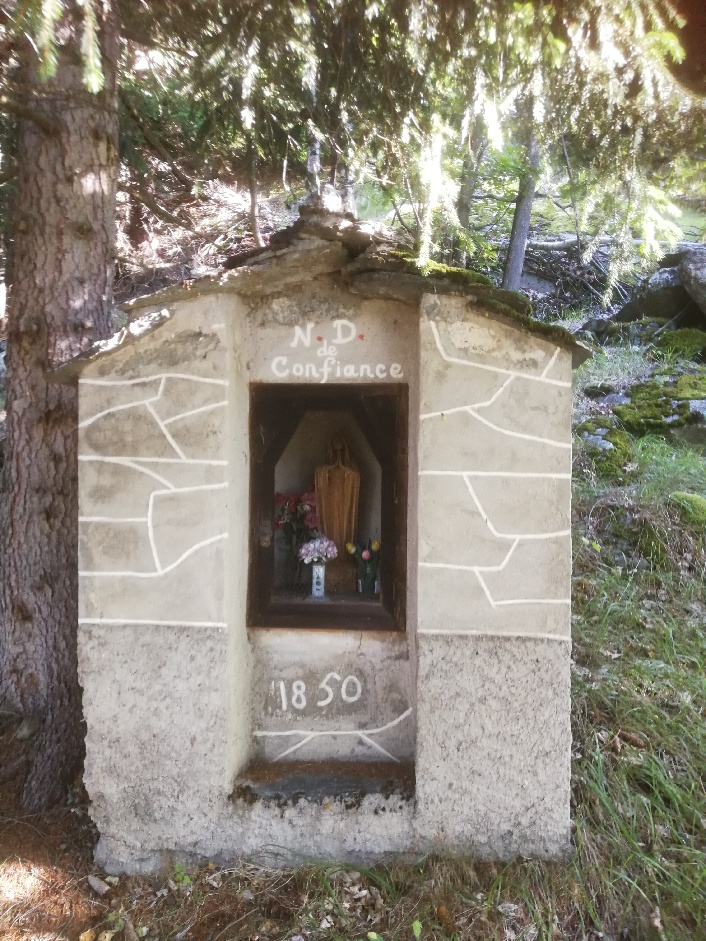
Oratoire Notre-Dame-de-Confiance.
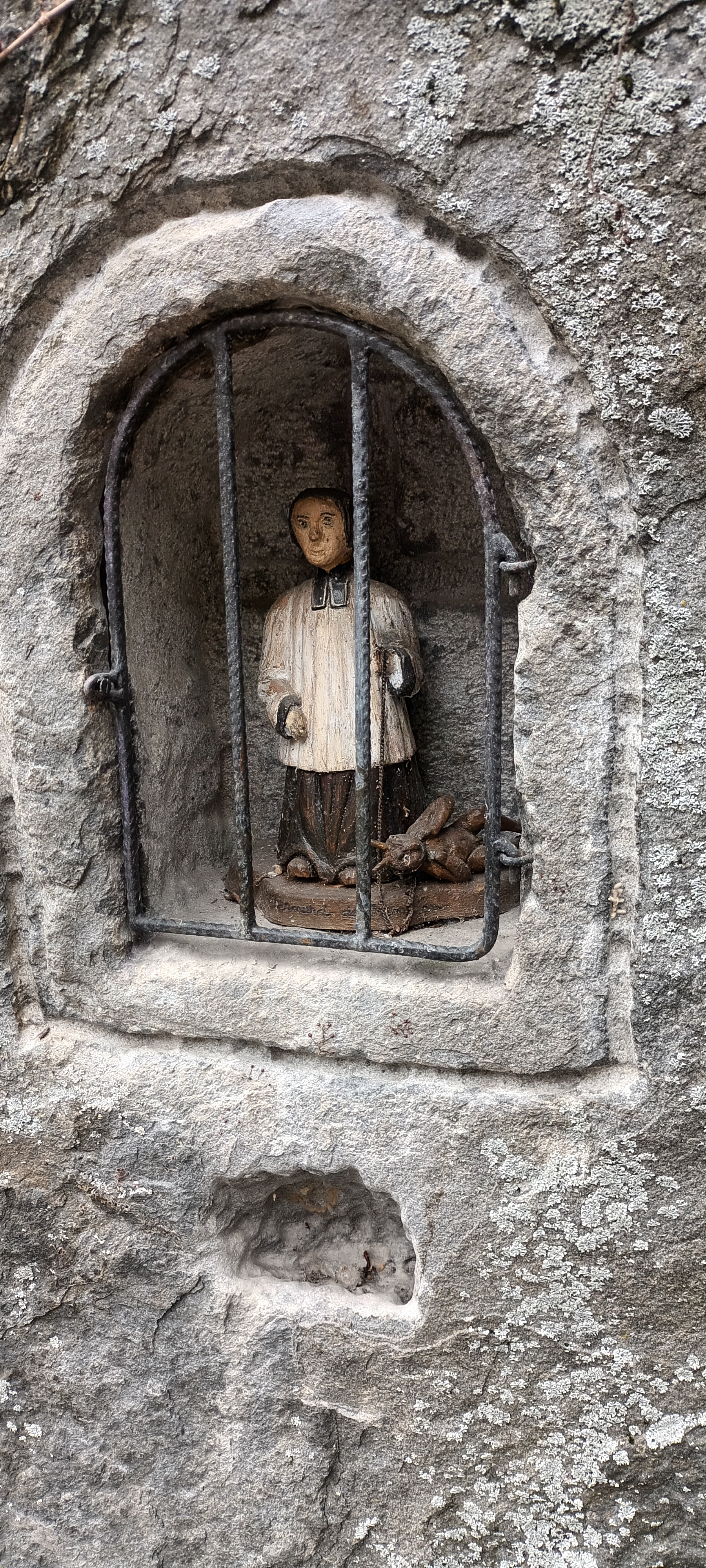
Oratoire Sainte-Vierge.

#### Calvaires
La commune d'Orelle est parsemée de croix chrétiennes édifiées qu'il est possible de visiter afin de découvrir une culture montagnarde qui a évolué en parallèle de la pratique ancestrale du christianisme. Il y a notamment la croix Sainte-Anne à la Casse, la croix d'Antide, la croix de Pierre-Plate, la croix des Rameaux au chef-lieu, la croix de la Fusine, la croix du Crozet, la croix de Corniaux, la croix du mont Bréquin, la croix de Derrière-les-Prés, la croix de l'Éclaire au Crêt du Vlé, la croix de Pierre-Sautier à Bonvillard, la croix du Verney, la croix de Champlan, la croix de Leschaux, la croix de Sous-les-Roches ou encore la croix de Théophile (au-dessus du sentier de Genevret),.

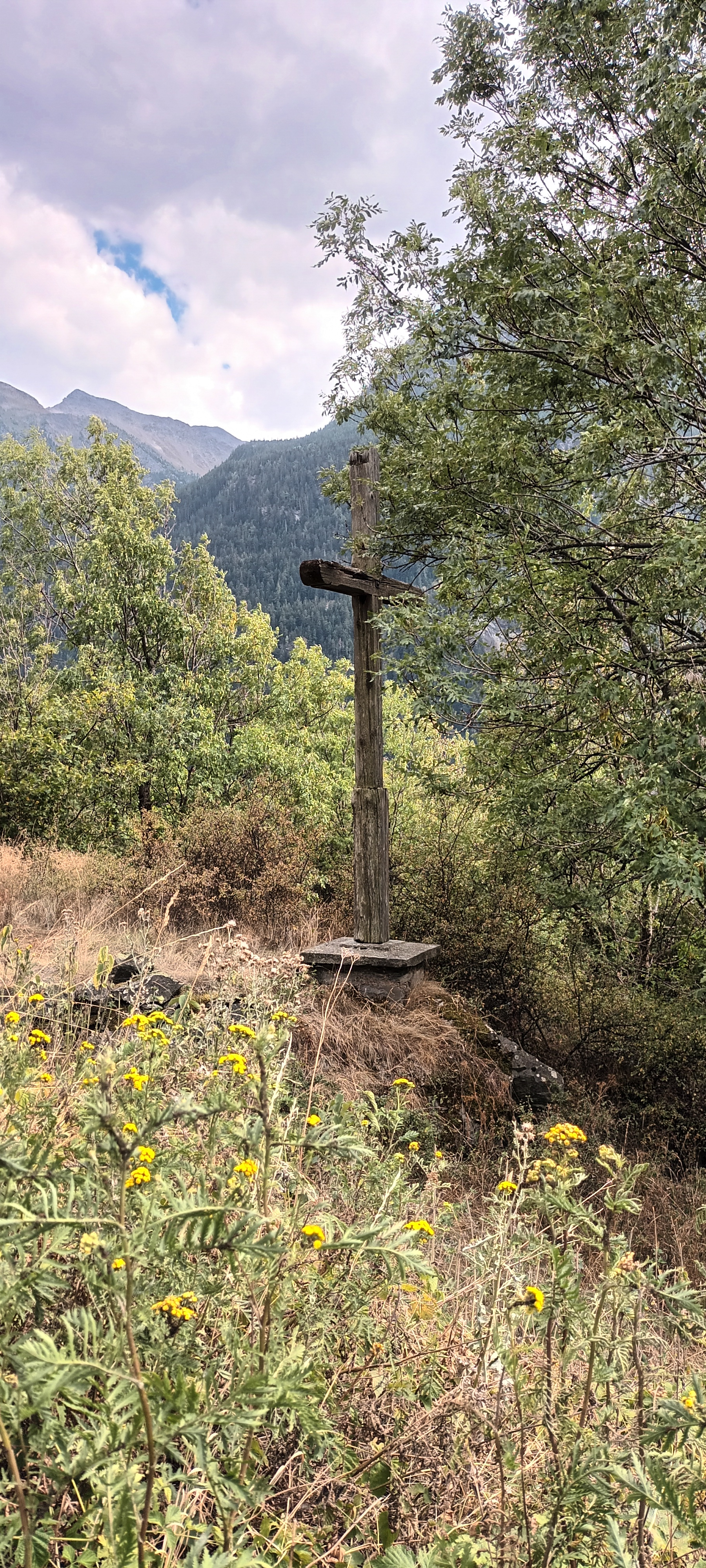
Croix de Corniaux.
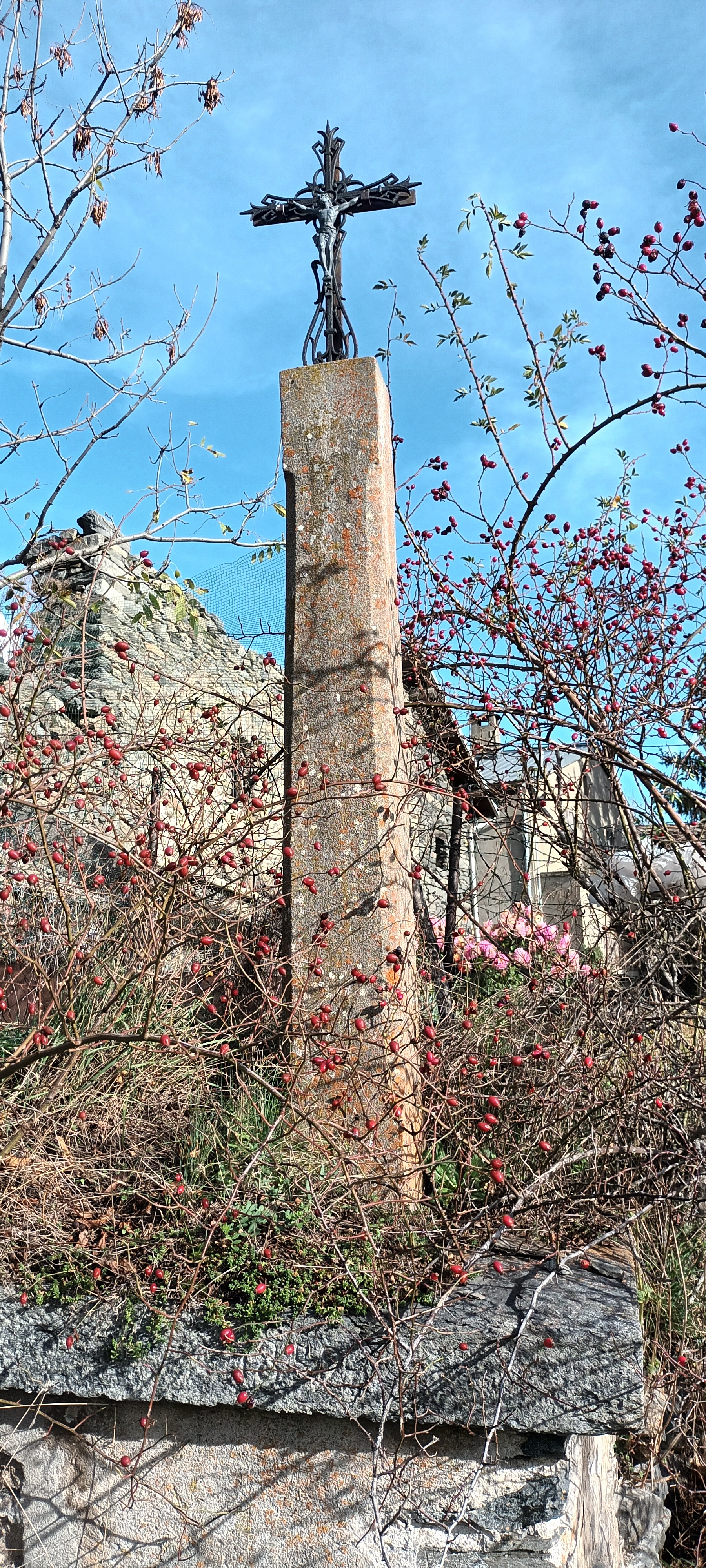
Croix de Pierre-Sautier.
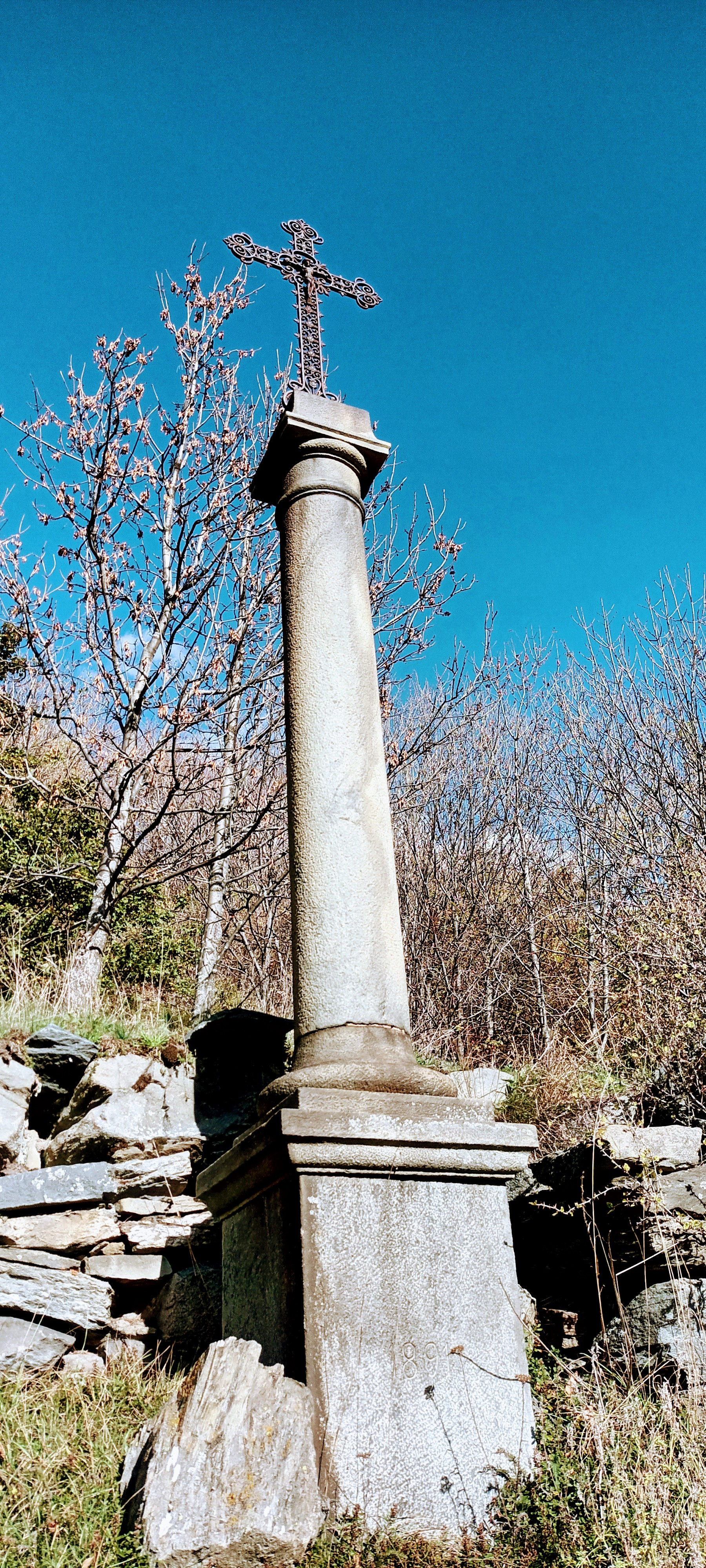
Croix du Verney.
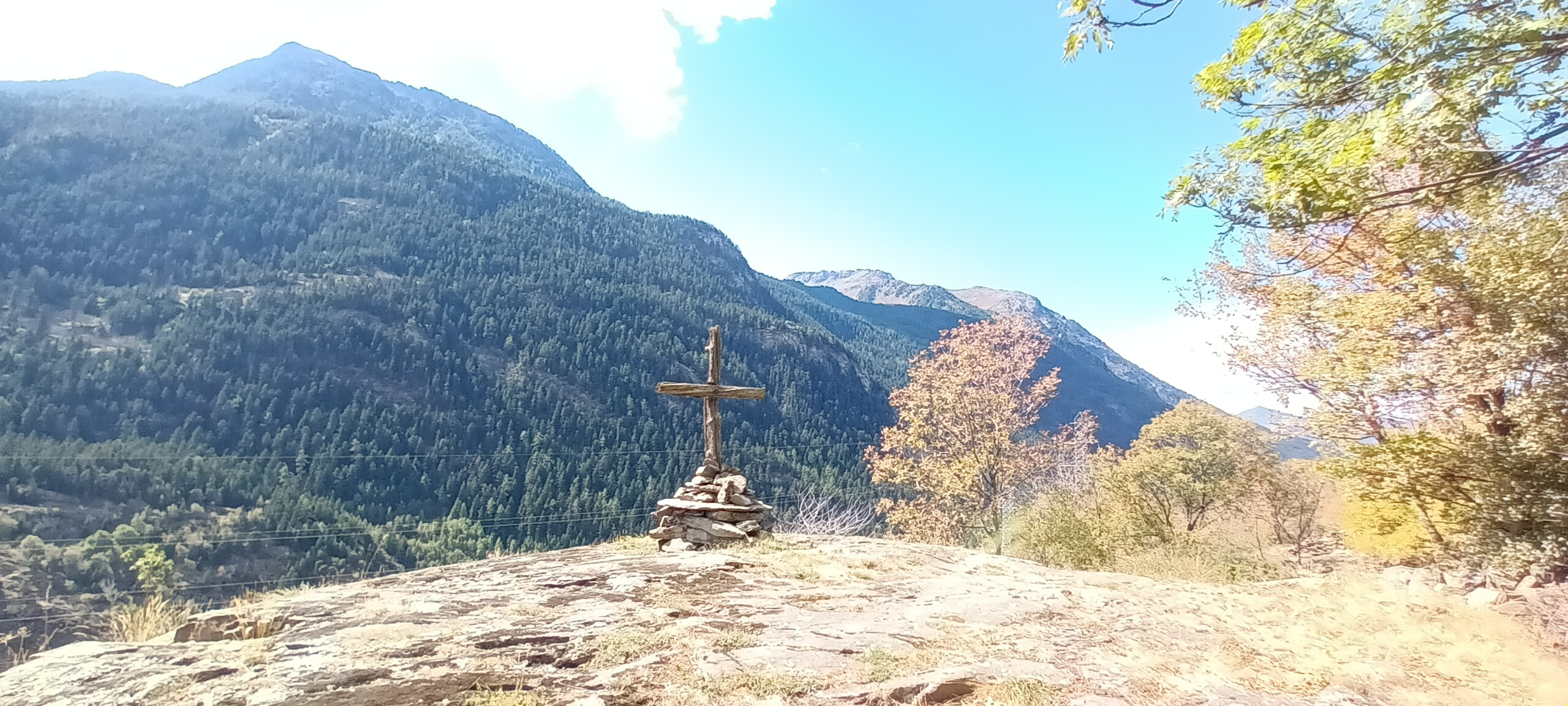
Croix de Leschaux.
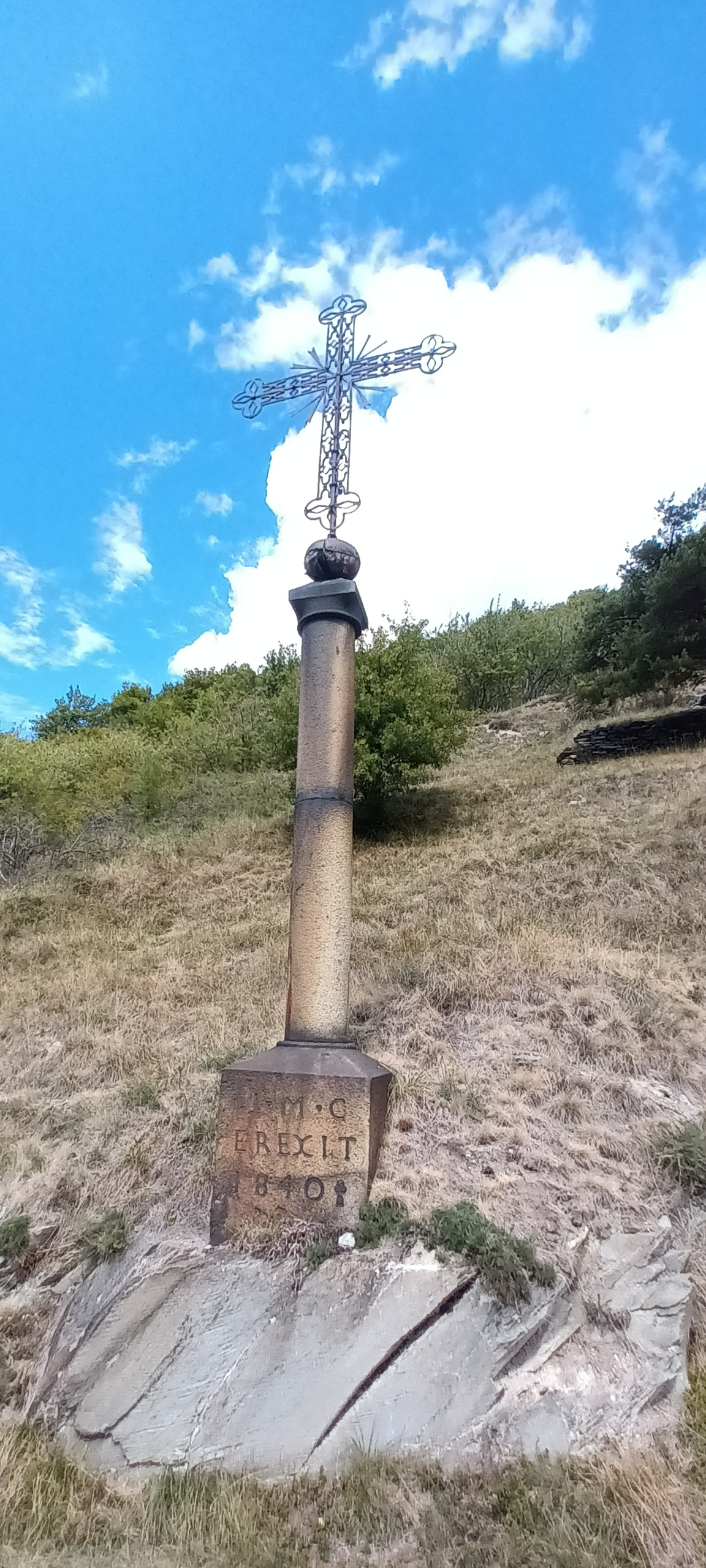
Croix de Sous-les-Roches.
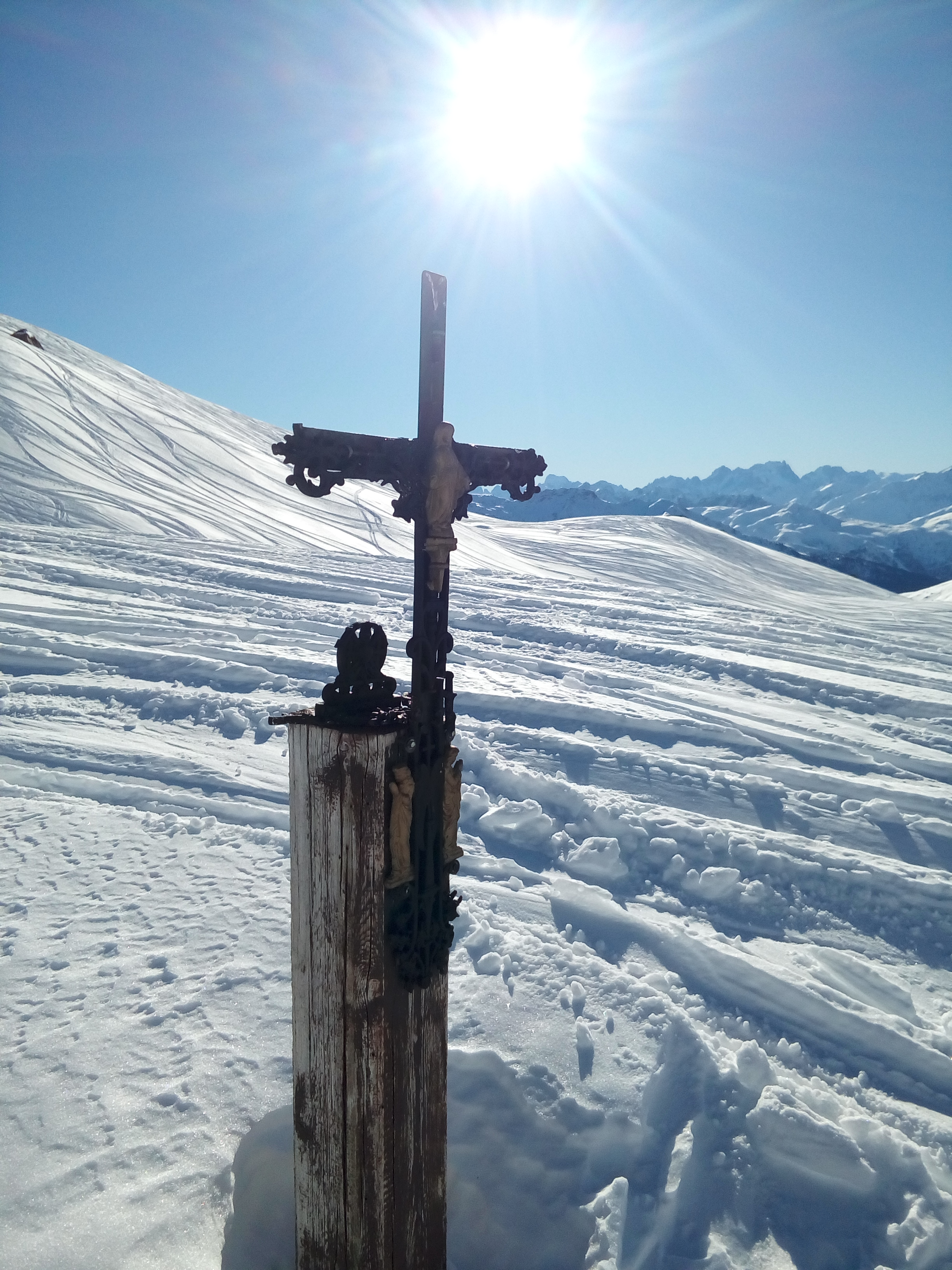
Croix d'Antide.

### Musée, sites et parcours patrimoniaux

#### Écomusée
Un écomusée existe dans la commune, rassemblant des mémoires d'antan à Orelle. Des dizaines d'objets, de témoignages et de photographies de l'époque y demeurent. De plus, des visites y sont organisées,.

#### Chemins historiques
La route des Grandes Alpes traverse Orelle en longeant l'Arc avant d'arriver au virage de Saint-Michel-de-Maurienne, plus bas en altitude. Une partie du patrimoine religieux fait par ailleurs partie des chemins du Baroque avec, entre-autres, les églises Saint-Maurice, Sainte-Marguerite et de nombreuses chapelles et croix édifiées,. La chapelle Saint-François-d'Assise est inscrite sur les chemins d'Assise,.

#### Maisons traditionnelles
Les villages originels de la commune, que sont Orelle (chef-lieu), Orellette, la Fusine, le Noiray, Bonvillard et le Teppey, contiennent des bâtiments traditionnels de genre chalet de montagne, emblématiques des régions alpines. Le bâti de ces hameaux historiques présente des formes urbaines et architecturales typiques de la Haute Maurienne, avec des constructions en pierres et en bois, résistantes aux hivers rudes. La commune s'est engagée dans la préservation des silhouettes et de la perception des hameaux historiques, et dans la conservation des caractéristiques traditionnelles de l'architecture locale,.

#### Fours à bois

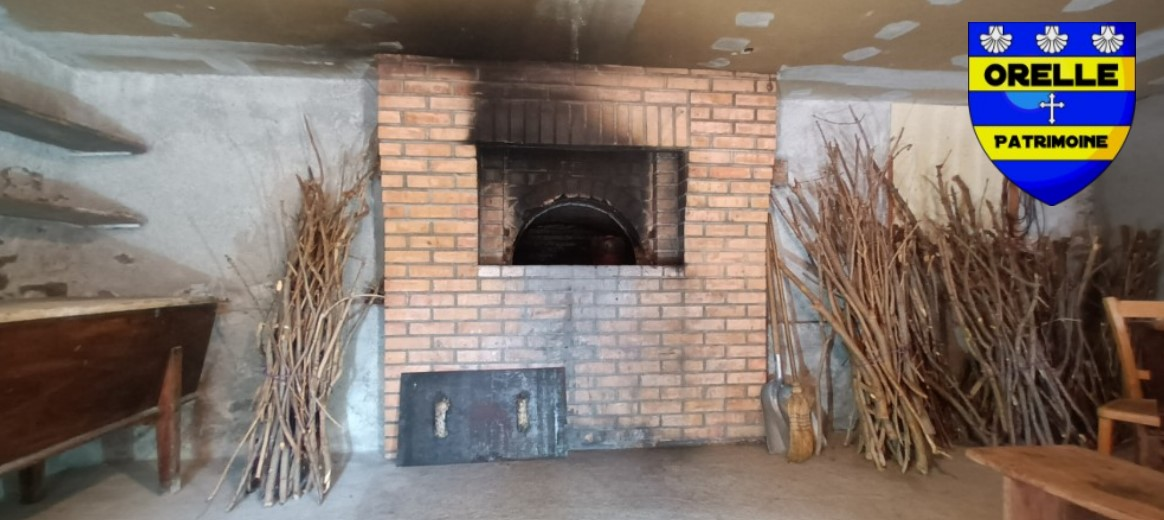
Le four à pain.

Le principal four à bois de la commune d'Orelle se trouve dans le village de Bonvillard (1 200 m). Il se situe sous l'ancienne école du hameau, sur la place des lavoirs. L'association Orelle Patrimoine y organise des fabrications et ventes de pain durant les vacances scolaires,. Des fours à pain sont également présents dans les hameaux du Noiray, du Teppey, d'Orellette, du chef-lieu, de Francoz ainsi qu'un rénové fonctionnel (comme à Bonvillard) au Poucet.

#### Sites archéologiques
De nombreuses gravures rupestres existent à Orelle : il y a plusieurs blocs gravés et parois ornées qui sont recensés à Plan-Py, Plan-Bouchet mais aussi Leschaux et Leschaux-Dessus, avec des pierres à cupules où sont représentés petits trous, contours des pieds, chasseurs ou encore croix. Par ailleurs, des implantations médiévales sont attestées à Orelle, au lieu-dit de Château-sur-Orelle et à proximité du village du Poucet. Ces sites archéologiques font l'objet de parcours patrimoniaux organisés par l'association Orelle Patrimoine,.

#### Fleurissement
En 2014, la commune d'Orelle bénéficie du label « ville fleurie » avec « deux fleurs », attribué par le Conseil national des villes et villages fleuris de France au concours des villes et villages fleuris,.

### Filmographie
La Montagne aux mille regards est un film tourné en partie à Orelle (dans l'écomusée de la commune et sur le parvis de l'église Saint-Maurice (2017) et sorti fin 2021. Sur les Chemins du Temps est un film tourné en Savoie par l'association filmique Cinéma Montagne Production basée à Orelle (2018). Dans la Vallée du Diable est un film tourné dans la chapelle Notre-Dame-des-Anges à l'Arcelin (2023).

### Personnalités
Parmi les personnalités notables de la localité, figure Jean-Balthazar d'Albert d'Orelle, seigneur de Chamoux-sur-Gelon, de Montendry, de Montgilbert, de Vimines et de Saint-Jean-de-Couz, et blasonné. Son patronyme a été donné à une place du chef-lieu : Place des Nobles-d'Albert-d'Orelle,. David Chamberod est un scénariste orellin et coproducteur du film La Montagne aux Mille regards en 2021, réalisateur des films Sur les Chemins du Temps et Dans la Vallée du Diable. Il est également président de l'association Cinéma Montagne Production ainsi que du tennis-club d'Orelle,,. Enfin, Lionel Belluard, natif, accordéoniste et lauréat du prix Francis Baxter 2018 est une personne notoire localement,.

### Héraldique
| Blason de Orelle | Blason  | D'azur à deux fasces d'or accompagnées de trois coquilles d'argent rangées en chef, et d'une croisette latine tréflée du même en abîme. Devise / CriBenefaciat Deus facientibus quoniam vere terram suam fovent (Que Dieu bénisse ceux qui œuvrent, car ceux-ci chérissent vraiment leur terre) |
| Blason de Orelle | Détails | Le blasonnement décrit la structure géométrique et colorimétrique du blason. Le blason détient un symbole de Jacques le Majeur qui est le dédicataire de plusieurs édifices chrétiens dans la commune. Les trois coquilles Saint-Jacques renversées du blason font référence à l'intégration des églises, chapelles et oratoires d'Orelle aux « chemins du Baroque ». De nombreux statues et tableaux peints de ce saint sont exposés à l’église Saint-Maurice. Les couleurs de fond sont le bleu (l’azur) et le jaune (l’or). Le bleu évoque la vérité, la paix, l’union et la spiritualité tandis que le jaune fait référence à la joie et à la fraternité. Les coquilles chrétiennes s’apparentent à celles présentes sur un des blasons de Saint-Michel-de-Maurienne. En effet, la mestralie de cette commune intégrait également Orelle. La croix latine rappelle les nombreuses croix tréflées surmontant le toit des églises, chapelles et oratoires de la commune. Le statut officiel du blason reste à déterminer. |

### Logotype
Un logotype de la commune a été créé avec l'installation de la télécabine 3 Vallées Express, en 1996. Celui-ci était présent sur les toits des gares de départ et d'arrivée de ladite télécabine, sur toutes ses cabines, mais également sur les productions officielles tels que les bulletins municipaux annuels. En 2008, le logo change et devient seulement une gentiane stylisée. Il figure sur les sites officiels de la commune, sur les bulletins municipaux, les documents de l'office de tourisme, les cabines d'Orelle et d'Orelle-Caron et les objets publicitaires.

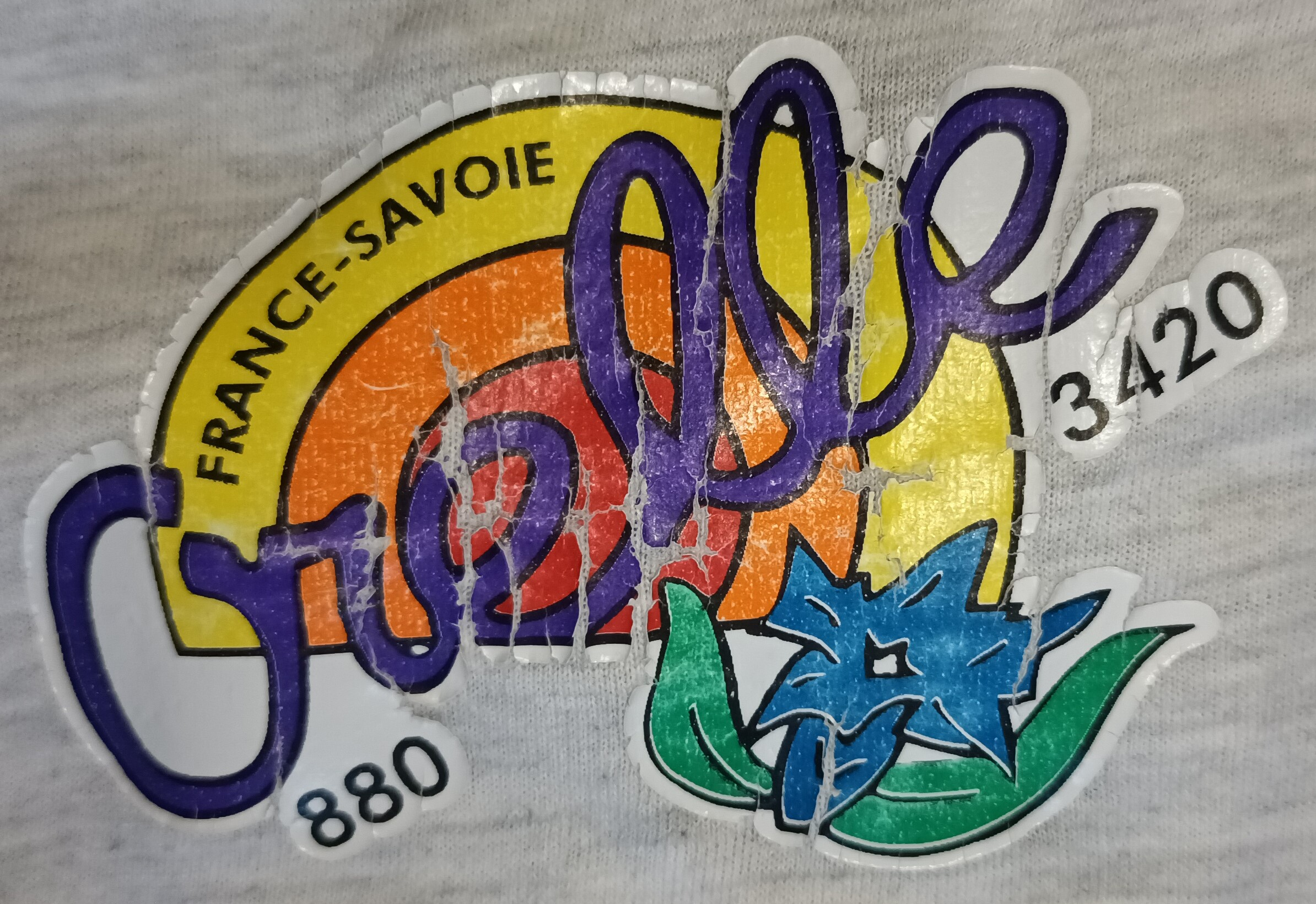
Ancien logo de la commune.
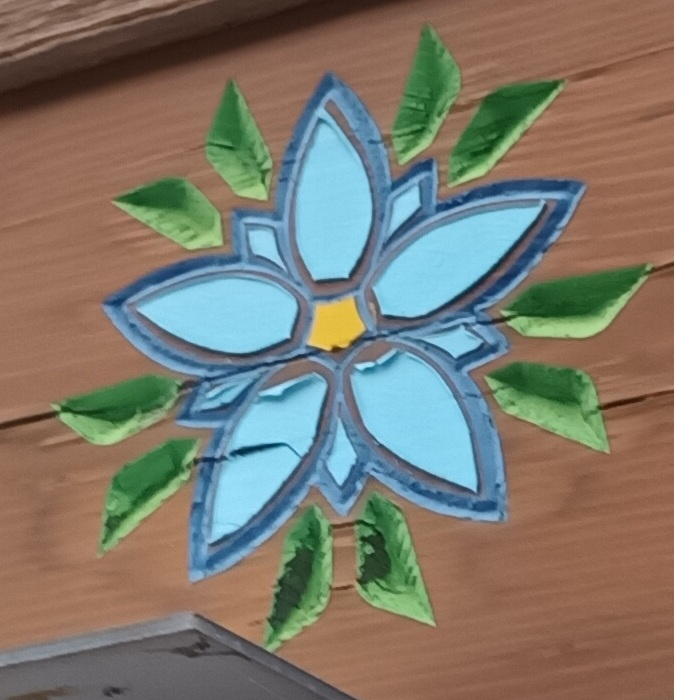
Logo actuel.